# البصرة
البَصْرَةُ مَدينة عراقية تقع في أقصى جنوب العراق على الضفة الغربية لشط العرب، وهي المركز الإداري والسياسي لمحافظة البصرة، بلغ عدد سكانها 4 مليون  نسمة حسب تقديرات عام 2024 . البصرة هي أيضًا الميناء الرئيسي للعراق، على الرغم من عدم وجود منفذ للمياه العميقة، والتي يتم مناولتها في ميناء أم قصر. في أبريل 2017، اعترف البرلمان العراقي بالبصرة عاصمة اقتصادية للعراق.
البصرة مدينة قديمة شيدها عتبة بن غزوان في عهد ثاني الخلفاء الراشدين عمر بن الخطاب لتكون أول مدينة إسلامية بناها العرب خارج شبه الجزيرة العربية، وهي من المدن العربية الكبرى حيث تحتل المركز الخامس عشر من حيث عدد السكان حسب إحصائيات عام 2007. وتعتبر ثالث أكبر مدينة في العراق سكانا بعد مدينتي بغداد والموصل.

## التاريخ

### العصور القديمة

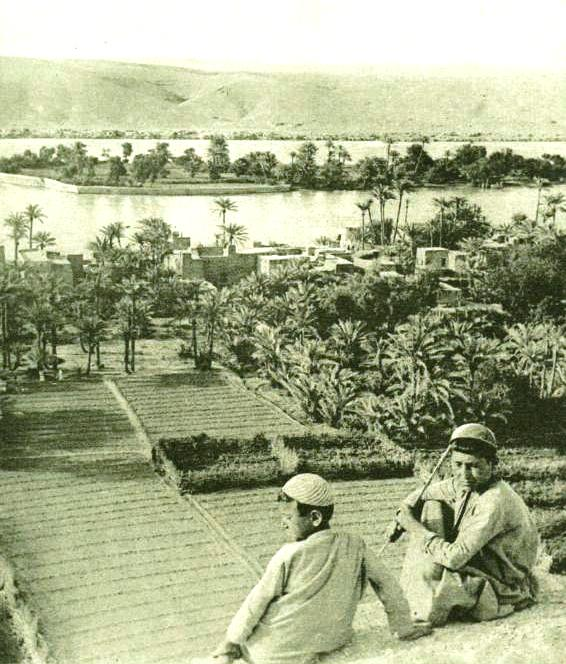
موقع جنات عدن شمال مدينة البصرة

يعود تاريخ مدينة البصرة إلى ما قبل العصور التاريخية حيث يعتقد الكثير من الباحثين على أن جنات عدن التي نزل فيها آدم أبو البشر تقع إلى الشمال من مركز المدينة بالتحديد منطقة القرنة التي تحتوي على شجرة آدم حسب الاعتقاد السائد هناك وتبعد عنها 20 كم. وقد بنيت البصرة على أنقاض معسكر للفرس في منطقة كانت تدعى الخريبة. كما أن هنالك مدينة أثرية يعتقد بعض المؤرخين أنه تم بنائها في زمن نبوخذ نصر تدعى طريدون، وادّعى آخرين إنها كانت مدينة آشورية، حيث كان لهذه المدينة سد يحميها من ارتفاع منسوب مياه البحر، فإن صح هذا فان طريدون أو تريدون تكون جنوب مدينة الزبير قرب خور الزبير في الوقت الحاضر، بينما يعتقد الرحالة جسني إن موقع طريدون هو قرب جبل سنام والذي يبعد عن جنوب مدينة الزبير بحوالي ثلاثة عشر ميل، فإذا كان ذلك صحيحاً فيجب أن يكون خور الزبير والذي هو امتداد الخليج العربي يمتد إلى جبل سنام أيام الدولة البابلية.

### العهد الإسلامي

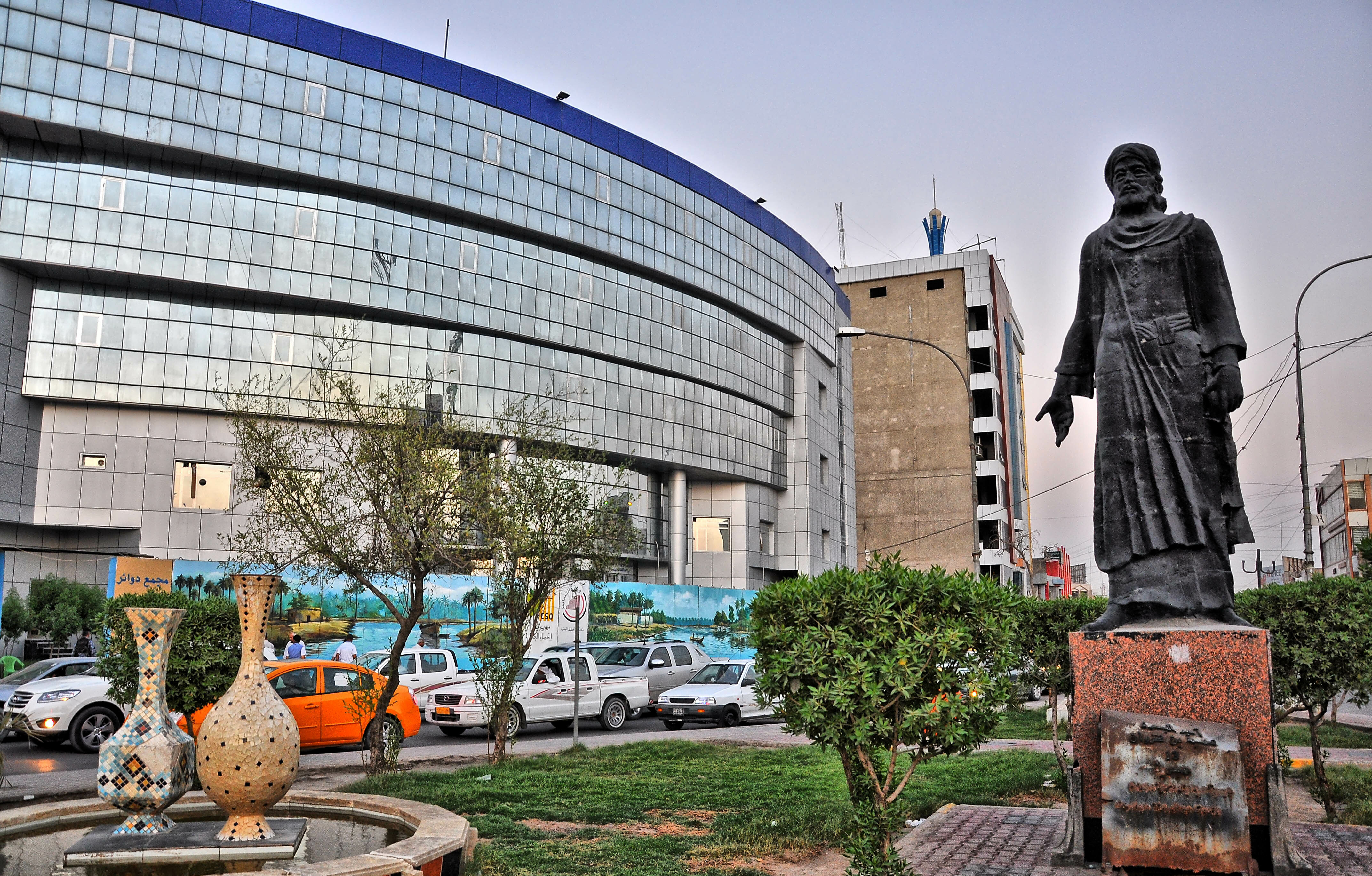
تمثال عتبة بن غزوان مؤسس مدينة البصرة

البصرة مدينة عراقية قديمة مشهورة شيدها عتبة بن غزوان في عهد الخليفة عمر بن الخطاب سنة 14 وقيل 15هـ عند ملتقى نهري دجلة والفرات. ويعرف ملتقاهما بشط العرب. وقيل أن سبب تسميتها بالبصرة هو أن عتبة بن غزوان كتب إلى الخليفة عمر يستأذنه في تمصيرها ووصفها لهُ بقولهِ: (إني أرى أرضًا كثيرة القضة في طرف البر إلى الريف ودونها مناقع فيها ماء وفيها قصباء). فقال عمر بن الخطاب: (هذه أرض بصرة قريبة من المشارب والمراعي والمحتطب). ومعنى البصرة في اللغة العربية الأرض الغليظة الصلبة ذات الحجارة الصلبة.
اقتضت الضرورة التي فرضتها الفتوحات الإسلامية على العرب إنشاء مدن عسكرية أو معسكرات سكنية للجنود المحاربـين لتخدم عدة جوانب، أهمها إنه أصبح من غير المنطقي على الجندي المقاتل أن يذهب لزيارة أهله في فترات معقولة لبعد المسافة، فالمجاهد الذي قدم من اليمن أو سلطنة عمان يحتاج إلى أشهر طويلة لكي يصل إلى موطنه ويحتاج إلى نفس ذلك الوقت للعودة وهذا يعني أنهم سيضيعون نصف وقتهم وجهدهم في مثل هذه الأسفار الطويلة الشاقة، مما يحرم جبهات القتال من فترات غيابهم الطويلة، كذلك كان لا بد من إيجاد معسكرات ثابتة للتحرك منها لضرب قواعد العدو أو طرق وقوافل إمداداته، أو شن الحملات السريعة المفاجئة عليه، أو لصد هجمات العدو، أو لنجدة بقية الجبهات عند الحاجة. كذلك إيجاد مقرات بعيدة على حافة الصحراء لا يجرأ العدو من الوصول إليها لمعالجة المصابين وقضاء فترة النقاهة بعيداً عن الخطوط الأمامية الخطرة والمتحركة دائماً، كما يستطيع أن يترك بها المقاتل زوجته أو ما يحصل عليه من الغنائم كي لا تعيق حركته أثناء القتال. كل هذه الأسباب وغيرها جعلتهم يفكروا بإنشاء مثل هذه المدن.

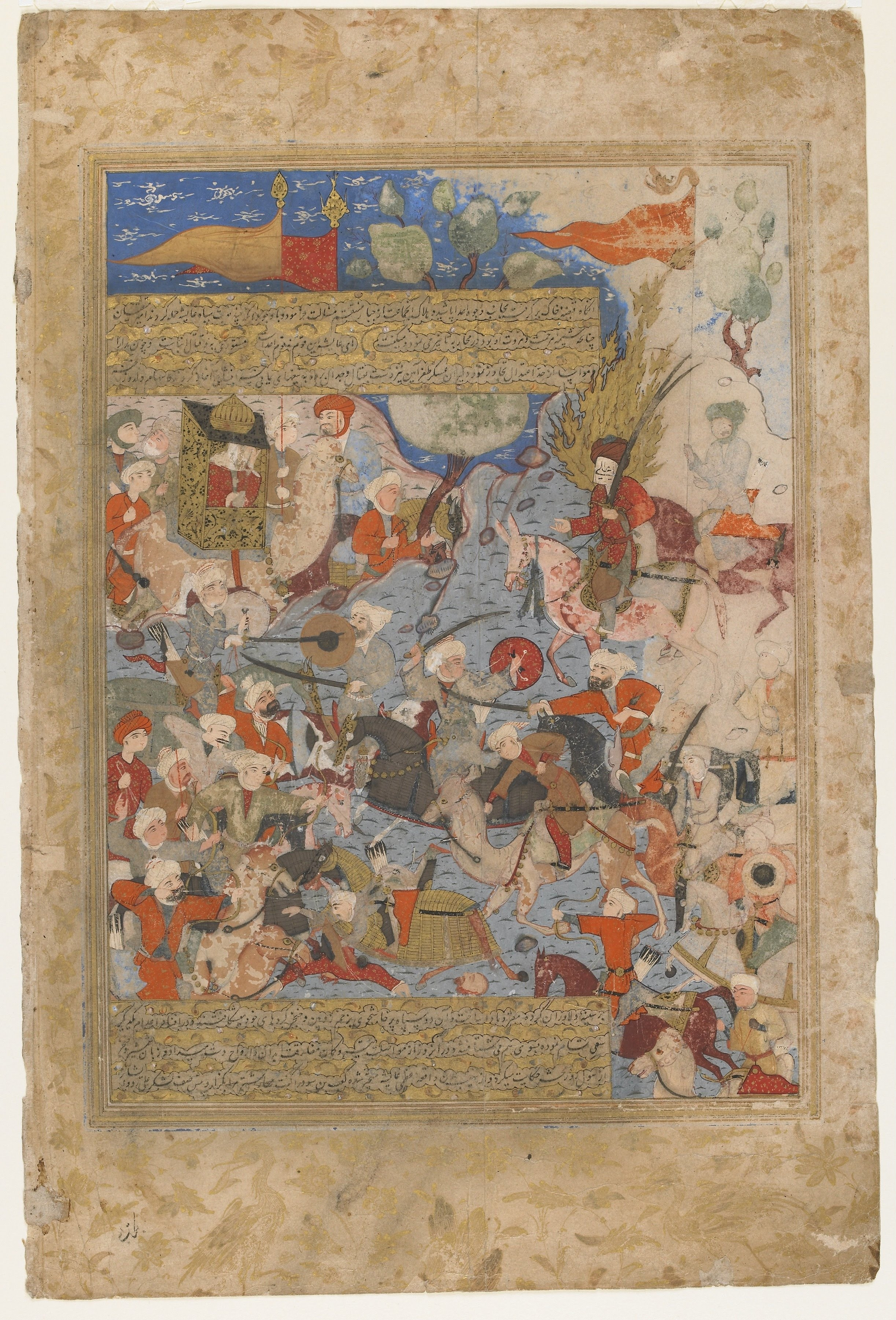
معركة الجمل بين الإمام علي وخصومه سنة 656م

شهدت البصرة على مدى تاريخها أحداثاً تاريخية مهمة ومنها موقعة الجمل عام 35هـ.
كما أن لمدينة البصرة أهمية خاصة لأنها
كانت أول مدينة بناها المسلمون في العراق.

### العهد الأموي

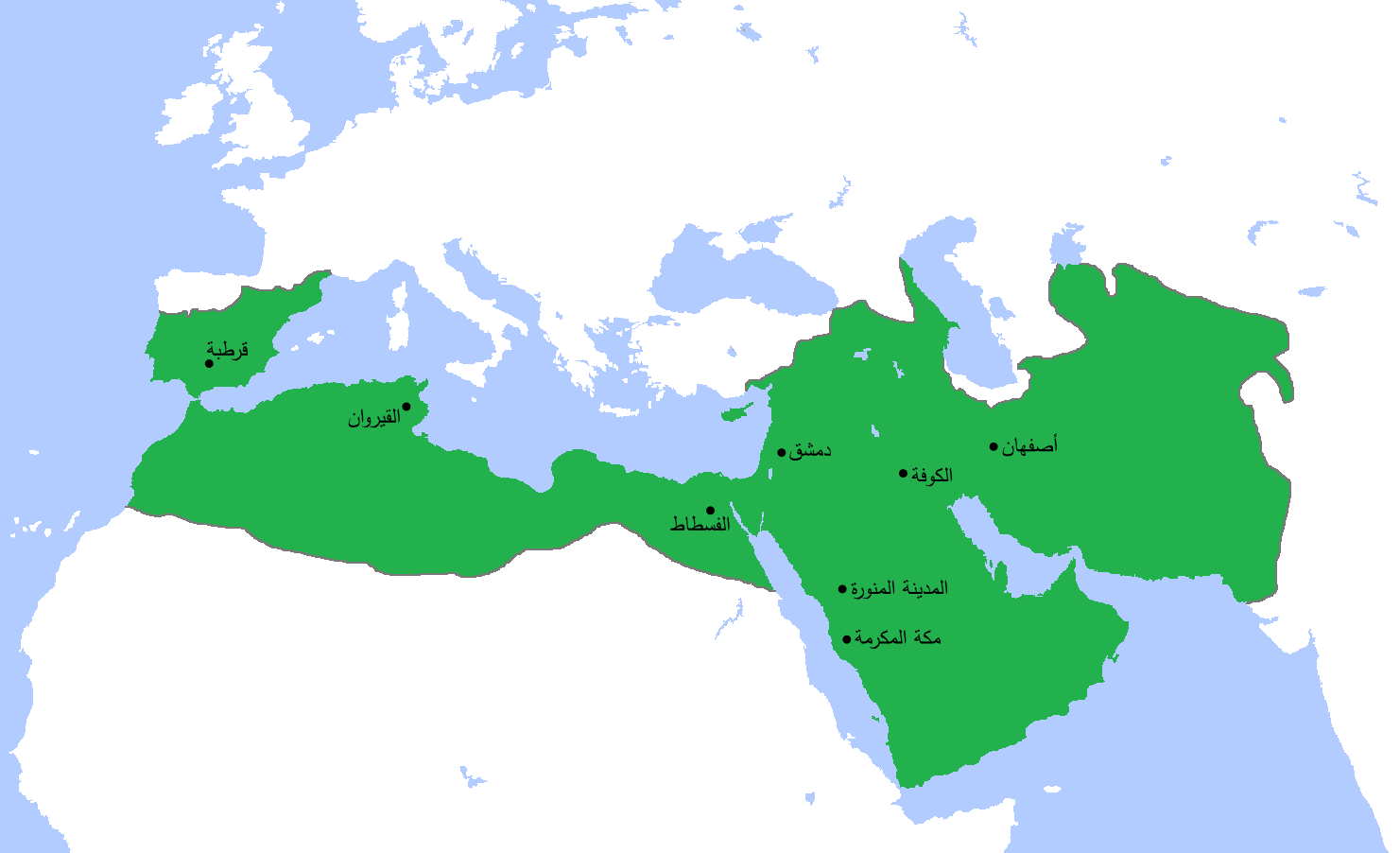
الدولة الأموية في أقصى اتساعها

أصبحت البصرة ضمن الحكم الأموي بعد عقد الصلح بين الحسن بن علي ومعاوية وعين أول والي آموي هو حمران بن أبان عام 660م، ودخلت البصرة عام 75هـ في ولاية الحجاج بن يوسف الثقفي بعد القضاء على الدولة الزبيرية وقتل مصعب. وفي سنة 101هـ دخلها يزيد بن المهلب بن أبي صفرة. واستمرت الأحداث تتوالى على البصرة بمرور الزمن. وكانت في تلك الحروب والتقلبات قد خربت وأنشئت في مكان يبعد عن مركزها الأول 14 كيلومتراً إلى الشمال الغربي. وكان إنشاؤها في القرن الرابع عشر الميلادي.

### العهد العباسي

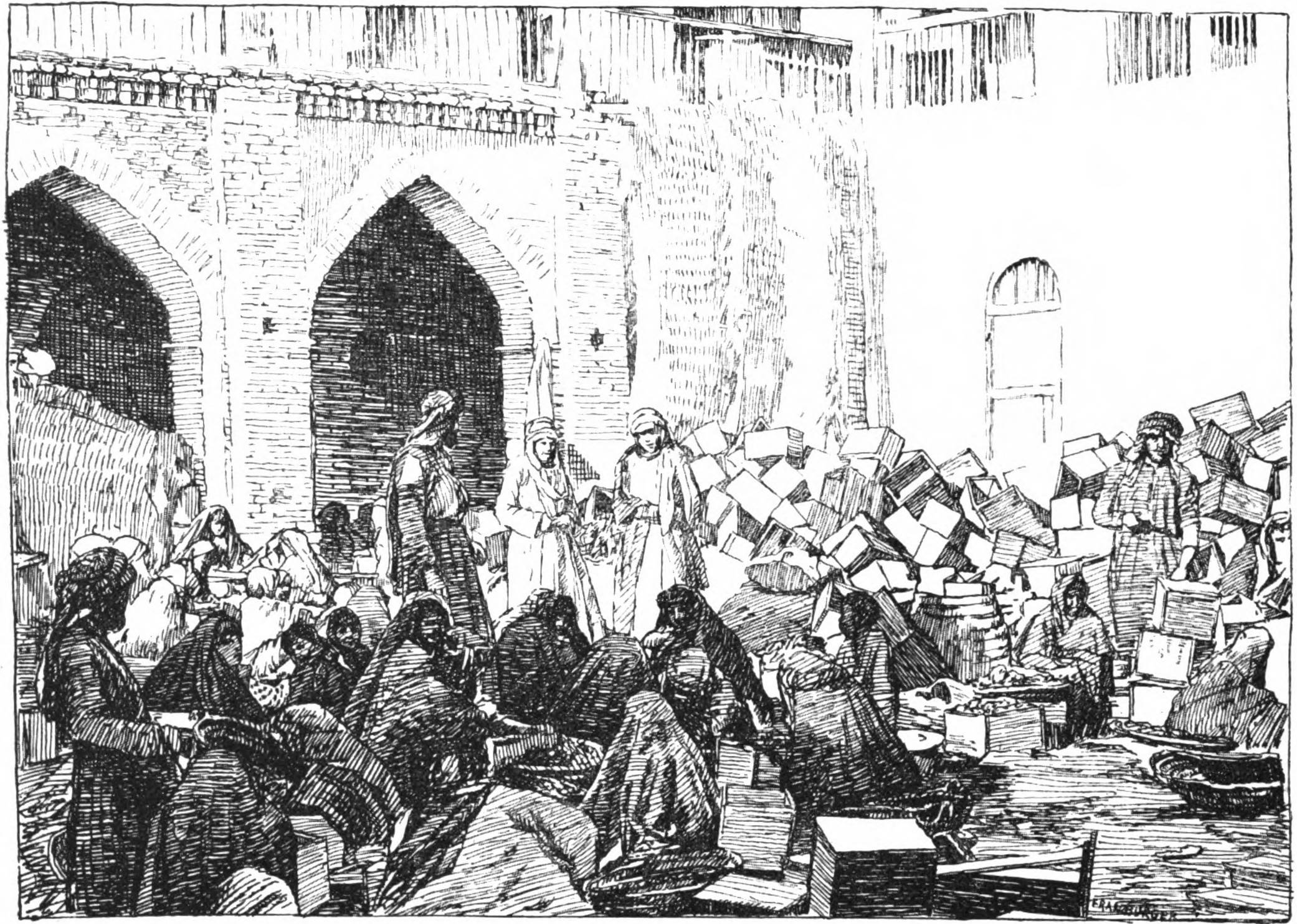
البصرة في القرن الثامن عشر

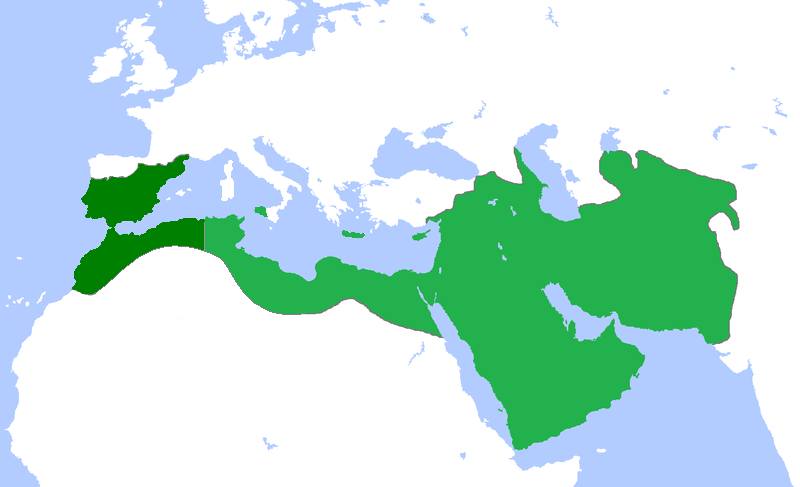
الخلافة العباسية في أقصى اتساعها عام 860م.

تولى أبو العباس السفاح الخلافة في عام 132هـ (749م). وكانت مهمته بناء الدولة العباسية، فكان عليه أن يثبت أقدام العباسيين في الخلافة ويوطد أركانهم وقد نجح في ذلك في السنوات القليلة التي قضاها في الحكم. ومن الطبيعي أن يبدأ الخليفة الجديد بتشديد القبضة على كل الولايات التي كانت تابعة إلى الحكم الاموي سابقاً بما فيها ولاية البصرة. عهد الخليفة أبو العباس في العام الذي تولى فيه الخلافة ولاية البصرة إلى القائد العباسي سفيان بن معاوية بن يزيد بن المهلب. وأثناء ولايته اجتمع في البصرة بعض رجالات الدولة الأموية ومؤيديهم من بينهم بعض الولاة الاموين السابقين على ولاية خراسان وفارس وغيرها، الذين فروا امام زحف الجيش العباسي. وكانت أعدادهم كبيرة بحيث بلغ عددهم ما يقارب أربعة آلاف رجل. ولقد اضطر الوالي الجديد ابن معاوية إلى محاربتهم، وذكر أنه دارت معارك ضارية بين الجانبين دامت سبعة إيام وانتهت بهزيمة الأمويين. وقتل خلالها اثني عشر ألف نسمة.

خارطة تمثل المدن والمناطق التي سيطرة عليها الثوار الزنج

خلال الحكم العباسي شهدت البصرة معركة كبيرة قادها الثوار الزنج كانت ثورة بارزة على الخلافة العباسية في منتصف القرن التاسع الميلادي، تمركزت حول مدينة البصرة، جنوب العراق اليوم، وامتدت لأكثر من 14 عاما (869 - 883م) قبل أن تنجح الدولة العباسية في هزيمتها، ويعتقد أن الحركة بدأت بزنوج من شرق افريقيا استعبدوا وجيء بهم إلى تلك المنطقة، وامتدت لتضم العديد من المستعبدين والأحرار في مناطق عدة من الإمبراطورية الإسلامية. فكان الزنج قد ثاروا على المالكين وأسسوا حكومة لهم كان مقرها مدينة المختارة (جنوب البصرة)، وهددت الدولة العباسية حتى جندت كل إمكاناتها لتسحقها، فكانت أطول ثورات العصر العباسي وأخطرها.
وكانت البصرة في الماضي من أشهر المدن وأكثرها أدباً وعلماً وتجارة وعزاً وأجلها شأناً وأبهجها مركزاً ولا سيما في أيام العباسيين الذين زادوا في عمارتها وشادوا فيها الأبنية الجميلة من صروح ومقاصير ومساجد. وكانت بعد بغداد في الأهمية والذكر. وكانت مركز التجارة بين العراق والبلاد الأخرى.
عُرفت البصرة أيضاً بدورها الكبير الذي أدته في تاريخ الثقافة العربية الإسلامية. فقد كانت مساجدها ومدارسها تعج بحركة العلماء والفقهاء والأدباء. وخرج منها فطاحل علماء المسلمين وكبار فقهائهم. واشتهرت بأئمة المعتزلة. وظهرت فيها في القرن الرابع للهجرة مدرسة شهيرة ذاع صيتها في الآفاق، وعرف أصحاب هذه المدرسة بإخوان الصفا. انظر: إخوان الصفا. ودعيت البصرة قبة الإسلام. وكانت البصرة تناظر الكوفة في المذاهب العربية وهو أمر مشهور في كتب النحاة. ولذلك كانتا أشهر من أن تذكرا في صحة العربية وثقتها. وقال بعضهم حيثما وجد اختلاف بين البصريين والكوفيين، فمذهب البصريين أصح من جهة اللفظ ومذهب الكوفيين أصح من جهة المعنى.
| كل ذهب وفضة الأرض لا يبلغ ثمن نخلة في البصرة ... هارون الرشيد. |
| —أنظر :مقدمة ابن خلدون                                         |

### المغول والتتار

التوسع المغولي في آسيا

بعد سقوط الدولة العباسية ودخول المغول إلى بغداد، أصبحت البصرة تقع تحت سيطرة الإمبراطوية المغولية تراجعت أهميتها الثقافية والعلمية لكنها بقيت ميناء رئيسي للتجارة بين مختلف أرجاء العالم وخصوصا بلاد الشرق كانت البصرة الحديثة في عهد الملك غازان الإيلخاني المغولي تابعة لبغداد، ترسل إليها الحكام من قبل الحاكم العام المقيم ببغداد، وظلت على تلك الحال حتى مات هذا السلطان وتولى الملك ابنه السلطان محمد خدابنده ، ثم تولى بعده ابنه السلطان أبو سعيد بهادرخان في سنة 715ه، وفي أيامه كان على البصرة أميراً ركن الدين الفارسي التوريزي. فلما مات أبو سعيد تولى السلطنة أرباغاوون، وثار حاكم العراق ببغداد علي بادشاه فنادى بسلطنة موسى خان أحد أفراد الأسرة المالكة، فقامت الفتن والحروب بين التتريين، فتغلب على بعض البلاد الفراتية المماليك ملوك مصر والشام، وتغلبت قبائل العرب على البصرة والكوفة وعلى أكثر البلاد الواقعة على حافة البادية وحافة سواد العراق، وانتهت فتنة التتريين بقتل أرباغاوون، وصار الملك إلى موسى خان، فقُتِلَ بعد بضعة أشهر، فعادت الحروب بين أفراد العائلة المالكة، وبقيت البلاد العراقية فوضى، فحمل الشيخ حسن الكبير الجلائري التتري بجيش جرار، وكان أميراً على التتر الرحل المبثوثين في آسيا الصغرى، فالتقى بحاكم العراق موسى خان، وبعد حروب انتصر عليه وقتله، ثم سار إلى العراق فاستولى عليه وأسس الدولة الجلائرية في العراق.

### العهد الصفوي

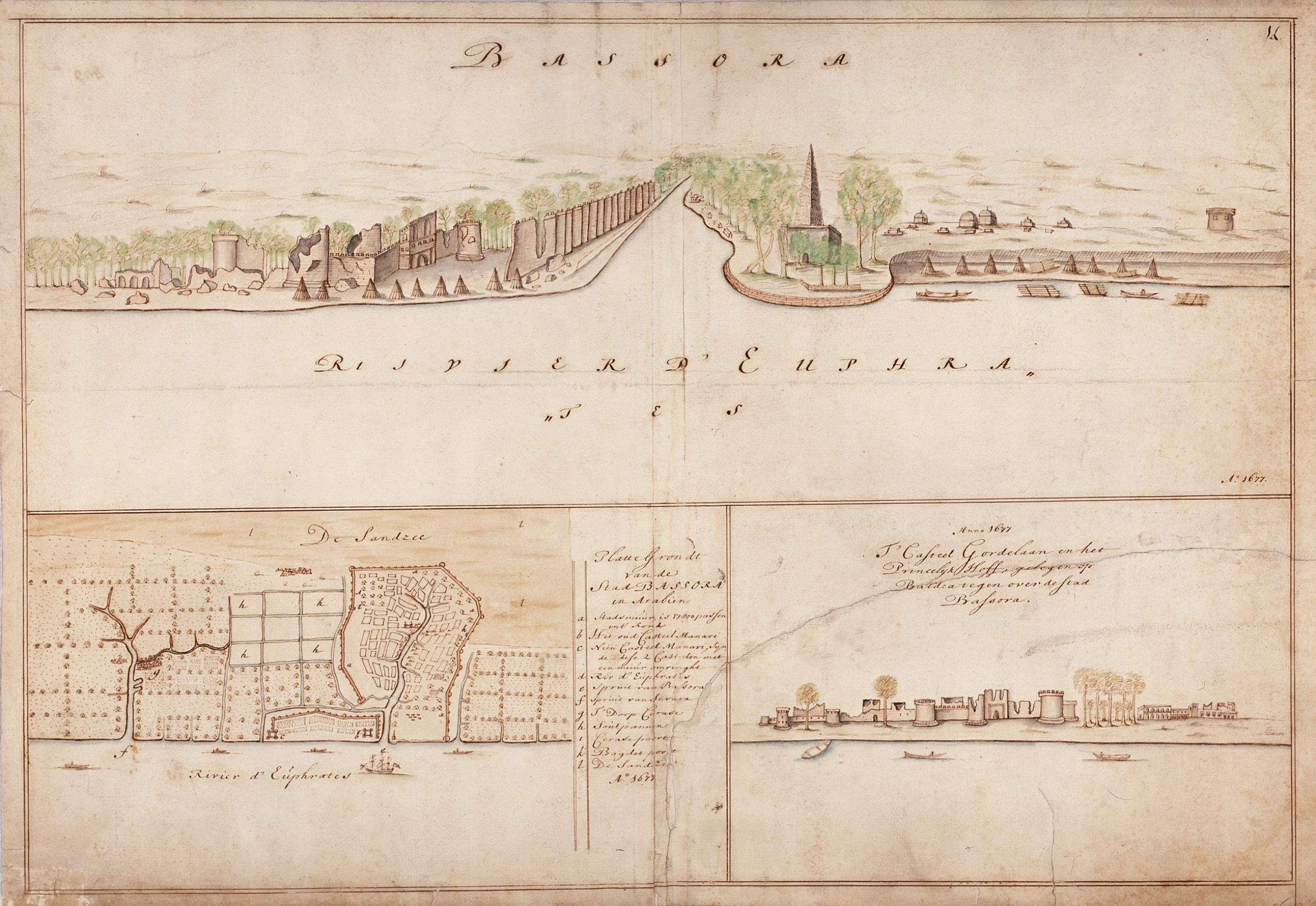
منظر للبصرة في عام 1695 ، بقلم رسام الخرائط الهولندي إسحاق دي غراف.

شهد العراق صراعاً دامياً بين الأقوام الغازية منذ سقوط الدولة العباسية عام 1253م، حيث تعاقب على احتلاله أقواماً مختلفة أغلبها قبائل جبلية وصفت بالشراسة والقسوة، كما أنها كانت على درجة كبيرة من التخلف، كما هو الحال مع التتر واحتلالهم بغداد وتدمير حضارة قد دامت 400 سنة أثناء الحكم العباسي. ومن هذه القبائل أيضاً قراقويونلو التي رفعت الخروف الأسود شعاراً لها، وأخرى رفعت الخروف الأبيض شعاراً لها كما في الآق قويونلو. وآخيراً استطاع الشاه إسماعيل الصفوي السيطرة على العراق والبصرة أيضاً وأصبحت البصرة مركز الصراع بين الدولة العثمانية والصفوية حتى استقر الوضع تحت سيطرة العثمانيين بعد اتفاق بينهما.

### العهد العثماني

ولاية البصرة سنة 1900م

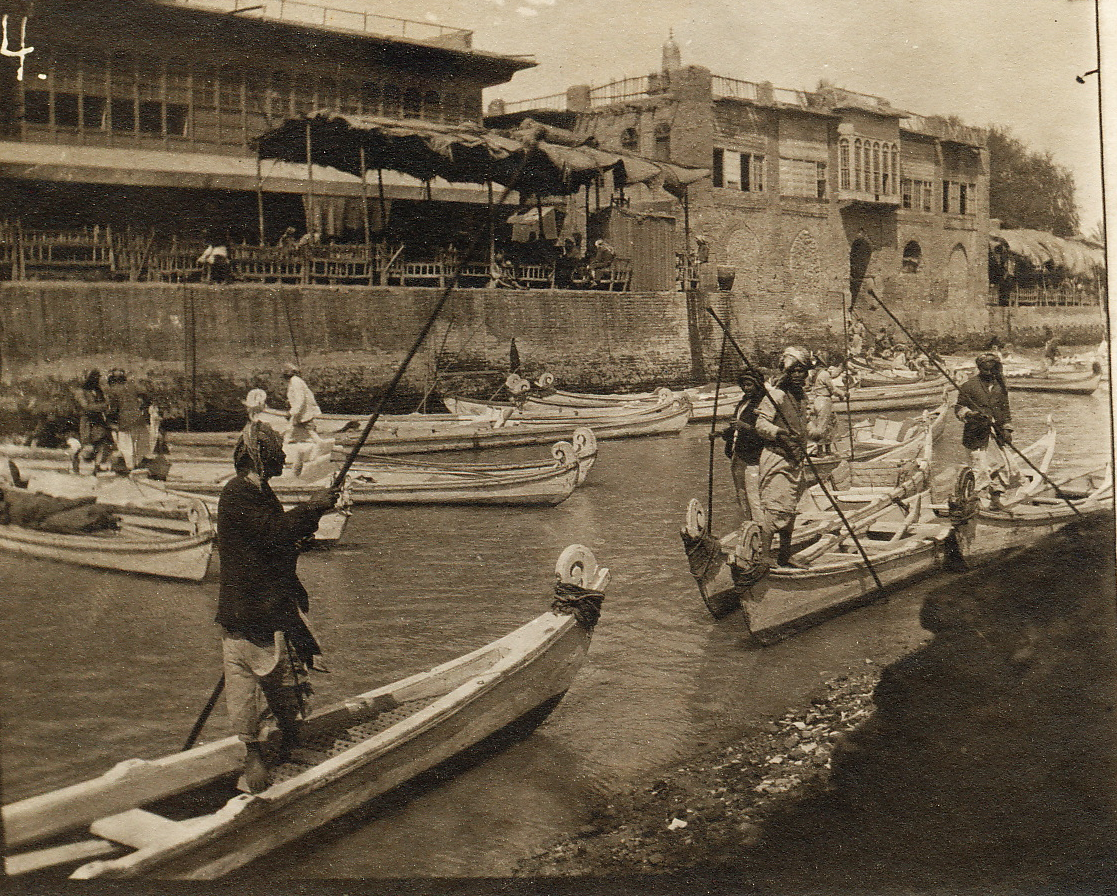
نهر العشار في البصرة أيام الدولة العثمانية عام 1913 من تصوير رحالة سويدي

في العهد العثماني، أصبحت البصرة عاصمة لولاية البصرة، وشهدت في القرن الثامن عشر نشاطاً واسعاً للتجار مع الأوربيين، لاسيما الإنگليز والفرنسيين والهولنديين، كما شهدت المدينة تطورات مهمة بعد فتح قناة السويس في عام 1869، إذ ازدادت تجارة العراق الخارجية كثيراً مع الدول الغربية. وبلغ عدد سكان منطقة الميناء وحدها نحو 20 ألف نسمة. وقد شهدت فترة الحكم العثماني للبصرة ظهور إمارة المنتفك التي أزعجت العثمانيين إلى أن عقدت اتفاق معهم. وكذلك تعرضت البصرة إلى حصار من قبل الدولة الزندية والتي أدت إلى هزيمة العثمانيين.

### الحرب العالمية الأولى

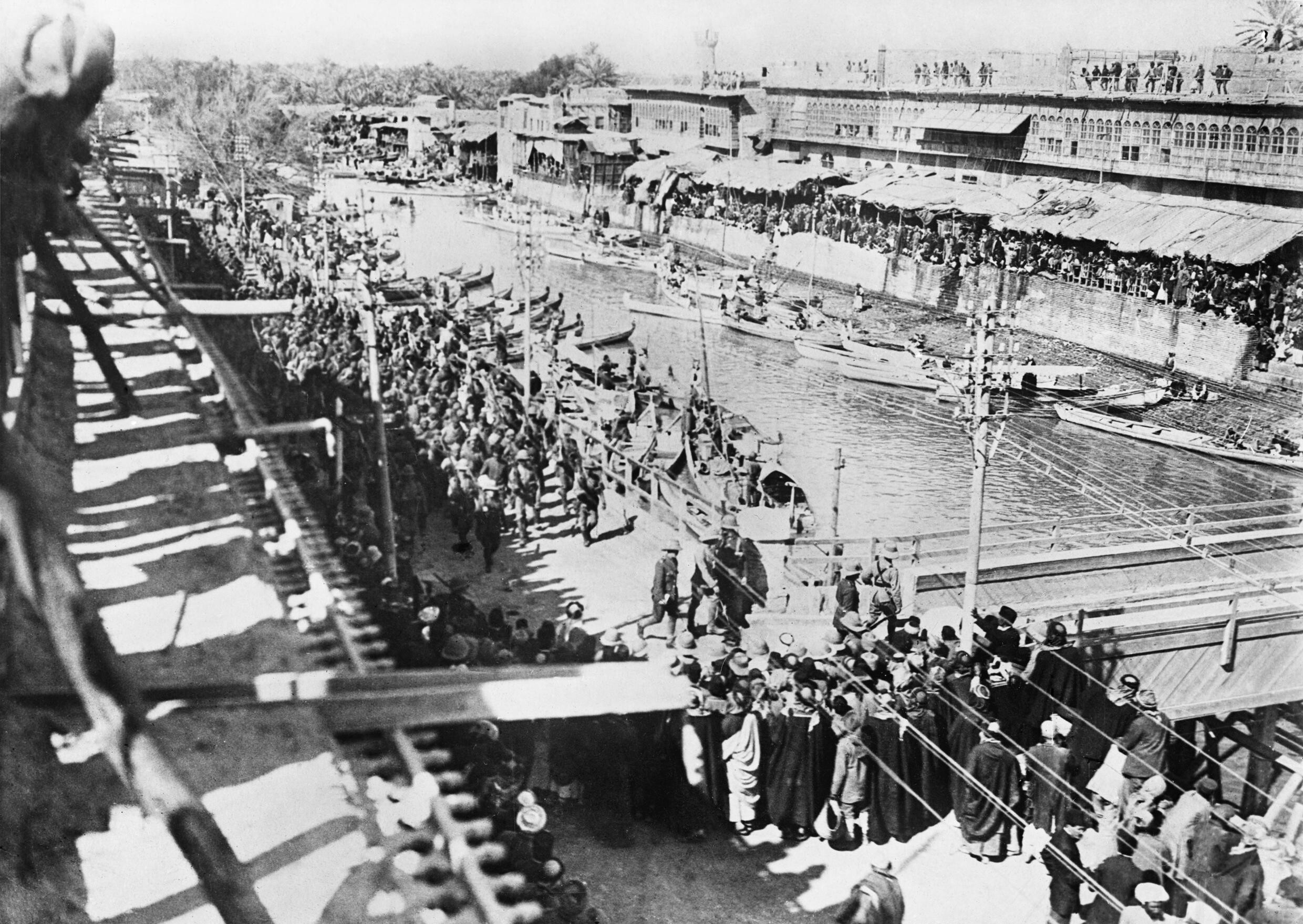
استعراض السجناء الأسرى من الجيش العثماني وهم يعبرون نهر العشار سنة 1914م.

بعد اندلاع الحرب العالمية الأولى شنت القوات البريطانية حملة على العراق عرفت باسم حملة بلاد الرافدين وبعد معركة البصرة دخلت القوات البريطانية في 23 تشرين الثاني عام 1914م إلى المدينة. وقد صارت البصرة قاعدة لتجهيز القوات البريطانية في العراق، وكان أهم تطور حدث في المدينة هو بناء ميناء حديث ومحطة قطار في منطقة المْعقَلْ، وأدت هاتان المؤسستان إلى زيادة الأهمية التجارية لمدينة البصرة بدرجة كبيرة، إضافة إلى توسع المدينة باتجاه الشمال لأول مرة.

### الحكم الملكي

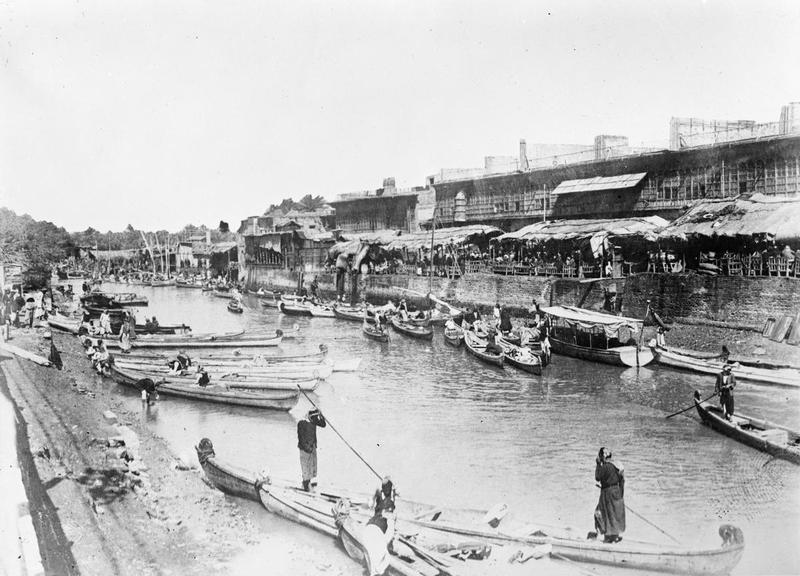
نهر العشار في البصرة عام 1915

خور السراي في البصرة أوائل عقد العشرينات من القرن العشرين

عندما حصل العراق على الاستقلال عام 1921م، حدثت بعض التطورات العمرانية المهمة في المدينة، فشُيّد المستشفى العام في جنوب غربي المدينة عام 1924م، وتأسس مطار البصرة الدولي شمالي الميناء عام 1936، وفي عام 1932م تم تجهيز المدينة بالمياه العذبة والكهرباء، إضافة إلى أنواع مختلفة من استعمالات الأرض السكنية والتجارية والصناعية والخدمية وارتفع عدد سكانها ليصل إلى نحو 220 الف نسمة عام 1957م.

### الجمهورية العراقية

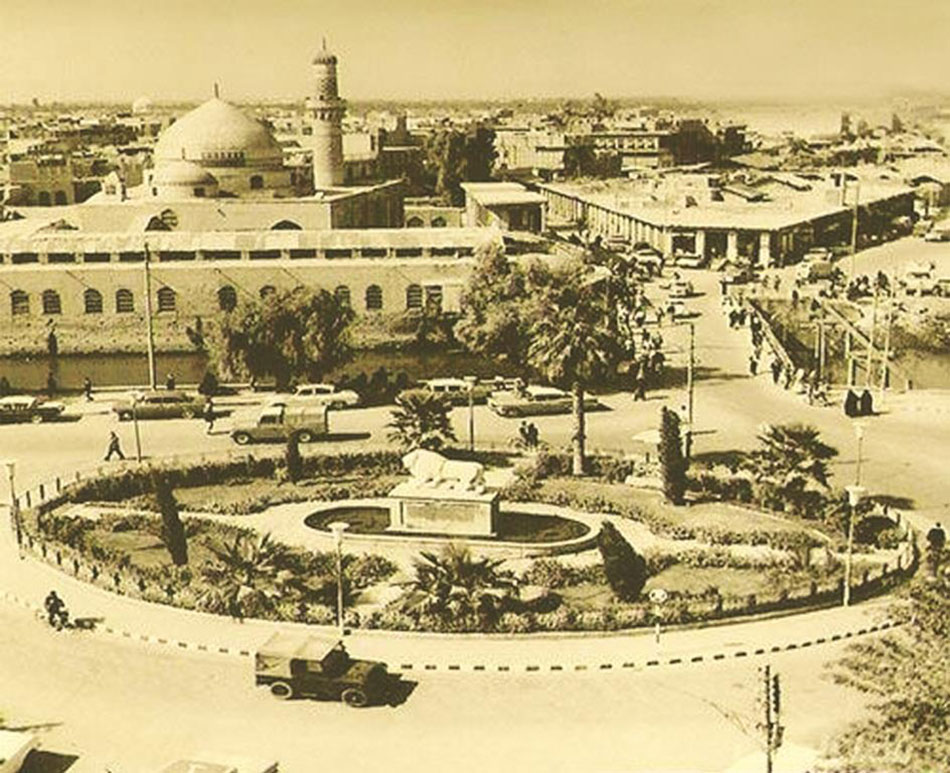
مدينة البصرة في الخمسينيات

بعد سقوط الحكم الملكي وتأسيس جمهورية العراق تأسست جامعة البصرة عام 1964 وهي ثاني أهم جامعة في العراق. وبحلول عام 1977 ارتفع عدد سكانها إلى ذروته السكانية ليقدر بنحو 1.5 مليون نسمة. لكنه تراجع إلى ذروته أيضا بعد اندلاع الحرب العراقية الإيرانية لتتحول البصرة إلى أكبر موقع عسكري ومن أهم الأهداف العسكرية خصوصا بعد سقوط الفاو بيد القوات الإيرانية. وخلال عملية تحرير الكويت تعرضت البصرة إلى أعنف عمليات القصف الجوي الذي شنته القوات الأمريكية استهدفت فيه البنى التحتية والمواقع العسكرية مما أدّى إلى حدوث أضرار مادية لا تزال آثارها موجودة حتى الآن.

### الانتفاضة الشعبانية

جدارية لرئيس العراق صدام حسين عام 1991م وعليها آثار التحطيم من قبل المنتفضين باطلاقات نارية

بعد انسحاب الجيش العراقي من الكويت عجّت مدينة البصرة بآلاف العراقيين من مختلف المناطق والذين قصدوا هذه المدينة للاستفسار ومعرفة مصير أبنائهم من الجنود والضباط في الجيش بعد انسحاب القوات العراقية من الكويت وكانت الأجواء في البصرة مشحونة ضد الحكومة وسط دخان حرائق آبار النفط التي أضرمتها القوات العراقية في آبار النفط الكويتية، وكان الناس ينتظرون مايحفزهم على الانتفاضة ضد الحكومة فكان قيام أحد الجنود العراقيين بإطلاق النار على تمثال الرئيس العراقي صدام حسين في ساحة سعد في المدينة في يوم 1 آذار 1991 كافياً لحدوث انتفاضة شعبية كبيرة سمتها الحكومة العراقية يومئذ (صفحة الخيانة والغدر)، فخرج سكان المدينة إلى الشوارع وهم يهتفون ضد الحكومة وخرج بعض الشباب وهم يعلنون سقوط حكومة صدام حسين مما زاد من الهيجان الشعبي فتوجهت مجاميع كبيرة نحو مراكز الشرطة والمباني الحكومية ومعسكرات الجيش وإخراج من كان فيها من السجناء والإستيلاء على مخابئ الأسلحة الصغيرة، وحدثت اشتباكات بين القوات العراقية والمنتفضين في المدينة وامتدت الانتفاضة في اليوم التالي إلى المناطق والقرى القريبة من البصرة. وبحلول 4 آذار/مارس تمكنت قوات الجيش العراقي من كسب اليد العليا في المعركة وبدأت بهجوم مضاد تميز بالقتل التعسفي للمدنيين[وفقًا لِمَن؟] وأطلقت الدبابات الحكومية النار على المباني والمدنيين وانخرط عناصر الحرس الجمهوري في مجازر ضد السكان المدنيين[وفقًا لِمَن؟].

### انتفاضة عام 1999

أحد الثوار حاملاً سلاحه وخلفه مجموعة من المدنيين

في عام 1999م حدثت في مدينة البصرة وبعض مدن جنوب العراق انتفاضة جديدة جاءت على خلفية اغتيال السيد محمد الصدر أدّت إلى حدوث نزاع مسلح بين المدنيين والحكومة خلال الانتفاضة ففي مساء يوم 17 مارس في البصرة قامت مجاميع مسلحة كبيرة من أعضاء المعارضة بالهجوم على مراكز الشرطة ومكاتب حزب البعث في المدينة حتى أنهم تمكنوا من الإستيلاء على عدد كبير منها وفي صباح 18 مارس توقفت المعارك أُعلن وقف أطلاق النار والانسحاب من موقع الاشتباك وقد أسفرت أعمال العنف والاشتباكات عن مقتل عدد كبير من أعضاء قوات فدائيي صدام وحزب البعث وأجهزة الأمن الأخرى المرابطة في المدينة وفي المجموع فإن أكثر من 100 شخص قد لقوا حتفهم في الاشتباكات.

### احتلال العراق

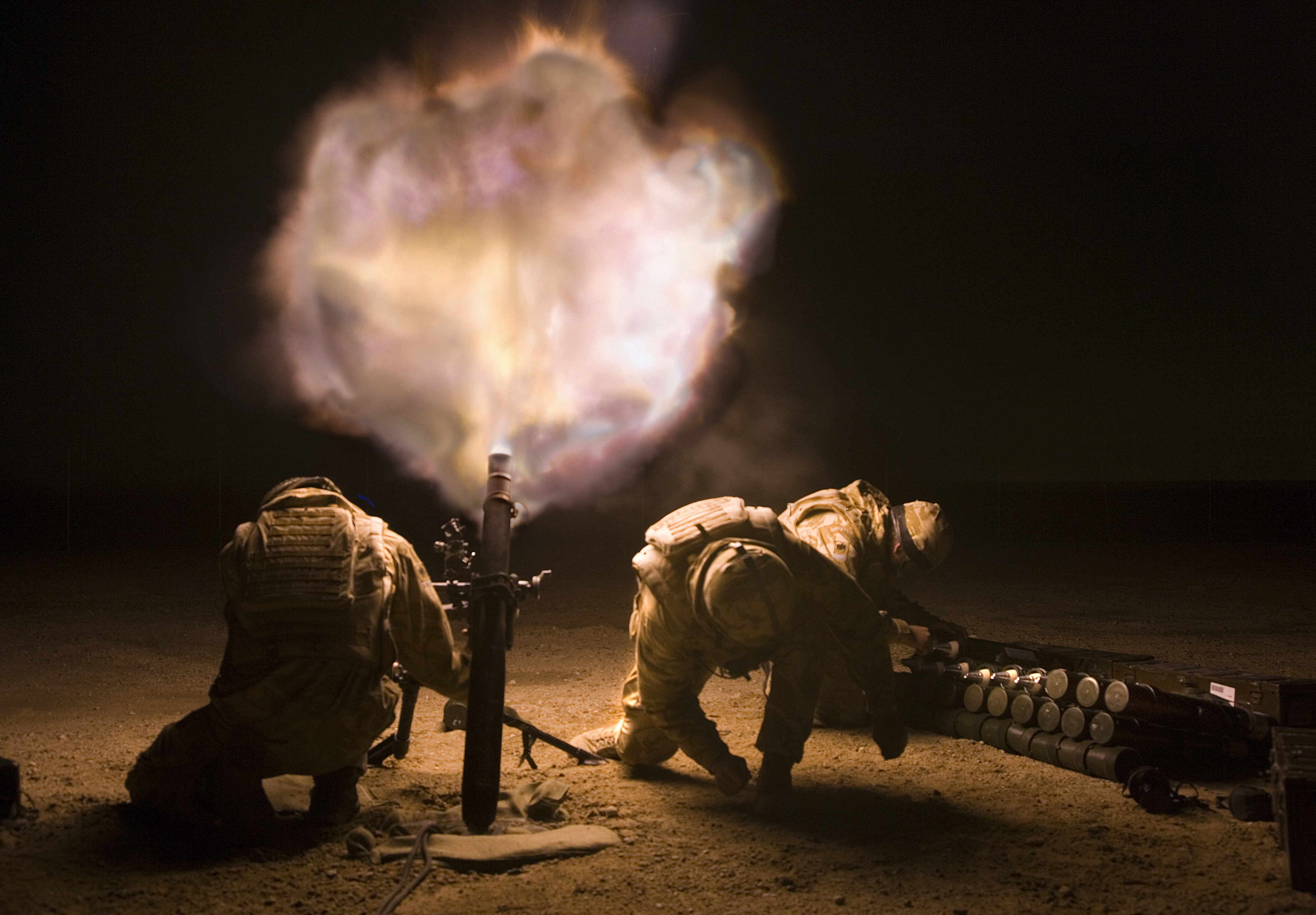
قوات بريطانية تقصف مواقع الجيش العراقي في البصرة.

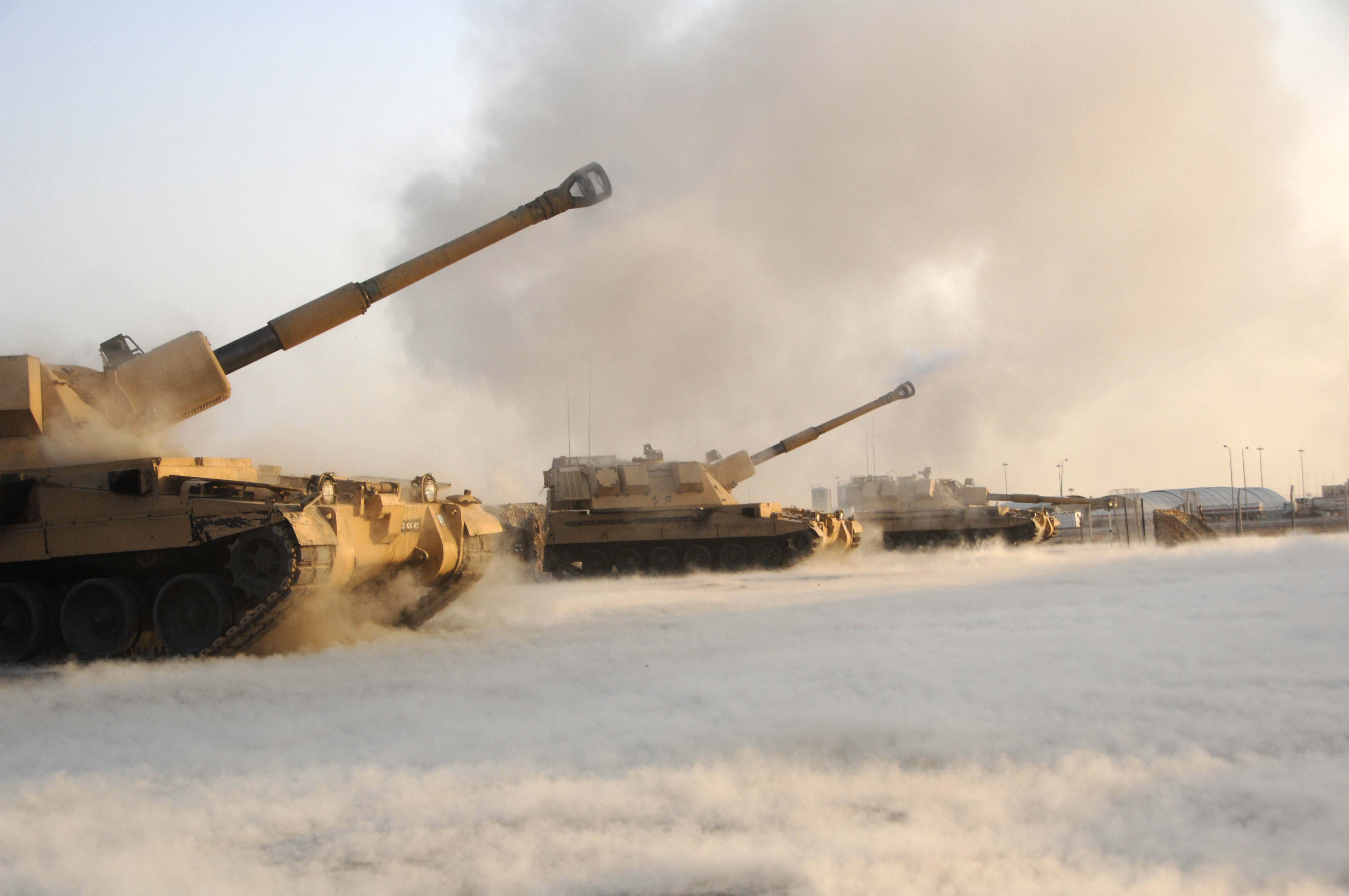
مدفعية الجيش البريطاني خلال معركة البصرة

في حرب الخليج الثالثة في مارس عام 2003م، سقطت مدينة البصرة والمناطق المجاورة لها بعد بضعة أسابيع فقط في أيدي قوات التحالف الدولي المهاجمة بعد معركة غير متكافئة سقط على إثرها 395 جندياً عراقياً و11 جندياً من قوات التحالف وإصابة آخرون بجروح.

### حرب العراق

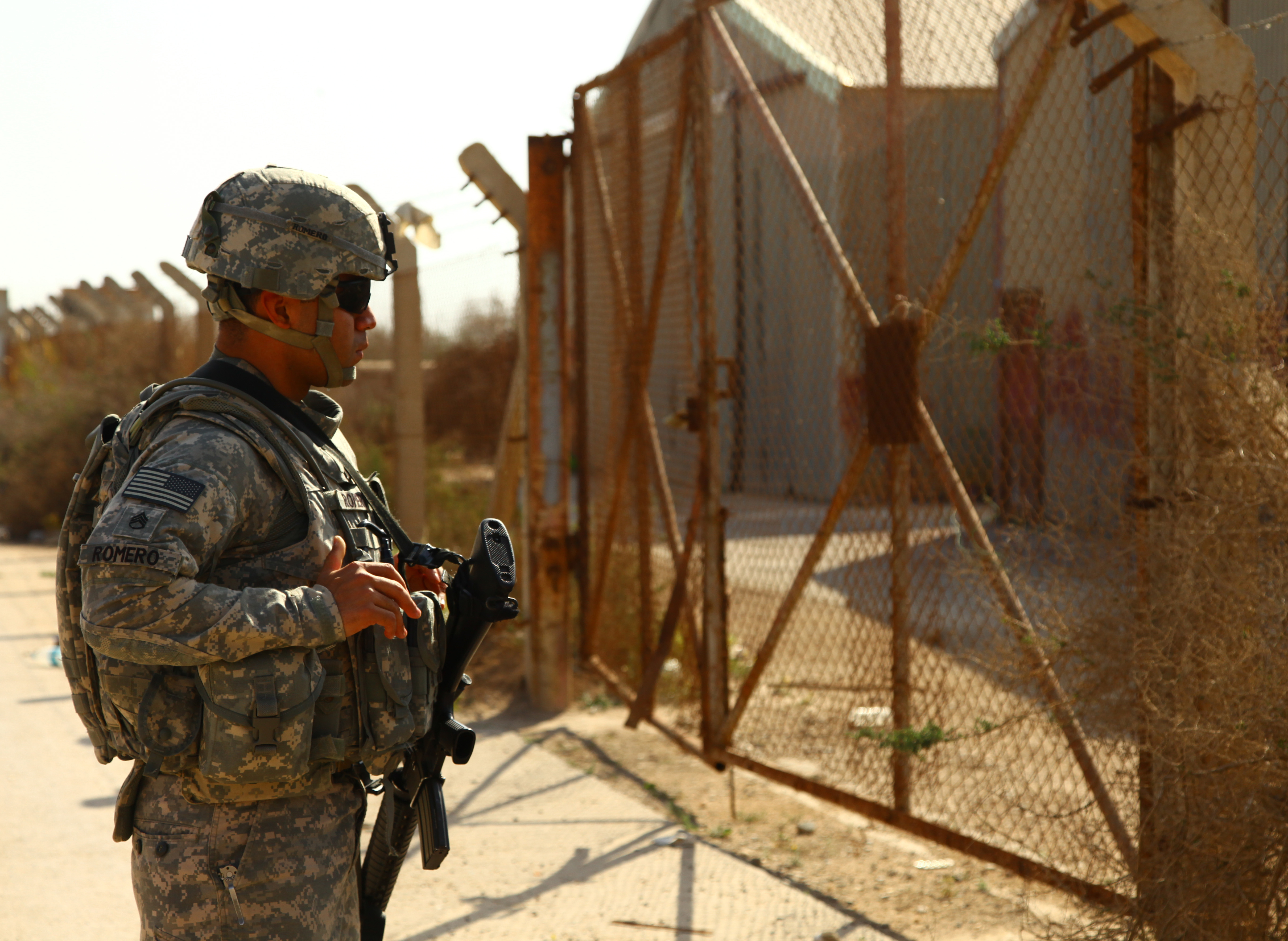
جندي أمريكي بالقرب من أحد القواعد العسكرية في البصرة.

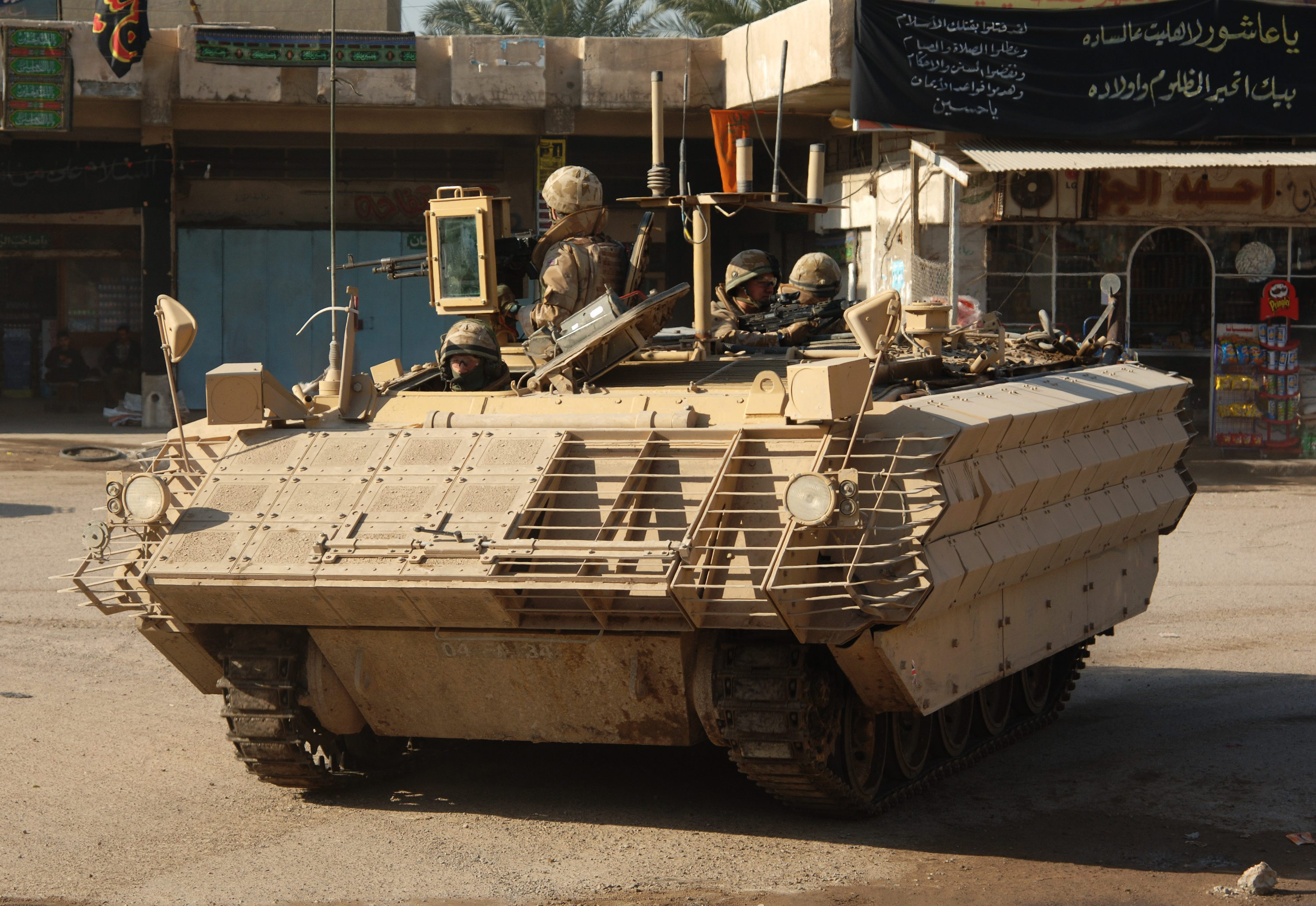
مدرعة بريطانية تجوب شوارع البصرة عام 2006م

خلال حرب العراق أصبحت مدينة البصرة أحد أكبر معاقل التيار الصدري الذي يقوده مقتدى الصدر، حيث جرت في شوارعها عدة مواجهات بين عناصر من الجيش البريطاني وعناصر من جيش المهدي.
بتاريخ 27 فبراير قُتل أول جنود القوات البريطانية بعد عملية السندباد وذلك خلال عودة رتل للقوات البريطانية من فندق شط العرب 
تعرضت قاعدة المطار بشكل مستمر إلى القصف بقذائف الهاون والقصف الصاروخي من قبل عناصر جيش المهدي. فيما نالت قاعدة قصر البصرة الحصة الأكبر من القتال والقصف المستمر خلال العملية
استغلت المناطق المحيطة بالقاعدتين البريطانيتين والتي تمثلت بمساحات شاسعة مفتوحة ومستنقعات وأراضي زراعية ومباني مهجورة من قبل عناصر جيش المهدي والذين عرفو الأرض أكثر من البريطانيين بسبب انتمائهم إليها بالأصل واستثمرو ذلك بشن القصف بالصواريخ وقذائف الهاون على القاعدتين والتخفي سريعا عن أنظار طائرات التحالف وقواته.

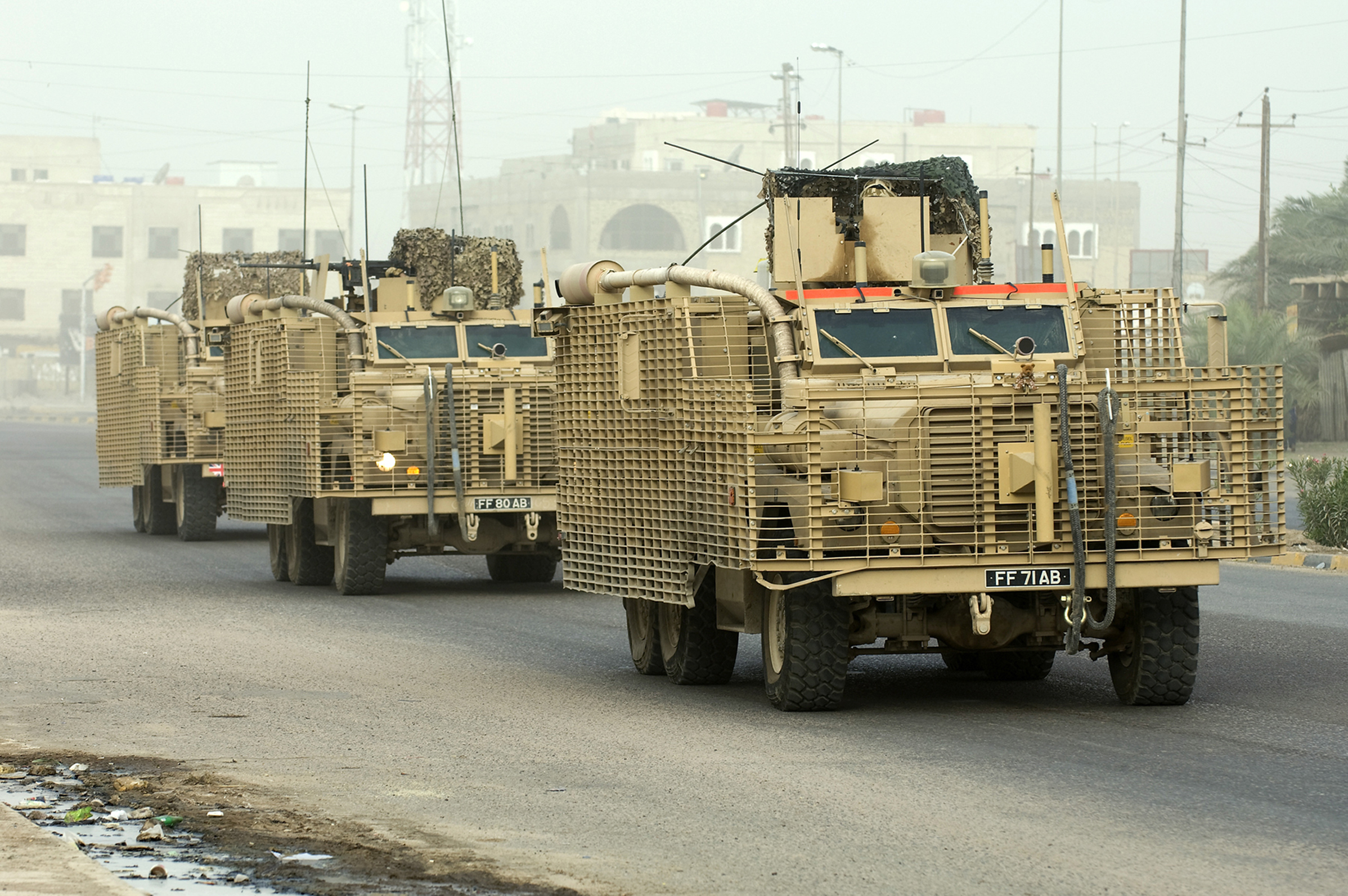

في الفترة بين يونيو وأغسطس أكثر من 300 صاروخ وقذيفة ضربت قاعدة المطار. استثمر جيش المهدي الهجمات بالأسلحة القناصة وكذلك العبوات الناسفة في التعرض لعناصر ودوريات قوات التحالف التي تخرج من قواعدها. شملت الهجمات بالعبوات الناسفة والكمائن قوافل المؤونة المسؤولة عن نقل المواد الغذائية والوقود والذخائر التي كانت تنتقل من قاعدة المطار إلى قاعدة قصر البصرة. مما دفع قوات التحالف للجوء إلى نقل المؤونة عبر طائرات الهليكوبتر التي لم تكن تستطع اكمال المهمة في أغلب الأحيان بسبب مخاطر إصابتها من قبل عناصر جيش المهدي خلال عملها.
كما استهدف مسلحي جيش المهدي قوة سلاح الجو الملكي البريطاني المتمركزة في قاعدة البصرة الجوية في الشعيبة بالهجمات الصاروخية بشكل متكرر وتشير مصادر بريطانية إلى شنه أكثر من 800 هجمة صاروخية على القاعدة خلال تلك الفترة  كما استهدف مسلحيه الدوريات الراجلة للمشاة كما في معركة سوق الواكي التي أسفرت عن مقتل وإصابة عدد من الجنود البريطانيين ضمن الفوج الأول لسلاح الجو الملكي المكلف بحماية القاعدة 
بتاريخ 25 مايو 2007 أعلنت القوات البريطانية مقتل قائد جيش المهدي في البصرة وسام عبد الحسين الوائلي «أبو قادر» واثنين من مساعديه سلام خريبط وأسعد فاخر وذلك في عملية مشتركة بين القوات الخاصة العراقية والقوات البريطانية،[بحاجة لمصدر] وصعّد جيش المهدي من عمليات انتقامية استهدفت قوات التحالف في البصرة على إثر ذلك 

### صولة الفرسان

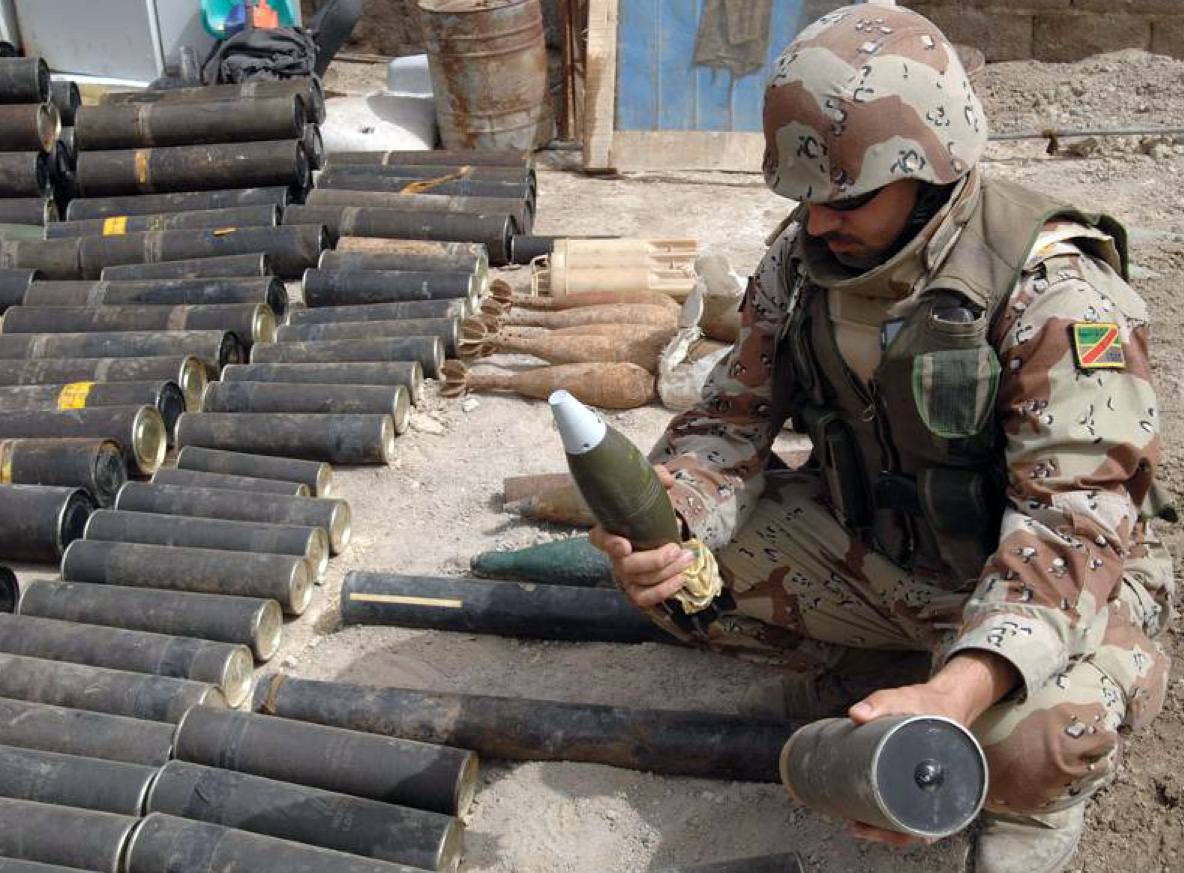
جندي عراقي يعاين أسلحة صادرها الجيش خلال عملية صولة الفرسان

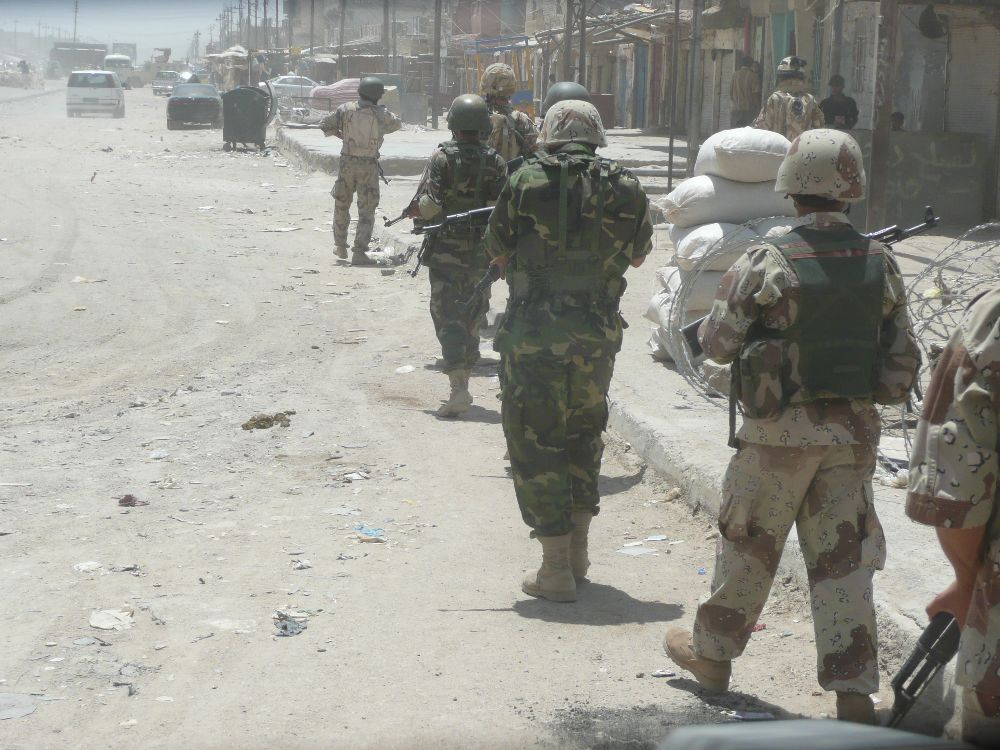
جنود عراقيون أثناء تنفيذ عملية صولة الفرسان

في عام 2008 شنّت الحكومة العراقية عملية عسكرية أطلقت برئاسة رئيس الوزراء نوري المالكي والذي أشرف عليها إشرافاً تاماً بعد مطالبات شعبية لهُ بالتدخل في وقف النزاع المسلح بالمدينة واستعادتها من ميليشيات جيش المهدي، وقد بدأت هذه العملية في يوم الثلاثاء 25 مارس عام 2008 وانتهت العملية بعد إعلان مقتدى الصدر إنهاء المظاهر المسلحة في المدينة.

## التسمية

### الأسماء
سميت بالبصرة كما يقول الجوهري والأخفش نسبةً إلى الموضع الذي بنيت فيه ويتكون من حجارة رخوة بيضاء اللون. وقال ذو الرمة يصف إبلاً شربتْ ماءاً:
وقال عذافر :
وقال الطرماح بن الحكيم:
وساق ياقوت الحموي مجموعة من الآراء في معنى اسم البصرة في كتابه معجم البلدان فمنها قول ابن الأعرابي أن البصرة حجارة صلاب، أما رأي ابن الأنباري وقطرب فهو أن البصرة هي الأرض الغليظة التي فيها حجارة تقلع وتقطع حوافر الدواب
أما يعقوب سركيس فيشير إلى أن الاسم سرياني يعني القنوات أو باصرا (محل الأكواخ). وقيل إنها سميت بصرة لأنها كانت تقع على مرتفع من الأرض، فمن يقف بذلك الموقع يستطيع أن يبصر ما حوله.

## الجغرافيا

### الموقع

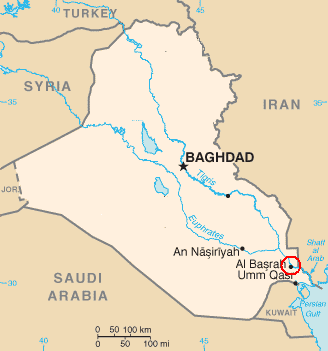
موقع مدينة البصرة في خارطة العراق

تقع مدينة البصرة على الضفة الغربية لنهر شط العرب، الذي يتكون من التقاء نهري دجلة والفرات، ويصب في الخليج العربي، وتبعد البصرة عن هذا المصب مسافة 110 كم، وتقع على دائرة عرض 30 درجة و 30 دقيقة شمالاً، وخط طول 47 درجة و 50 دقيقة شرقاً.
تقع المدينة في وسط محافظة البصرة، وتحدها عدة مدن وأقضية منها أقضية المدينة والقرنة وشط العرب من الشمال والجنوب ومن الجنوب الغربي مدينة الزبير وأبو الخصيب والفاو.

### المناخ
| البيانات المناخية لـلبصرة                             | البيانات المناخية لـلبصرة | البيانات المناخية لـلبصرة | البيانات المناخية لـلبصرة | البيانات المناخية لـلبصرة | البيانات المناخية لـلبصرة | البيانات المناخية لـلبصرة | البيانات المناخية لـلبصرة | البيانات المناخية لـلبصرة | البيانات المناخية لـلبصرة | البيانات المناخية لـلبصرة | البيانات المناخية لـلبصرة | البيانات المناخية لـلبصرة | البيانات المناخية لـلبصرة |
| الشهر                                                 | يناير                     | فبراير                    | مارس                      | أبريل                     | مايو                      | يونيو                     | يوليو                     | أغسطس                     | سبتمبر                    | أكتوبر                    | نوفمبر                    | ديسمبر                    | المعدل السنوي             |
| ----------------------------------------------------- | ------------------------- | ------------------------- | ------------------------- | ------------------------- | ------------------------- | ------------------------- | ------------------------- | ------------------------- | ------------------------- | ------------------------- | ------------------------- | ------------------------- | ------------------------- |
| الدرجة القصوى °م (°ف)                                 | 34 (93)                   | 29 (84)                   | 39 (102)                  | 42 (108)                  | 48 (118)                  | 51 (124)                  | 54 (129)                  | 51 (124)                  | 49 (120)                  | 43 (109)                  | 37 (99)                   | 30 (86)                   | 54 (129)                  |
| متوسط درجة الحرارة الكبرى °م (°ف)                     | 17.7 (63.9)               | 20.0 (68.0)               | 24.5 (76.1)               | 30.6 (87.1)               | 36.8 (98.2)               | 39.7 (103.5)              | 41.3 (106.3)              | 41.8 (107.2)              | 39.9 (103.8)              | 34.9 (94.8)               | 27.1 (80.8)               | 20.3 (68.5)               | 31.2 (88.2)               |
| المتوسط اليومي °م (°ف)                                | 12.2 (54.0)               | 14.2 (57.6)               | 18.3 (64.9)               | 23.9 (75.0)               | 30.2 (86.4)               | 32.9 (91.2)               | 34.3 (93.7)               | 33.9 (93.0)               | 31.2 (88.2)               | 26.4 (79.5)               | 20.4 (68.7)               | 14.5 (58.1)               | 24.4 (75.9)               |
| متوسط درجة الحرارة الصغرى °م (°ف)                     | 6.8 (44.2)                | 8.4 (47.1)                | 12.2 (54.0)               | 17.2 (63.0)               | 23.6 (74.5)               | 26.2 (79.2)               | 27.4 (81.3)               | 26.1 (79.0)               | 22.6 (72.7)               | 18.0 (64.4)               | 13.7 (56.7)               | 8.7 (47.7)                | 17.6 (63.7)               |
| أدنى درجة حرارة °م (°ف)                               | −1 (30)                   | −5 (23)                   | 3 (37)                    | 8 (46)                    | 16 (61)                   | 16 (61)                   | 18 (64)                   | 21 (70)                   | 9 (48)                    | 12 (54)                   | 3 (37)                    | −6 (21)                   | −6 (21)                   |
| الهطول مم (إنش)                                       | 31 (1.2)                  | 21 (0.8)                  | 19 (0.7)                  | 17 (0.7)                  | 5 (0.2)                   | 0 (0)                     | 0 (0)                     | 0 (0)                     | 0 (0)                     | 3 (0.1)                   | 23 (0.9)                  | 33 (1.3)                  | 152 (5.9)                 |
| متوسط الأيام الممطرة                                  | 6                         | 5                         | 5                         | 4                         | 2                         | 0                         | 0                         | 0                         | 0                         | 1                         | 4                         | 5                         | 32                        |
| ساعات سطوع الشمس الشهرية                              | 186                       | 198                       | 217                       | 248                       | 279                       | 330                       | 341                       | 310                       | 300                       | 279                       | 210                       | 186                       | 3٬084                     |
| ساعات سطوع الشمس اليومية                              | 6                         | 7                         | 7                         | 8                         | 9                         | 11                        | 11                        | 10                        | 10                        | 9                         | 7                         | 6                         | 8                         |
| المصدر #1: Climate-Data.org                           |                           |                           |                           |                           |                           |                           |                           |                           |                           |                           |                           |                           |                           |
| المصدر #2: Weather2Travel for rainy days and sunshine |                           |                           |                           |                           |                           |                           |                           |                           |                           |                           |                           |                           |                           |

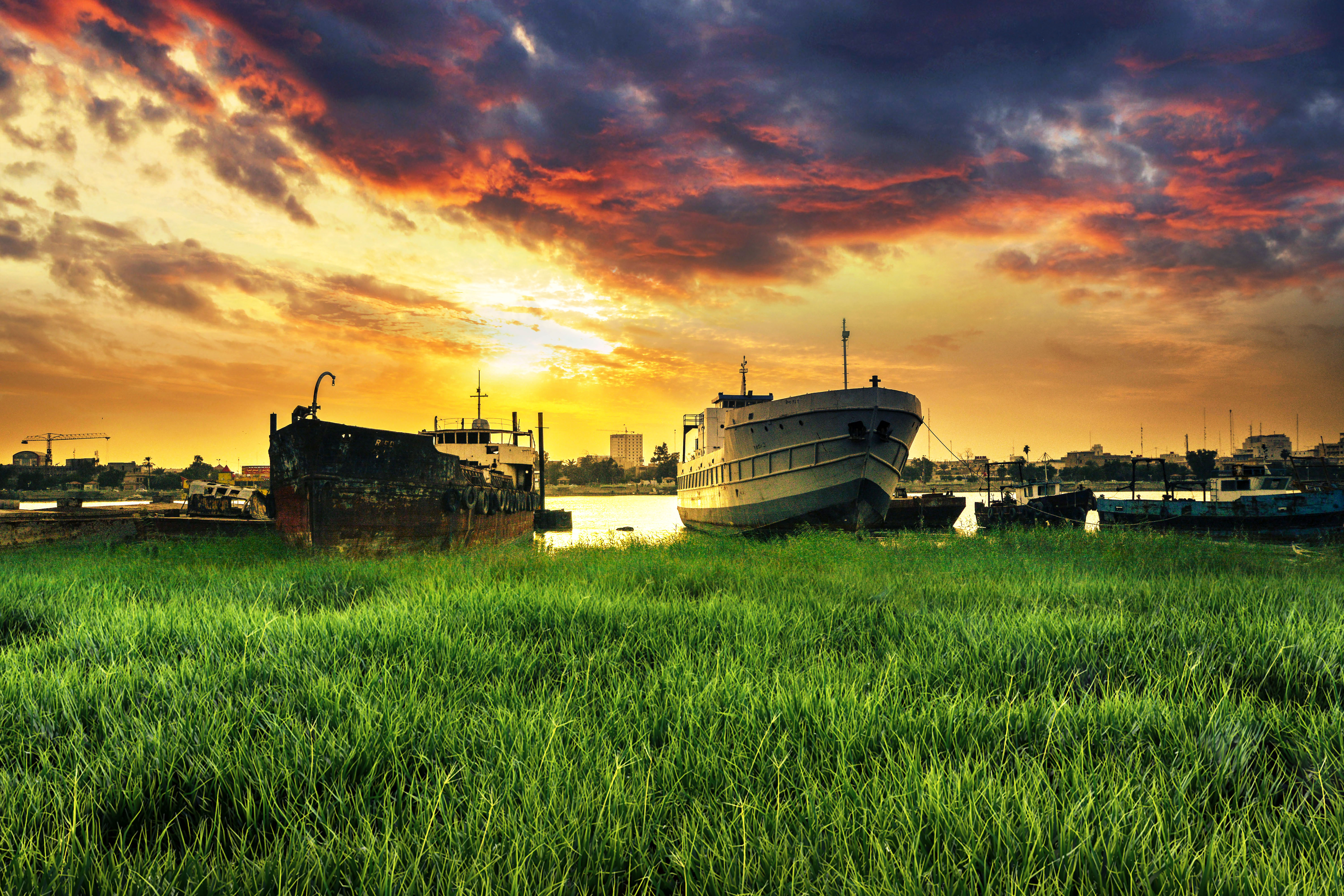
الغروب في مدينة البصرة

يتّصف مناخ البصرة بأنه صحراوي حار، يمتاز بمدى حراري كبير، فإذا كان المعدل السنوي لدرجات الحرارة يبلغ 24 درجة مئوية، فإن معدل شهر يوليو يصل إلى 34 درجة مئوية، وينخفض في شهر يناير إلى 12 درجة مئوية، ويرتفع معدل درجات الحرارة العظمى في أغسطس إلى 41 درجة مئوية، ويهبط معدل الدرجات الصغرى إلى 7 درجات مئوية في يناير.
والأمطار قليلة في البصرة، إذ لا يتجاوز مجموعها السنوي 140 مم، وهي فصلية تبدأ في شهر أكتوبر بمعدل شهري يقل عن 1 مم، يصل إلى 29 مم في ديسمبر، ثم يهبط إلى 7.8 مم في مايو، بعدها ينقطع المطر من يونيو إلى سبتمبر. ويبلغ المعدل السنوي للرطوبة النسبية في المدينة 60%، وترتفع هذه النسبة في الشتاء لتصل إلى 78٪ في يناير، وتنخفض في الصيف إلى 48٪ في شهر أغسطس.

### المياه

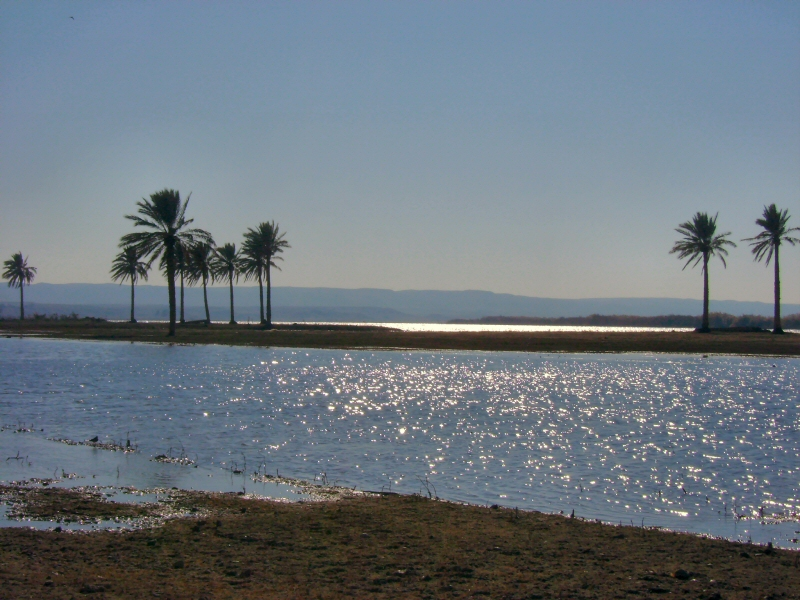
شط العرب المصدر الرئيسي للمياه في مدينة البصرة

تخترق المدينة شبكة من الجداول والقنوات، تمتد من شط العرب نحو الداخل، وقد كانت في السابق تقوم بوظيفة الري والبزل، إضافة إلى صلاحية الكثير منها للملاحة النهرية، وبعد أن توسعت المدينة تحولت هذه القنوات إلى وظيفة سياحية، وقد تم تطويرها وتنظيمها وجعلها أكثر كفاية لهذه الوظيفة في حملة إعمار المدينة في عام 1989م بعد انتهاء الحرب. حيث تقع المدينة ضمن منطقة بساتين النخيل التي تشكل شريطاً يبلغ معدل عرضه نحو 7 كم، يمتد على جانبي شط العرب، وهو أكبر نطاق للنخيل في العراق، وتكوّن هذه البساتين الحدود الجنوبية للمدينة، وتمتد إلى غربها وجنوبها الغربي أراض منخفضة ملحية.
يرسم شط العرب الحدود الشرقية للمدينة، والمجرى القديم لنهر الفرات يشكل حدودها الشمالية، أما في غرب المدينة فيمتد شط البصرة، وفي جنوبها نهر السَّراجي، وبهذه الصورة التي يندر تكرارها في مدن أخرى، فالبصرة مدينة محاطة بالمجاري المائية من جهاتها الأربع، فهي بحق بندقية العراق، وحركة المد والجزر التي تحدث يومياً تضفي جمالاً على مجاري المياه التي تتخلل المدينة وتحيط بها، وتجعلها تنبض بالحياة.

## التصميم الحضري

### الأحياء السكنية
تنقسم مدينة البصرة إلى عدد من الأحياء السكنية النظامية وأحياء التجاوز والطابو الزراعي، يبلغ عدد أحياء البصرة النظامية 47 حياً.

### الشوارع
- شارع بغداد (يمتد من ساحة سعد إلى أن بوابة البصرة)
- شارع دينار شارع مالك بن دينار.
- شارع الوطن.
- شارع أبي الأسود الدؤلي الكناني.
- شارع الكورنيش.
- شارع الطيران.
- شارع الاستقلال.
- شارع الكويت.

- شارع الجزائر.
- شارع أبو فلوس ( أبو الخصيب)
- شارع الراشد (الفاو)
- شارع الساحل (أبو الخصيب)
- شارع 14 تموز

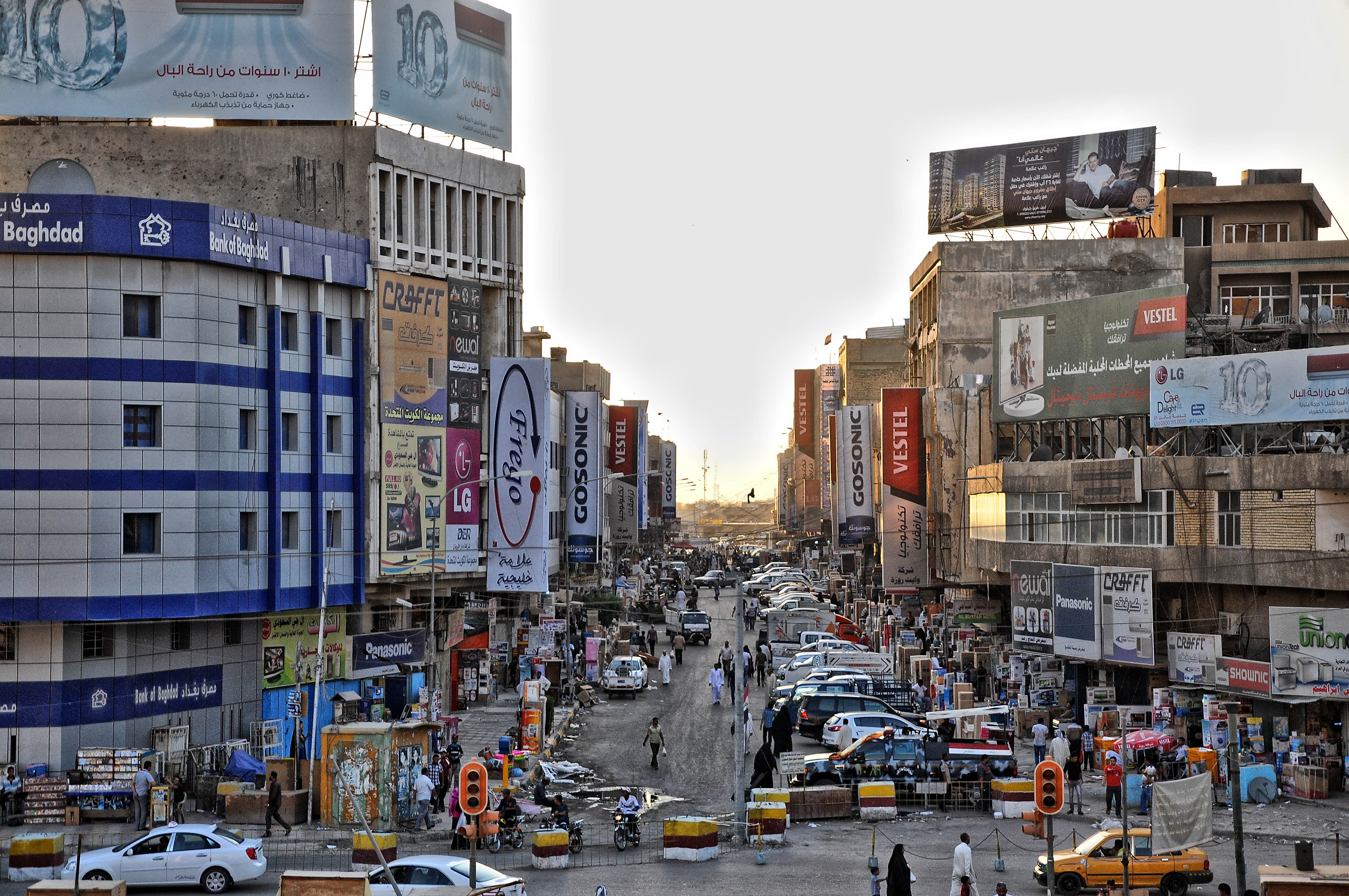
مدخل شارع الكويت

مدخل شارع الجزائر

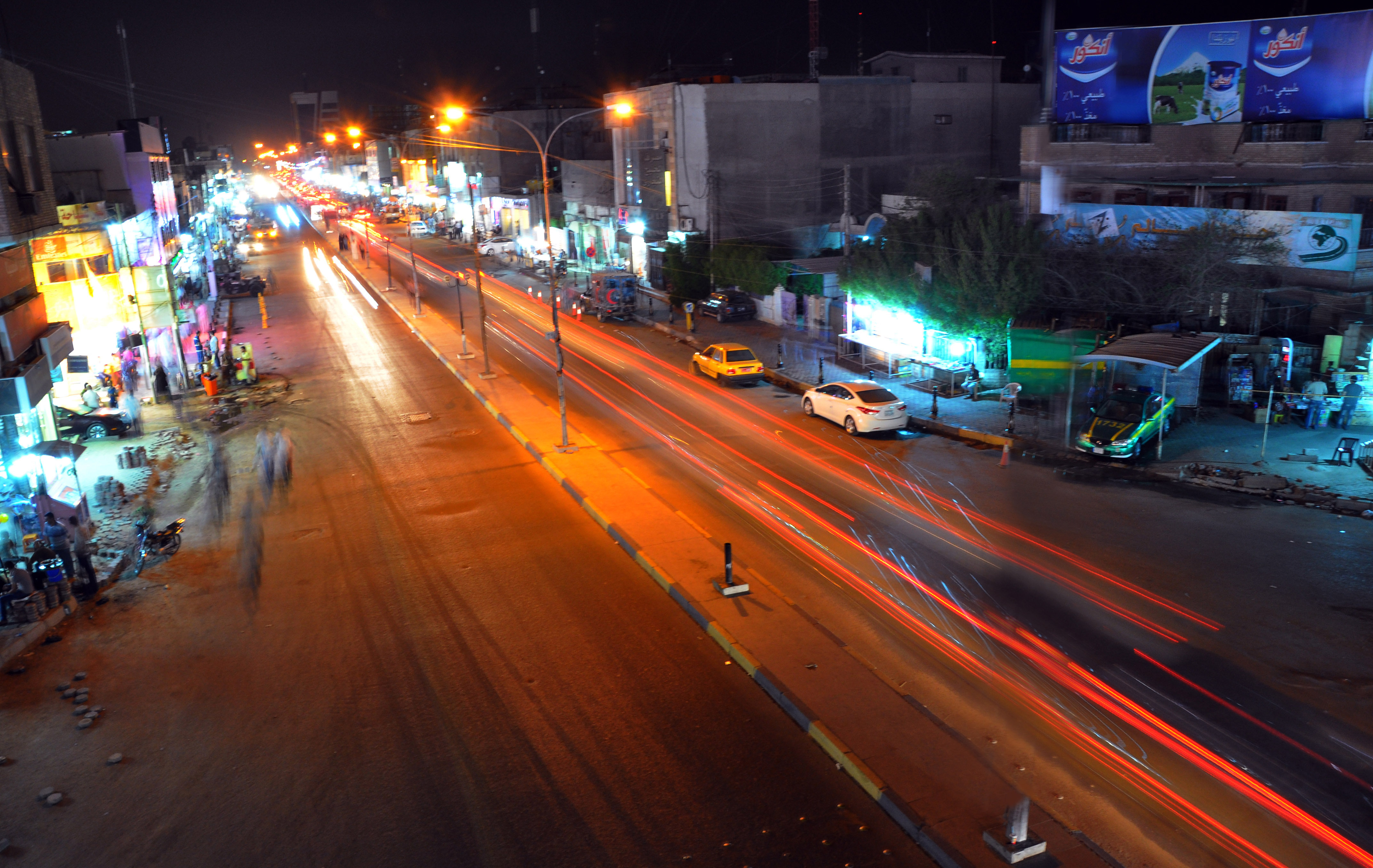
شارع الجزائر ليلا

- الشارع التجاري (ويمتد من منطقة الجنينة مروراَ بمنطقة الجمهورية الأولى)
- شارع اللجنة الأولمبية (ويربط شارع دينار بالشارع الممتد للشارع التجاري).
- شارع السعدي.
- شارع أبي الخصيب الداخلي ويمتد على طول أبي الخصيب

### فنادق البصرة
- فندق البصرة الدولي
- فندق مناوي باشا
- فندق جنة البصرة
- فندق بصرة تايمز سكوير
- فندق شط العرب
- فندق مدينة البصرة الرياضية
- فندق ومطعم قصر السلطان
- فندق الفاو

### المجمعات التجارية
- بصرة تايمز سكوير : المشروع يتضمن مجمع تجاري وفندق ذو خمس نجوم يحتوي على 600 غرفة وبرج سكني ومكتبي وبني على مساحة 31000 م2 وبكلفة 162 مليون دولار، ولقد افتتح جزئيا وكمجمع تجاري في 31 ديسمبر 2015.

### الأسواق
- سوق الألبان ويقع في منطقة العشار.
- سوق الأسماك ويقع في منطقة العشار
- سوق البصرة القديمة وهو سوق كبير يقع في منطقة البصرة القديمة.
- سوق الملابس في العشار (شارع الوطن وسوق حنا الشيخ وسوق المغايز)
- سوق الجبيلة وهو شارع تجاري جديد للملابس النسائية خاصة
- سوق خمسة ميل سوق شعبي شمال البصرة
- سوق القسم سوق شعبي في الحيانية
- سوق التأميم بين الحيانية والطاك والسكك والجمعيات
- سوق الجمهورية وهو سوق شعبي كبير وقديم جداً
- سوق العشار: الكائن في مركز محافظة البصرة
- سوق 50 حوش: وهو سوق في منطقةالمعقل
- سوق القبلة :ويقسم إلى سوقين هما (الكبير وسوق المسطر).

### المناطق السياحية
- مرقد الإمام الحسن البصري

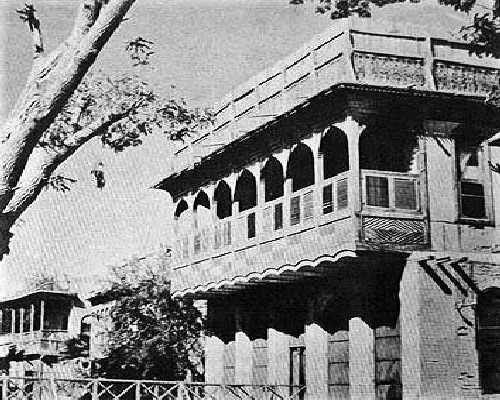
شناشيل البصرة القديمة أحد مميزات بيوت الجزء القديم من مدينة البصرة,1954 م

- جزيرة السندباد التي تقع في وسط شط العرب بالقرب من ميناء المعقل ويمتد فوقها جسر خالد وكانت معلم سياحي. أما الآن فقد وضعت مجموعة شركات أمريكية التصميم الأساس لمنتجع جزيرة السندباد على أرقى المواصفات العالمية
- حدائق شجرة آدم التي تقع شمال المحافظة في مدينة القرنة عند ملتقى دجلة بالفرات والتي تضم شجرة آدم، والتي يقال أنها من أقدم الأشجار في المنطقة، وقد حيكت حولها الأساطير الشعبية بأنها ترجع لزمن النبي آدم حتى أخذ الناس يتوافدون عليها للتبارك بها.
- أطلال بيت السياب هو أحد أشهر الآثار الحديثة للشاعر المجدد بدر شاكر السياب، حيث منزل الأقنان ونهر بويب وجيكور التي تغنى بها السياب في شعره. وهناك أيضا تمثال السياب، وهو من تماثيل مدينة البصرة الذي نحته الفنان والنحات نداء كاظم له، يقع في كورنيش البصرة، وأزيح الستار عنه في سنة 1972.
- «مربعة كلاب» بالبصرة تنسب لمكان نزول الصحابي كلاب بن أمية بن الأسكر الكناني في زمن عمر بن الخطاب وكان كلاب من خيار المسلمين وله قصة شهيرة في بر والديه فلم يزل مقيما عندهما حتى مات.
- مدينة البصرة الرياضية وهي أكبر مدينة رياضية في الشرق الأوسط وتقع على شط البصرة بين مدينتي القبلة والزبير
- مزارع غابات النخيل  التي تمتد بكل أطراف المحافظة ولكن بالأخص مدينة أبو الخصيب التي تقع في وسط شط العرب بالقرب من ميناء المعقل ولقد تعرضت للدمار في فترة الحرب العراقية الإيرانية مما جعل العراق يحتل مراتب دنيا في إنتاج التمور، أما الآن فقد شكل الإهمال أحد أسباب تناقص أشجار النخيل والتي كانت قبل الثمانينات كثيفة بدرجة لا تصور وتشكل مظهر البصرة العام.
- شارع الكورنيش شارع يمتد على شاطئ شط العرب الأيسر يمتد من ساحة اسد بابل وحتى بوابة القصور الأربعة وفيه تمثال بدر شاكر السياب شاعر البصرة الأعظم.

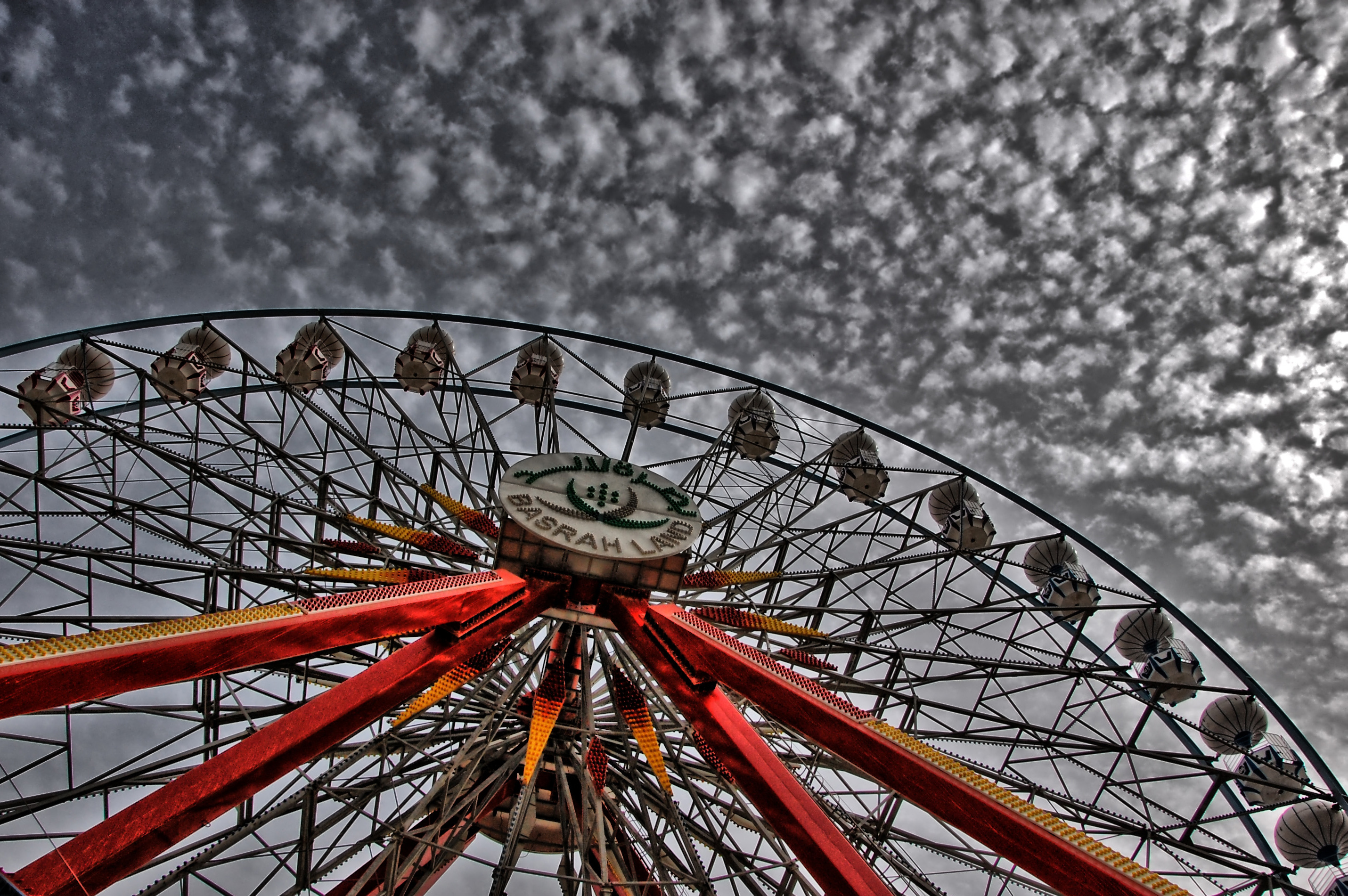
مدينة البصرة لاند

- مدينة ألعاب البصرة (البصرة لاند حالياً) مدينة ترفيهية من أقدم المدن الترفيهية في جنوب البلاد وأكبرها تضم عدد كبير من الألعاب الترفيهية العملاقة، دمرت خلال الحرب، وأعيد بناءها الآن.
- غابات الأثل تقع بين مركز المحافظة ومدينة الشعيبة تضم تجمع كبير من أشجار الأثل، وجهة كبيرة للسياح
- البرجسية ساحات شاسعة من الخضار الموسمي، حيث تنمو بها الحشائش خلال الربيع وجهة كبيرة للتخييم.

شارع 14 تموز

- حدائق الخورة من الحدائق القديمة في المحافظة تقع في شارع المنتزه.
- حديقة الأمة من الحدائق القديمة في المحافظة تم إلغائها بعد 1991 لكن تم ترميمها الآن.
- مجمع القصور الرئاسية في البصرة :ويحتوي على أربعة قصور تم اتخاذ واحد منها لعمل متحف البصرة
- قصر طالب النقيب منزل خاص لأسرة آل النقيب البصرية العريقة ويقع في قضاء أبي الخصيب.
- قصر آل باشا عيان وهو قصر قديم يعود بناؤه إلى أكثر من 100 عام ويحتوي على مكتبة ضخمة تسمى المكتبة العباسية ويقع في البصرة القديمة.
- دير راهبات التقدمة اللاتينيين يقع في شارع 14 تموز
- سوق الهنود (المغايز) من الأسواق القديمة في البصرة، سمي بسوق الهنود بسبب الباعة الهنود الذين كانوا يعملون هنا في بداية القرن الماضي.
- سوق حنا الشيخ من الأسواق القديمة ينسب إلى عائلة حنا الشيخ البصرية العريقة.
- منطقه بريهه الهاشمي أحد مناطق محافظه البصرة، تتميز هذه المنطقة بموقعها الجغرافي حيث تقع في وسط مدينة البصرة وهي مركز محافظه البصرة ويقع فيها مبنى المحافظة، كما تـُعد من المناطق الراقيه في المحافظة حيث يسكنها أغلبية من أبناء الطائفة المسيحية كما يوجد فيها عدد من الكنائس والأديرة المسيحية وهي من أجمل مناطق البصرة وتحتوي على سوق البريهة الشعبي وأيضا على مستشفى النور الأهلي والنادي الآرامي والعديد من المعالم الجميلة وأهم شوارعها هو الشارع العريض الذي تقود نهايته إلى كنيسة اللاتين الواقعة على شارع 14 رمضان كما يعد سكانها من السكان الأغنياء حيث هم من ذوي الدخل المتوسط - العالي، وتتميز أيضا بأفرعها ومساحاتها الخضراء وفي وسطها يمر نهر العشار، أغلب سكانها إما من أفراد الجيش العراقي السابق أو الإستخبارات العراقية أو التجار وشريحة صغيرة من المعلمين إضافة إلى عدد من الشخصيات المرموقه والمهمة، تقابل هذه المنطقة منطقة العباسية ومنطقة الجزائر اللتان تماثلان منطقة بريهه، وكما تقابل منطقه الجادرية والمنصور في العاصمة العراقية بغداد.

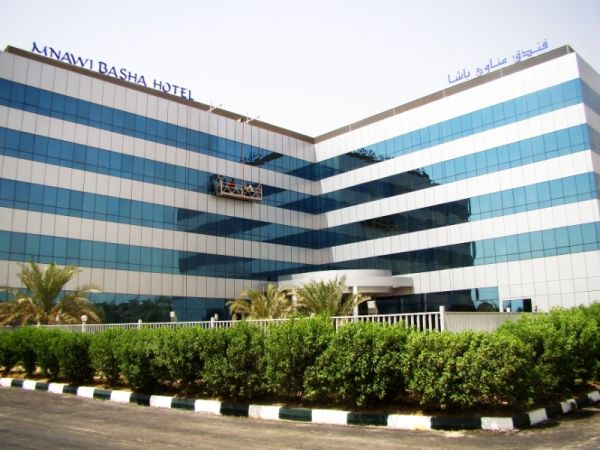
فندق مناوي باشا

## السكان

### اللغة

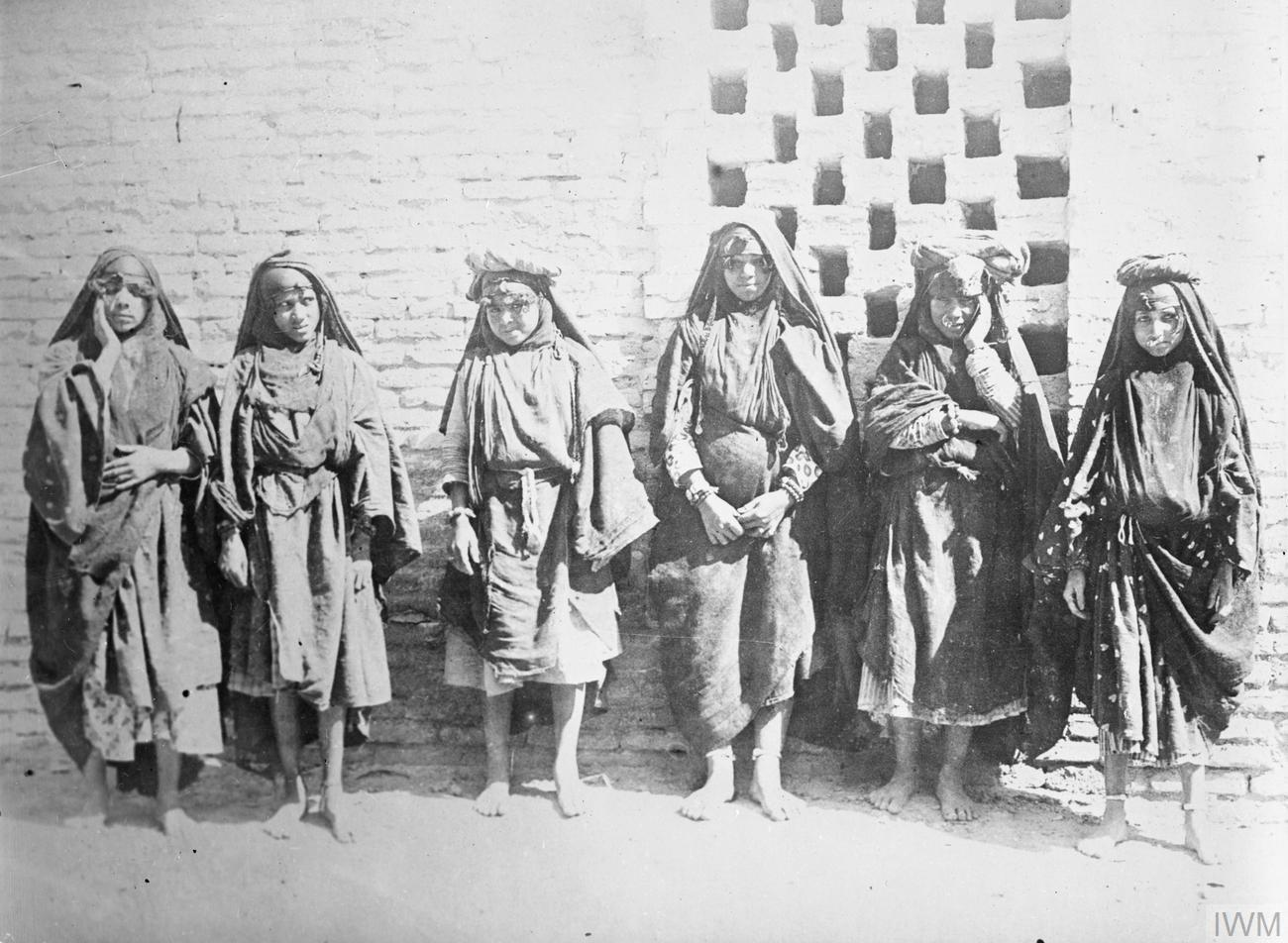
فتيات عربيات من مدينة البصرة

تعتبر اللغة العربية في البصرة هي اللغة الرسمية في المدينة ويتحدثها جميع سكانها ولهم لهجة خاصة تعرف باللهجة البصراوية وهي لهجة تتميز بها المدينة عن باقي مدن العراق وهي أقرب إلى اللهجة الخليجية من العراقية وذلك بسبب موقعها بين الدول الخليجية المحيطة بالعراق خصوصًا الكويت.

### الدين

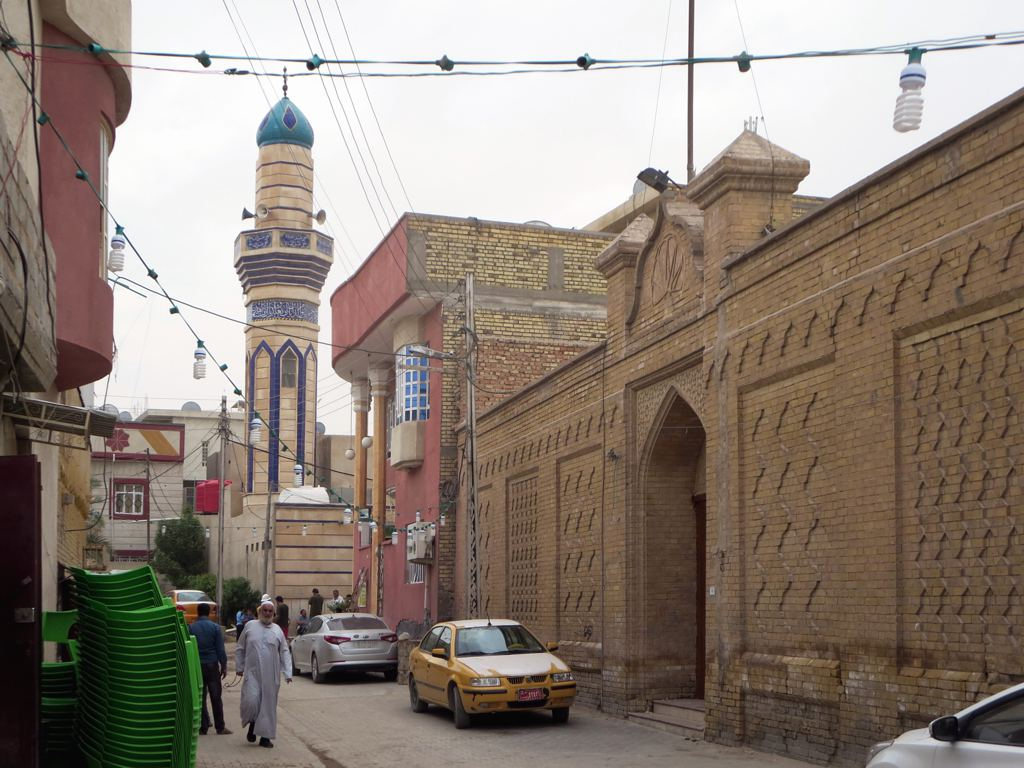
كنيسة الأرمن بالقرب من أحد المساجد في البصرة

مسجد الموسوي الكبير

تعتنق الغالبيَّة العُظمى من سُكَّان البصرة الإسلام دينًا ، وهي من أكبر المدن في العراق
يعتنق أقليَّة من سكان البصرة أديانًا أخرى، وفي مُقدمتها المسيحيَّة، وأغلبهم من أرمن وآشوريين يتبعون الكنيسة الأرمنيَّة الأرثوذكسيَّة وكنيسة المشرق الآشوريَّة. يُشكّلُ الأرمن والآشوريين أقليَّة قليلة العدد في البصرة على الرغم من أنّهم من أقدم الجماعات والطوائف التي قطنت المنطقة، ومع أنَّ أعدادهم شهدت زيادةً ملحوظة عِقب المذابح التي طالتهم أواخر العهد العثماني وأرغمت قسم كبير منهم على النزوح إلى العراق، غير أنَّهم بقوا أقلية صغيرة.
وكان هُناك سابقا جالية يهوديَّة كبيرة بالمدينة أيضًا، لكن أغلب اليهود قد هاجرو إلى إسرائيل بعد حادثة الفرهود ولم يبقَ منهم أي عددٌ.
كما يعيش في البصرة أقلية من الصابئة المندائيين ويبلغ عددهم في البصرة نحو أربعة آلاف نسمة واعدادهم بتراجع مستمر بسبب الهجرة.

### التعداد
| العام | السكان    |
| ----- | --------- |
| 1934  | 56٫000    |
| 1947  | 101٫535   |
| 1957  | 164٫905   |
| 1965  | 301٫950   |
| 1977  | 452٫102   |
| 1987  | 702,105   |
| 2000  | 1٫169٫056 |
| 2007  | 1٫912٫533 |
| 2014  | 1٫500٫000 |

حسب تقديرات عام 1935 بلغ عدد سكان مدينة البصرة 56000 نسمة، بينما وصل عدد سكانها في عام 1987 إلى نحو 702105. أما في تقديرات آخرى بلغ عدد سكان مدينة البصرة عام 2000م حوالي 1.1 مليون نسمة بينما إرتفع إلى 1.9 نسمة في عام 2007م.
وفي تقديرات آخرى يتراوح عدد سكان مدينة البصرة من 1.5 مليون إلى 2.1 مليون نسمة في عام 2017.

## البنية التحتية

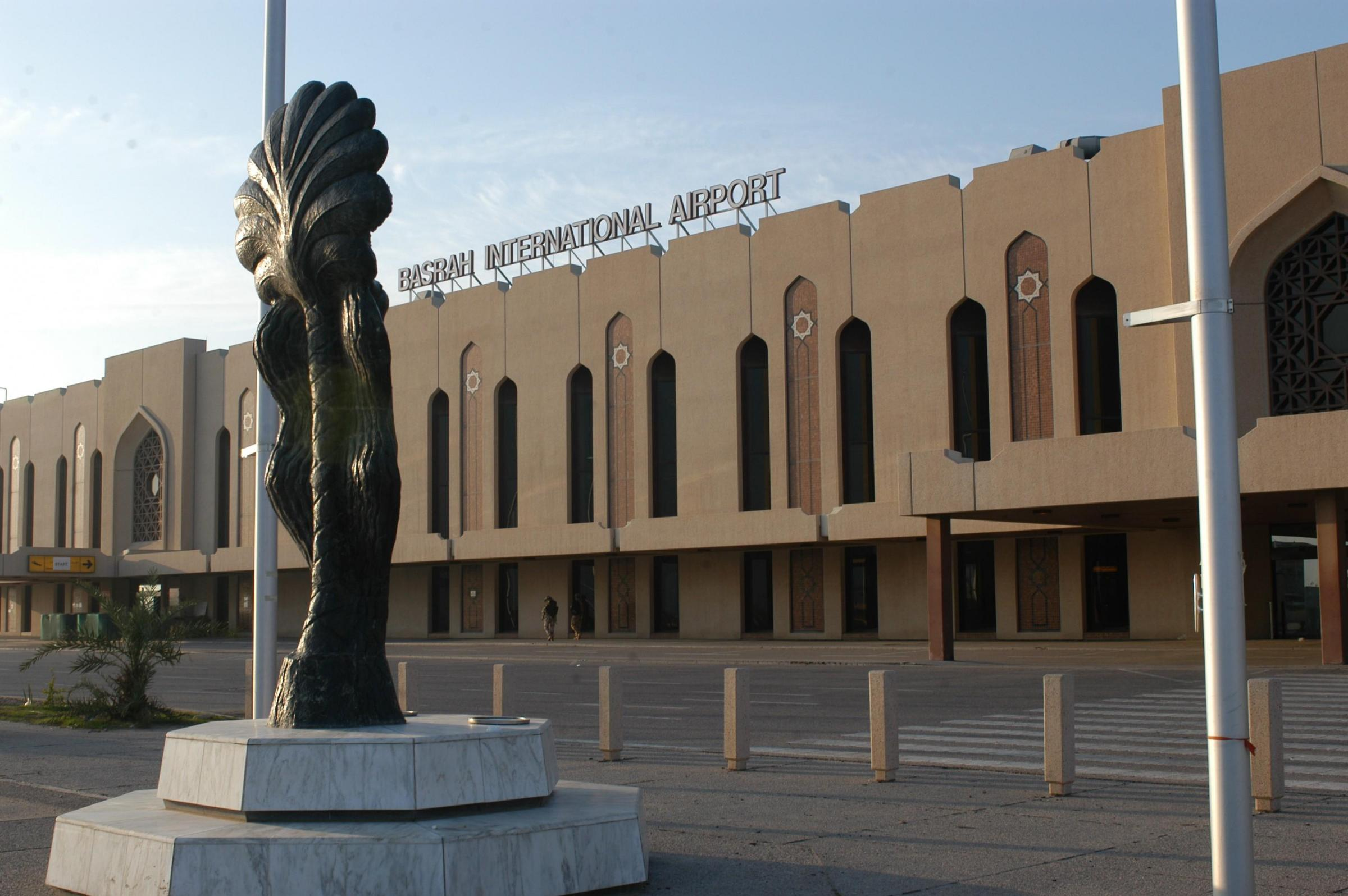
مطار البصرة الدولي

تتكون مدينة البصرة من شبكة كبيرة من الخطوط السريعة والطرق الرئيسية والثانوية تغطي جميع أنحاء المدينة. وترتبط بمطار البصرة الدولي عبر طريق سريع يمتد إلى جهة الشمال منها. كما ترتبط بمدن العراق الأخرى وبمدن الجوار عبر عدد من الطرق السريعة، الذي يربط عدد من الدول العربية مرورًا ببغداد، فضلاً عن الطريق الإستراتيجي الممتد من مدينة زاخو في الشمال مروراً بالبصرة وإلى الفاو. وتُعد الطرق التالية من أهم وأشهر الشوارع الرئيسية الداخلية في المدينة: شارع الكويت، الاستقلال، الجزائر، أبي الأسود الدؤلي، شارع الطيران، الراشد، الوطن، النضال، الساحل، 14 تموز، شارع دينار، وغيرها. كما يمر بالمدينة عدد من السكك الحديدية التي تربط شمال العراق بجنوبه، فهناك خط سكك حديد البصرة –بغداد – الموصل، وخط سكك حديد بغداد – البصرة.
وقد تأثرت البنية التحتية في البصرة أسوةً بباقي مدن وقرى العراق، بشكل كبير نتيجة للحروب التي خاضتها البلاد في العقود الأخيرة، والحصار الإقتصادي الذي فُرض عليه لمدة 13 عام. ثم تلى ذلك الغزو الأمريكي للعراق في عام 2003، والإدارة السيئة للموارد بعده، والذان أثرا سلبا بشكل كبير على ما تبقى من بنية تحتية.

### أحياء البصرة

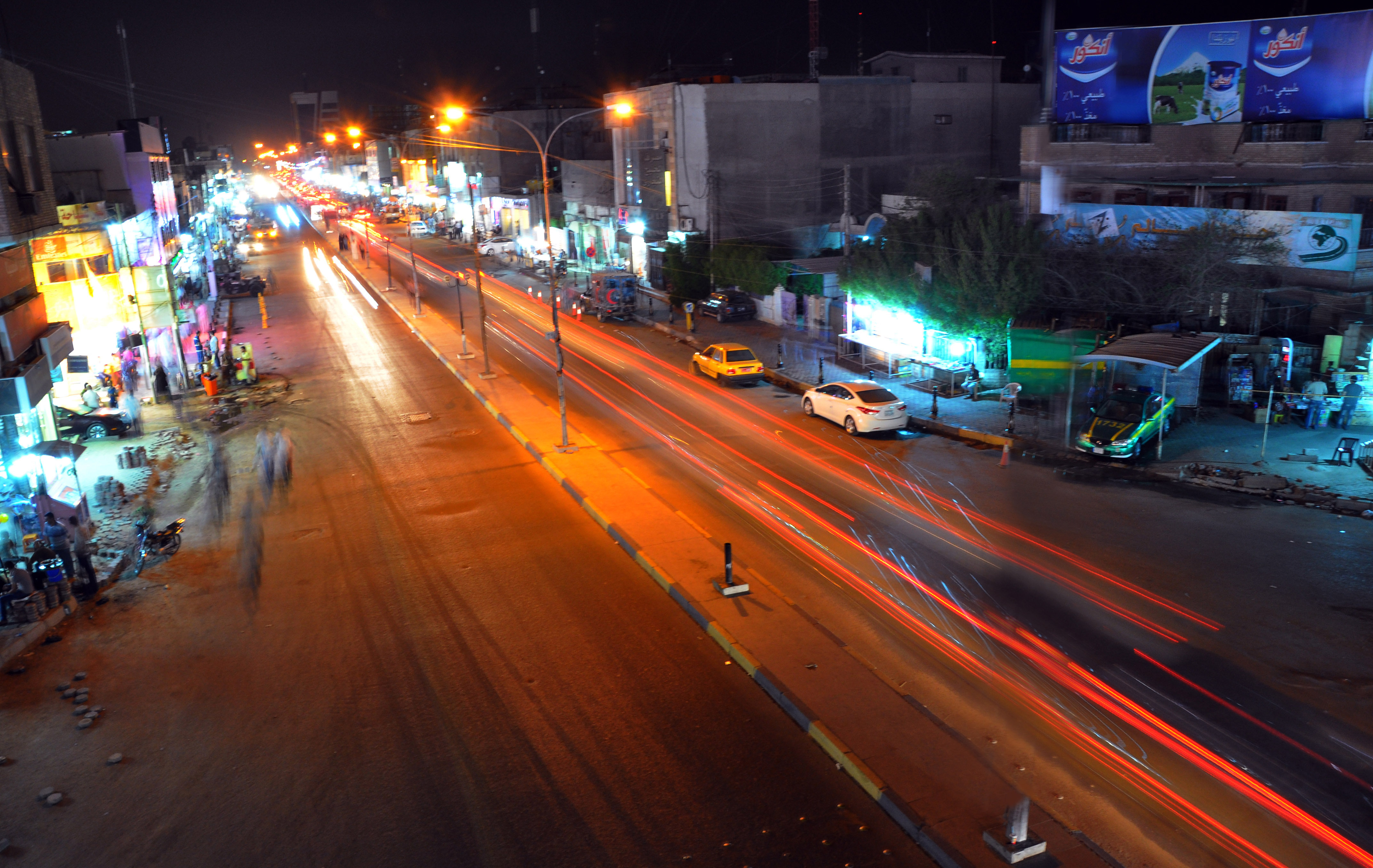
شارع الجزائر ليلا في حي الجزائر وسط البصرة

تنقسم مدينة البصرة إلى عدد من الأحياء السكنية النظامية وأحياء التجاوز والطابو الزراعي، يبلغ عدد أحياء البصرة النظامية 47 حياً ومن أشهر هذه الأحياء.
| المعقل            | البراضعية | العشار        | الجمهورية | الأبلة   |
| الجنينة           | التحسينية | الجزائر       | الرسالة   | الحكيمية |
| القبلة            | دور النفط | مناوي باشا    | كرمة علي  | الطليعة  |
| مناوي لجم         | خمسة ميل  | بريهة         | الطويسة   | الأصمعي  |
| الخضراء           | المعلمين  | الحجاج        | الكوت     | الطويلة  |
| العباسية          | الأحرار   | البكر         | الساحات   | القاسم   |
| الحيانية (الحسين) | الجزيرة   | الخليج العربي | الكفاءات  | الأندلس  |
| الفرات            | الجامعة   | الرافدين      | حي الوحدة | النجيبية |

### النقل والمواصلات

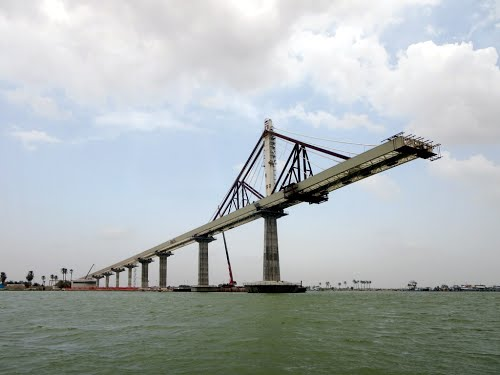
الجسر المعلق في البصرة في بداية أنشاءه

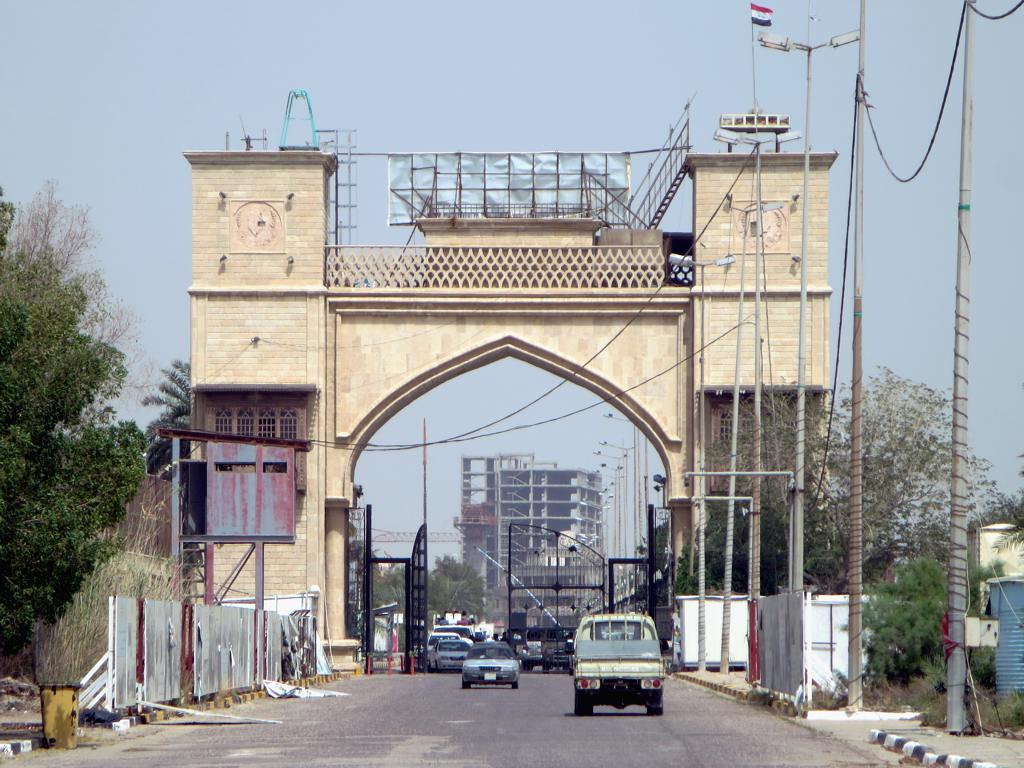
مدخل مدينة البصرة

تُعتبر الحافلات والمركبات الصغيرة الوسائل الرئيسية للتنقل داخل مدينة البصرة. ويوجد من هذه الحافلات ما هو عام تابع للمنشأة العامة للنقل، ومنها ماهو خاص. أما بالنسبة للمركبات فتُستخدم سيارات الأجرة والسيارات الخاصة.
كما يُعد النقل النهري عبر شط العرب ومياه الخليج من الوسائل الشائعة أيضًا لدى البصريين قبل الخمسينيات، حيث تختصر القوارب الكثير من الوقت والمسافات، وقد تراجعت بشكل كبير خاصة بعد الحروب التي خاضها العراق بالإضافة إلى الوضع الأمني السيئ الذي تلى الغزو الأمريكي للعراق عام 2003، والذي نتج عنه إغلاق بعض من الطرق والجسور الرئيسية في المدينة، ووضع نقاط تفتيش وجدارن كونكريتية حالت دون وصول المواطنين إلى العديد من الأماكن عبر المركبات بصورة طبيعية، وأدت إلى اختناقات مرورية كبيرة. ويُسمح لهذه القوارب في التنقل داخل شط العرب.
سكك الحديد

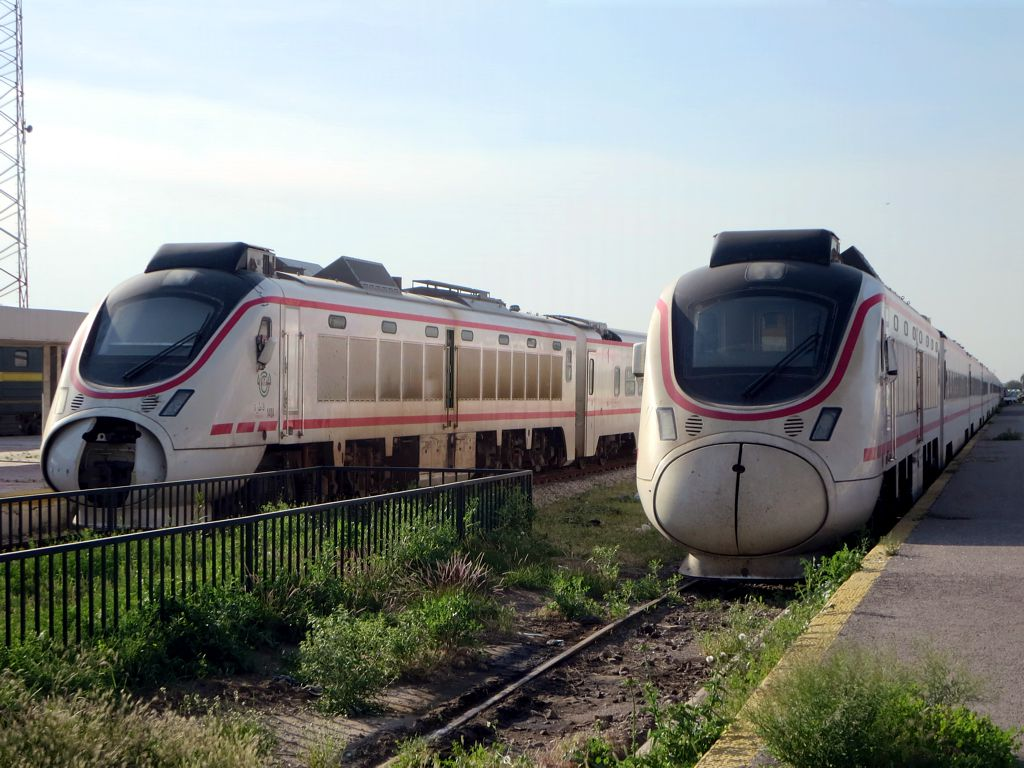
محطة قطار البصرة

قد تشكلت أول إدارة للسكك الحديد في العراق في أيلول من عام 1916م وكانت آنذاك تحت سيطرة الجيش البريطاني. ثم انتقلت إلى إدارة مدنية بريطانية عام 1920م ثم إلى تحولت إلى إدارة مدنية عراقية يوم 16 نيسان/أبريل 1936م. وكانت أول رحلة تم تسييرها كانت من بغداد إلى سميكة الدجيل إلى الجنوب من مدينة سامراء عام 1914م. تقوم الشركة حالياً بتسيير رحلات للقطار بين بغداد والبصرة حيث سير أول قطار بينهما عام 1920م. وقد تم تشغيل أول قطار على الخط القياسي في العراق بين بغداد والبصرة عام 1967م.
تضرر قطاع سكك الحديد في العراق بفعل الغزو الأمريكي للعراق عام 2003 وما أعقبه من عمليات تدمير، حيث لم يعد صالحًا للاستخدام من القاطرات سوى عدد قليل. كما أن الوضع الأمني غير المستقر أدى إلى توقف الرحلات بشكل نهائي في فترات معينة.

## العمارة والتخطيط الحضري

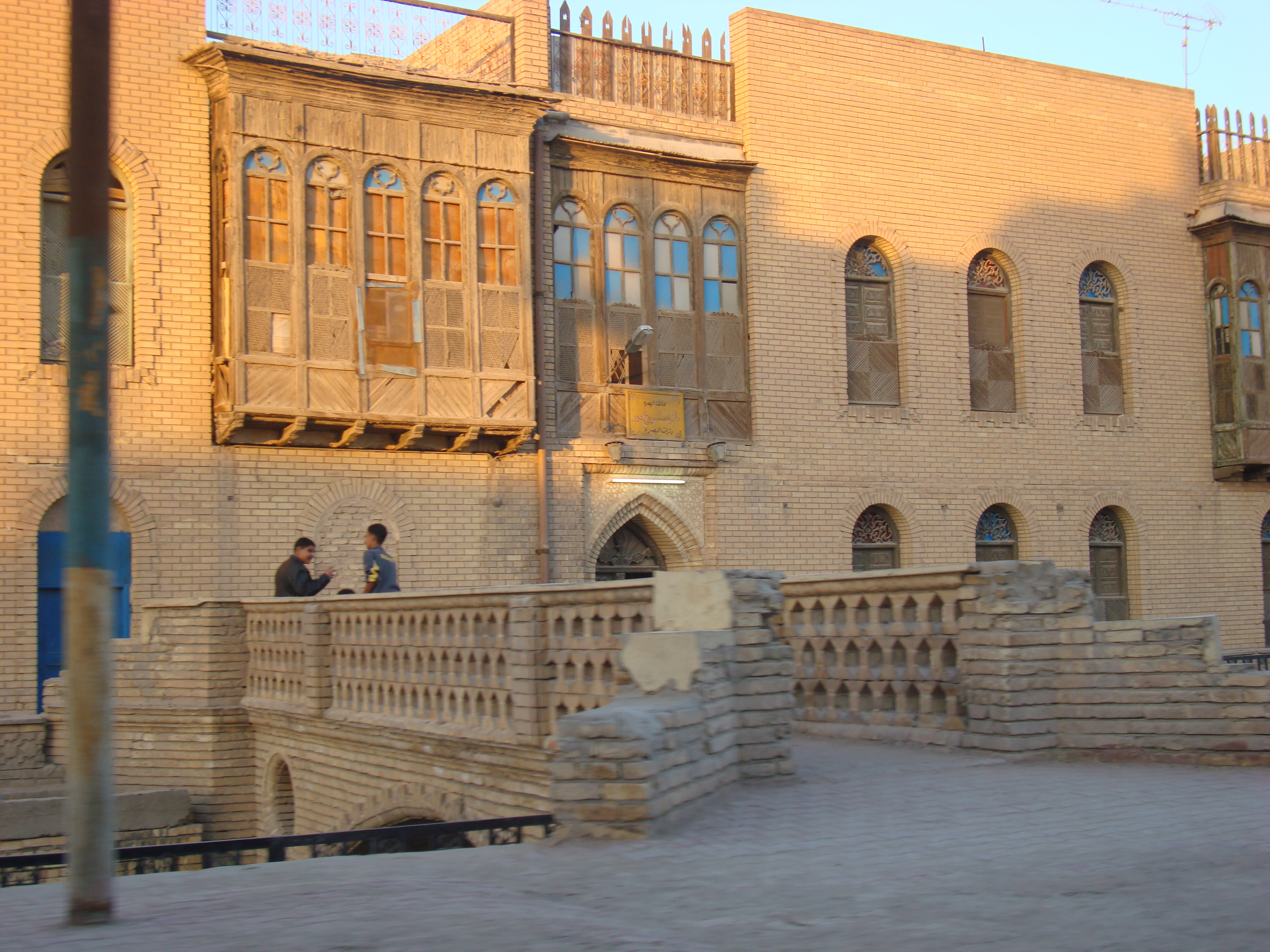
شناشيل البصرة القديمة أحد مميزات بيوت الجزء القديم من مدينة البصرة

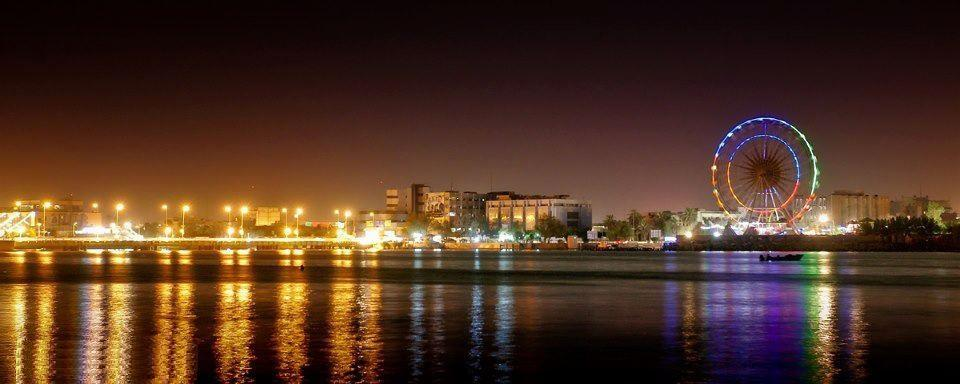
كورنيش العشار ليـلاً

تميز النمط المعماري البصري عن غيره من المدن بتناغم متناسق بين الناحية الوظيفية والناحية الجمالية للدور السكنية. وقد راعت العمارة عند تشييد الدور في البصرة اهتماما كبير بسبب الظروف المناخية المحيطة بالمدينة وأحياءها ومحلاتها، وجعل النوافذ المطلة على الخارج قليلة الفتحات ومقاربة لنوافذ الجانب الآخر من الدور، وجعل الفسحات المكشوفة متجهة لوسط الدار ليوفر بذلك جوًا مظللاً منورًا قدر الإمكان مراعيًا الظروف الاجتماعية السائدة حينذاك. وقد أكثر من استخدام الخشب في البناء للحد من تقلبات درجة الحرارة في داخل الدار.
من الجدير بالذكر أن البصرة شهدت في نهاية العشرينات من القرن العشرين نمطًا انتقاليًا بين النمط المعماري القديم والنمط الذي ساد فيما بعد نتيجة التقدم الذي حصل بعد احتلال العراق عام 1916م.

### الأسواق

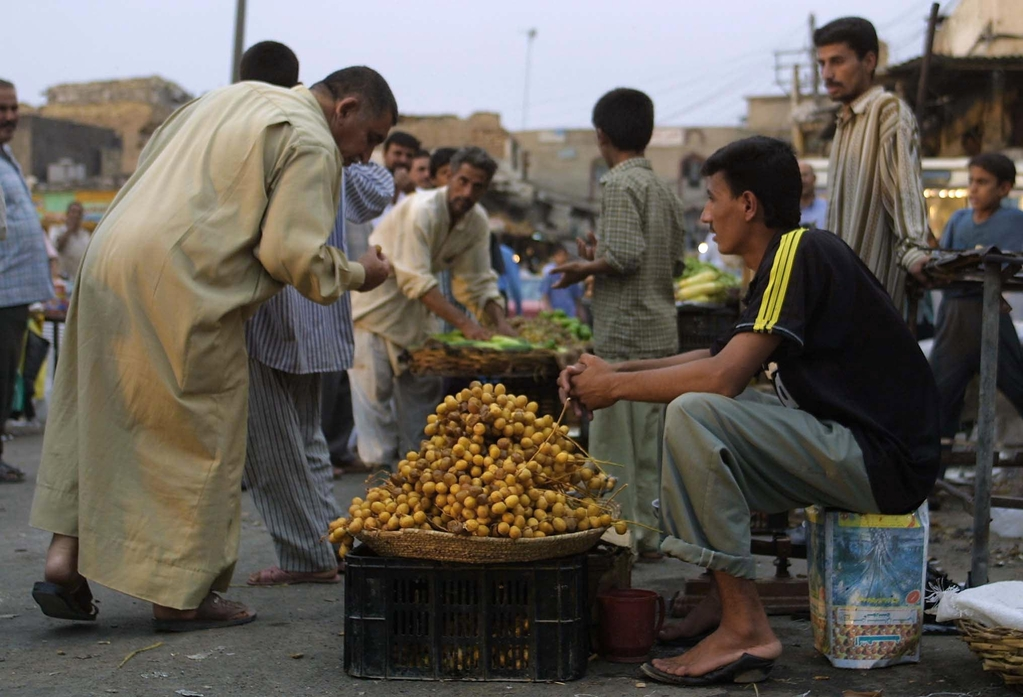
سوق خمسة ميل في مدينة البصرة

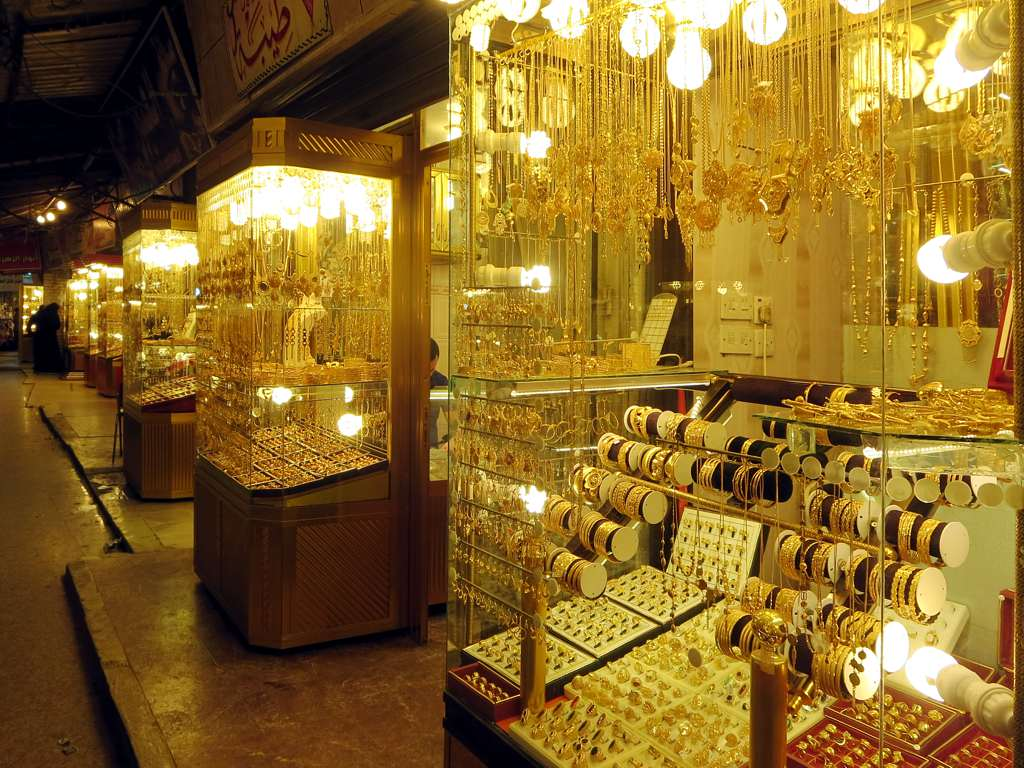
سوق الذهب في منطقة العشار

تعتبر البصرة من أكبر وأهم مدن الشرق الأوسط وقد بلغت قمة الازدهار في عدة عصور فكانت أسواقها تعج بالعديد من البضائع مختلفة المنشأ والاهداف والانواع. ولا تزال البصرة اليوم مزدهرة باسواقها الكبيرة والواسعة في مساحتها والممتعة للغاية. هذه الاسواق لها ممرات معقدة ومتشابكة في ما بينها وكذلك الاكشاك المكشوفة المتنوعة ومن أشهر هذه الأسواق هي: سوق الجمعة[ ؟ ]، وسوق العشار، وسوق الصيادلة، وسوق الخضارة، وسوق السمك، وسوق خمسة ميل.

### دور العبادة
المساجد

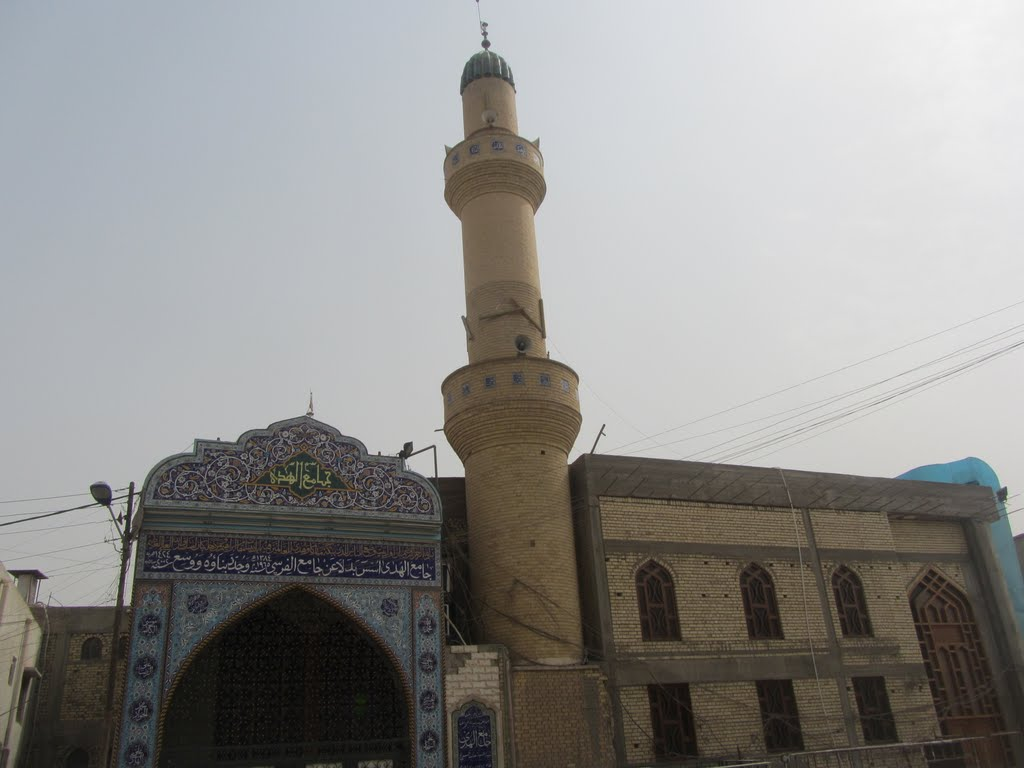
جامع الهدى في منطقة العباسية

- مسجد البصرة القديم: ويسمى بجامع خطوة الإمام علي أو مقام خطوة الإمام علي وهو أول وأهم مسجد في الإسلام خارج مكة والمدينة المنورة شيد في عهد الخليفة عمر بن الخطاب من قبل عتبة بن غزوان والي البصرة.
- جامع البصرة الكبير: وهو من مساجد العراق الحديثة، تأسس عام 1982م من قبل الدولة العراقية، ويعتبر أحد معالمها الكبيرة.
- جامع المقام: هو أحد مساجد العراق التاريخية، أسسه وبناه الحاج محمد الششتري، عام 1167 هـ (1754م)، منذ عهد الدولة العثمانية، ويقع في منطقة المقام على ضفة نهر العشار، وتحيط به الشوارع من جميع جهاته.
- جامع الموسوي الكبير: هو من أكبر مساجد البصرة، وهو من مساجد الشيعة من الطائفة الشيخية التي تتواجد في البصرة.
- جامع الكواز: هو من مساجد العراق الأثرية التاريخية، يقع في منطقة المشراق في مدينة البصرة، أسسه وبناه الشيخ ساري بن حسن عام 1514م.
- جامع الكرناوي: وهو أحد مساجد العراق الحديثة تأسس في عام 1964م من قبل عبد الرزاق الكرناوي، ويقع الجامع في منطقة جنينة[ ؟ ] في وسط مدينة البصرة.
- جامع الملاك: هو أحد مساجد العراق التاريخية ومن مساجد البصرة القديمة، شيد وتأسس في عام 1868م من قبل الحاج حمود باشا الملاك، ويقع في منطقة العشار.
- جامع كَردلان: من الجوامع المهمّة والتأريخية في البصرة أُسِّس عام 1906، على يد الشَّيخ حبيب القُرينيّ لكي يكون مركزا للعلوم الإسلامية.
- جامع الفقير: هو أحد المساجد التاريخيّة المهمة في محافظة البصرة، أسسه وبناه الحاج محمد علي الفقير سنة 1892م.
- جامع العرب: من مساجد البصرة التراثية القديمة، والتي بناها الأمير العربي مهنا بن رحمة، عام 920 هـ(1514م).

الكنائس

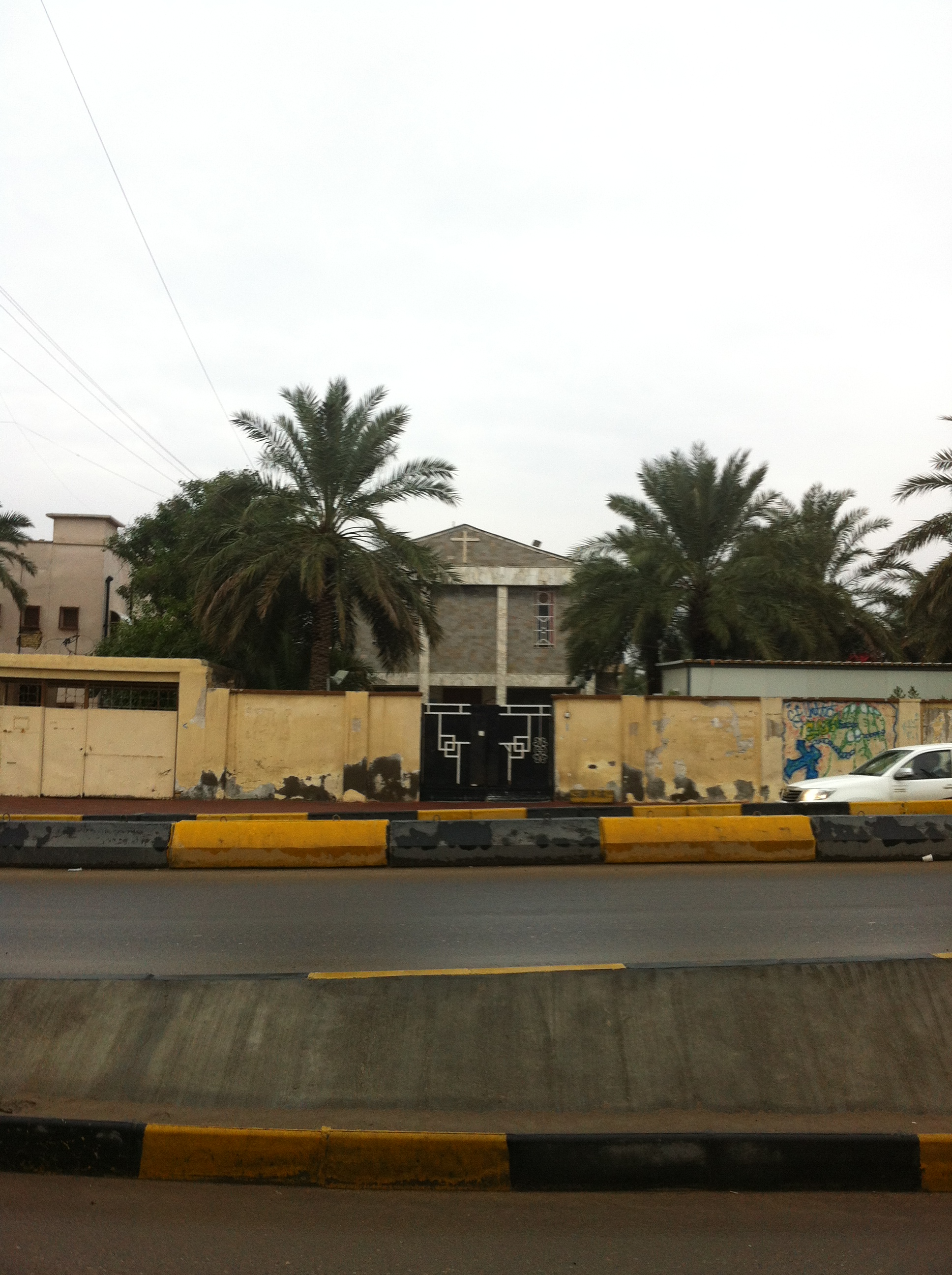
الكنيسة الكلدانية الكاثوليكية في البصرة

- كنيسة مار أفرام: للكلدان الكاثوليك في البصرة.
- كنيسة القديسة تيريزا اللاتين
- كنيسة القلب الاقدس السريان الكاثوليك في حي الداكير في البصرة.
- دير راهبات التقدمة للاتين في حي مناوي باشا في البصرة.
- كنيسة مريم العذراء للسريان الأرثوذكس في البصرة أسست عام 1936م.
- كنيسة الأرمن الأرثوذكس في البصرة.
- كنيسة الصخرة الرسولية في العشار في البصرة.
- الكنيسة الانجيلية المشيخية في مدينة البصرة.
- كنيسة السريان الكاثوليك في العشار في البصرة
- كنيسة سيدة البشارة في الطويسة الكلدانية.
- كنيسة مارتوما في البصرة القديمة الكلدانية.
- كاتدرائية مريم العذراء الكلدانية.
- كنيسة مريم العذراء الشرقية للاثوريين.
- كنيسة الاثوريين: في كوت الحجاج.
- دير راهبات الكلدان: وتقع في الكزارة.
- كنيسة الأدفنتست السبتيبن: وتقع في منطقة الكورنيش شرق مدينة البصرة.

## الاقتصاد

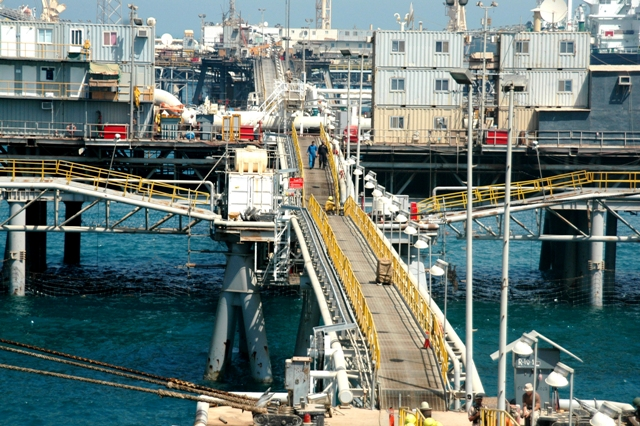
محطة نفط البصرة

### النفط

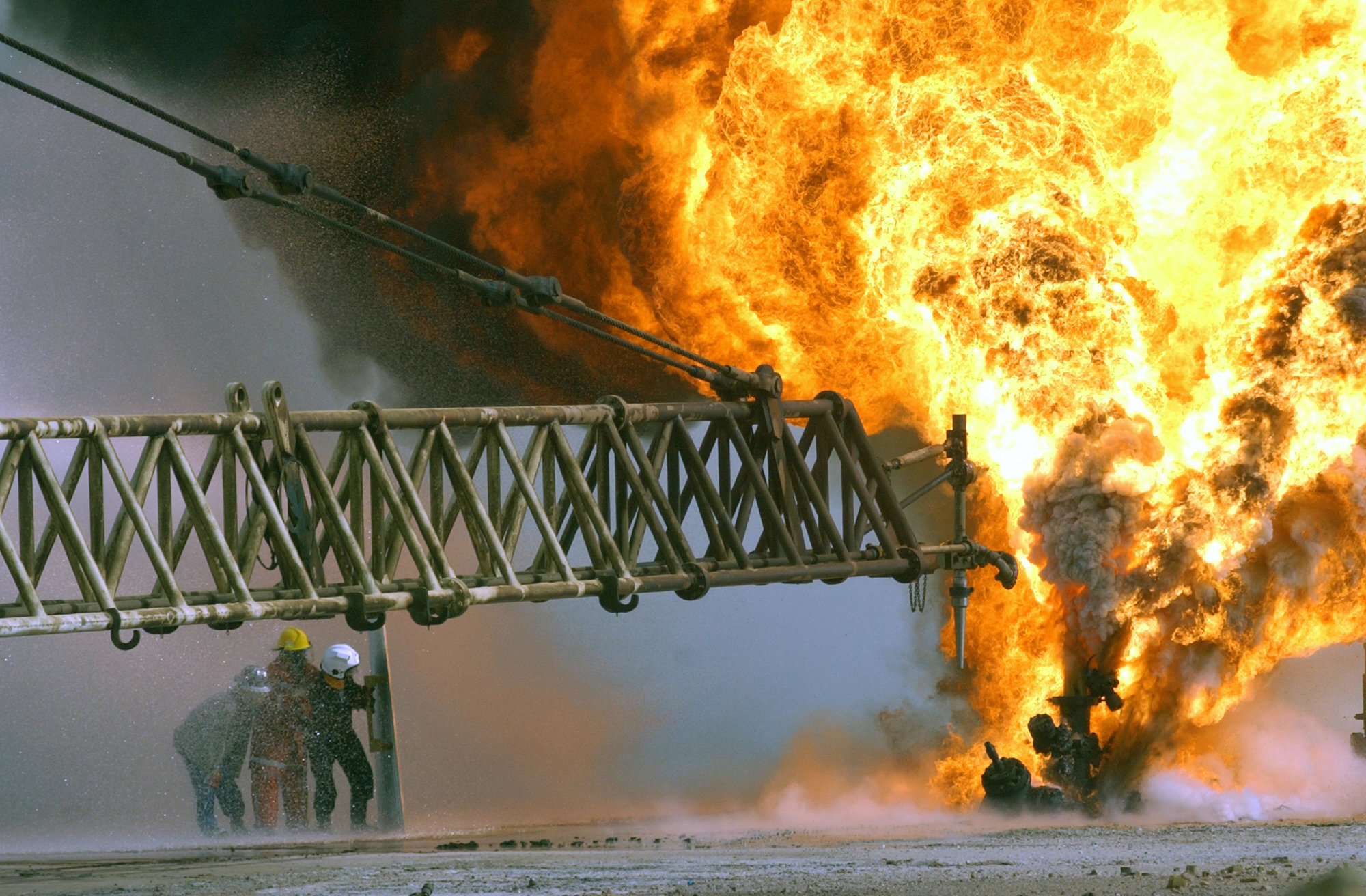
أشتعال النار في أحد أبار النفط في البصرة

أحد منصات تصدير النفط

البصرة مدينة اقتصادية كبيرة، يعد النفط هو المصدر الرئيسي للاقتصاد ليس لمدينة البصرة وحدها بل للعراق بأكملة حيث تعتبر البصرة عاصمة العراق الاقتصادية، لذلك يعتمد اقتصادها إلى حد كبير على صناعة النفط، ما يجعل العراق لديه رابع أكبر احتياطي للنفط في العالم يقدر ب 115 مليار برميل. وتقع بعض أكبر حقول النفط في العراق في فيها، ومعظم صادراتها من محطة بترول البصرة، ويقع مقر شركة نفط الجنوب في المدينة.

### الصناعة
في البصرة اليوم عدد كبير من المؤسسات الصناعية الصغيرة التي يقل عدد العاملين فيها عن 10 أشخاص، وعدد قليل من المؤسسات الكبيرة التي يزيد عدد العاملين فيها عن هذا الرقم. وتتوزع المؤسسات الصناعية في أرجاء المدينة، مع تركز واضح لها في بعض المناطق والشوارع، لاسيما المنطقة التجارية المركزية في العشار، وهناك منطقة صناعية رئيسية تقع في القسم الجنوبي الغربي من المدينة، خُصصت لمختلف المؤسسات الصناعية، وتحتل مشاغل تصليح السيارات النسبة الأكبر منها. ويتركز النشاط الاقتصادي الصناعي الكبير في البصرة حول صناعة البتروكيماويات، التي تشمل شركة الأسمدة الجنوبية والشركة الحكومية للصناعات البتروكيماوية.

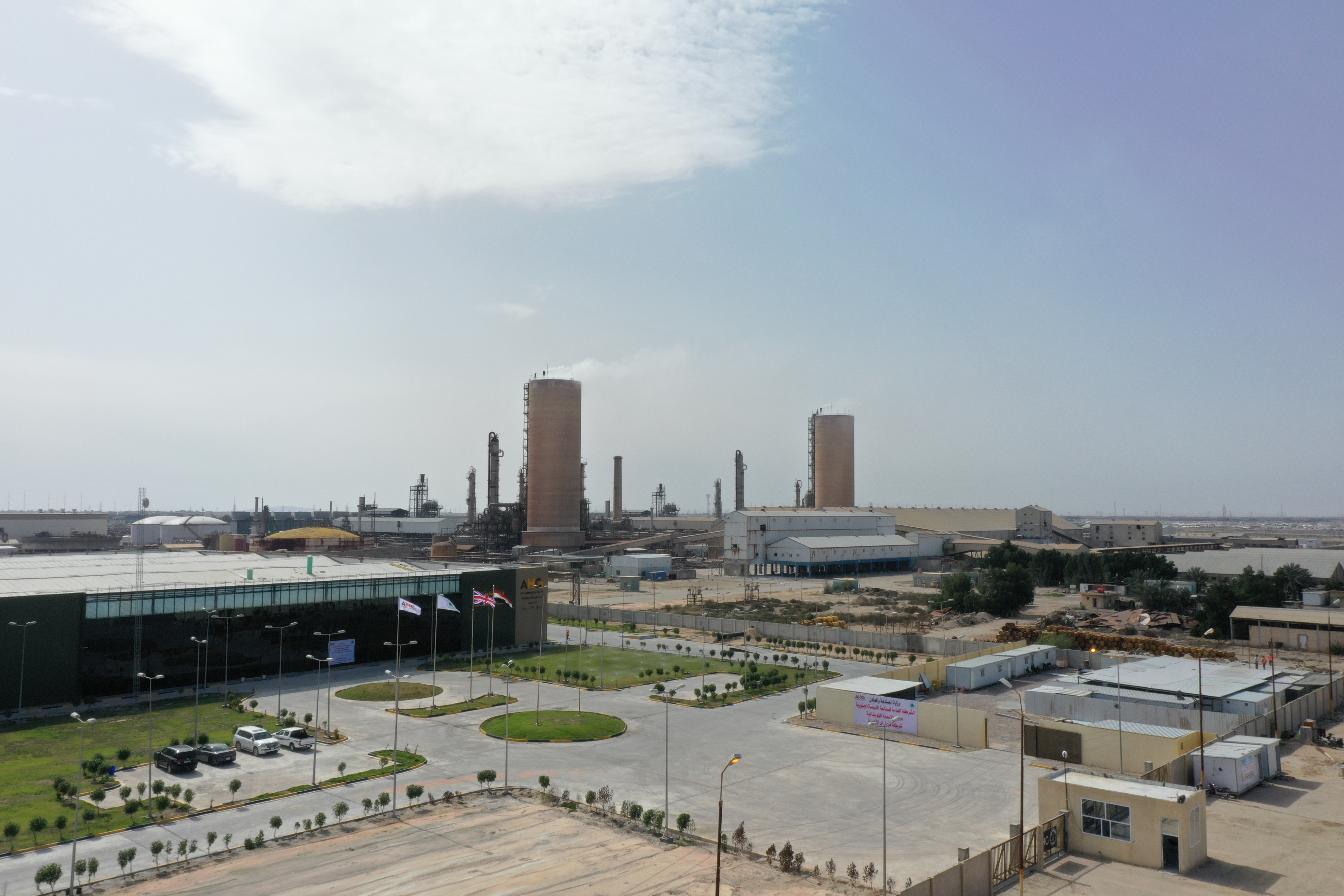
صورة جوية لمصنع الأسمدة التابع لشركة AHG في البصرة

### الزراعة

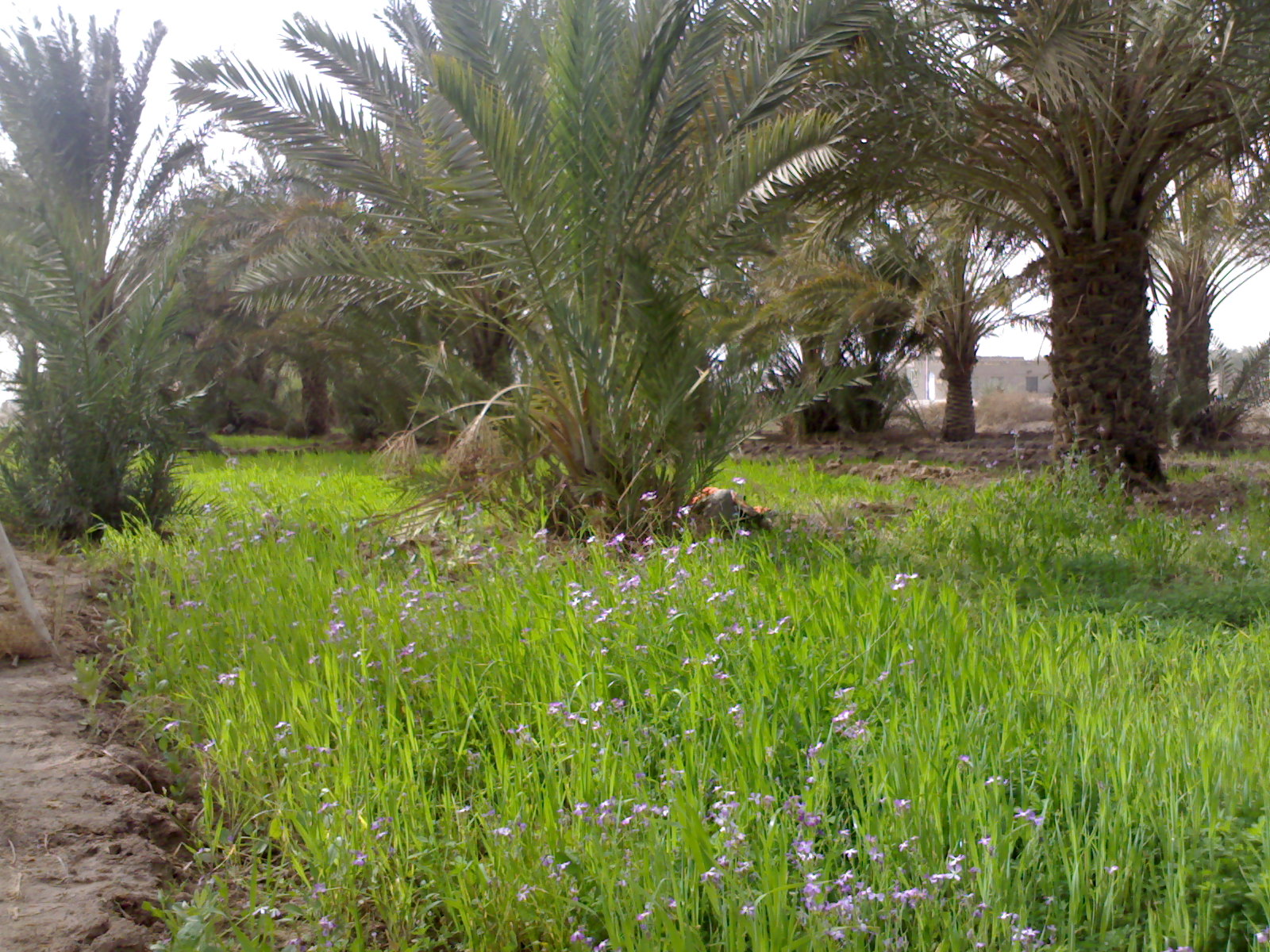
زراعة النخيل في البصرة

تقع البصرة في منطقة زراعية خصبة، يزرع فيها العديد من المنتجات الرئيسية بما في ذلك الأرز[ ؟ ] والذرة، الشعير، الدخن، القمح، بالأضافة إلى وجود الثروة الحيوانية. وقد كانت مدينة البصرة لفترة طويلة معروفة بالجودة العالية للزراعة. عرفت البصرة في الستينيات من القرن الماضي بتسويقها للسكر، وهي حقيقة أحصت بشكل كبير في قانون العقود الإنجليزية بعد حالة الأضرار التي لحقت بها عام 1969م.

### النخيل
سُمِع الأصمعي مراراً يردد : ” سمعت هارون الرشيد يقول : نظرنا فاذا كل ذهب وفضة على وجه الأرض لا يبلعان ثمن نخيل البصرة “. هذا بعض ما وجدناه في التراث القديم حيث كان ذلك في غابر الزمان وسالف الأيام ولكن الحديث يجرنا إلى الماضي القريب نسبياً، حينما بدأ انتشار تلك الثمر في بلدان تقرأ عنه في الكتب الدينية ولا تعرف عنها الا القليل ولم تذوق لذة طعمها وحلاوته.
فمثلا نجد ” انجهولت ” أحد الرحالة الأوروبيين يذكر عنها عند حلوله البصرة في نوفمبر 1866 : ” أن بدأ بارسال كمية من التمور إلى أوروبا “. لكن ” فوتنيه ” القنصل الفرنسي في البصرة عام 1833 يقول : ” ترسوا كل سنة في نهر البصرة (شط العرب) نحو مائة وخمسين بغلة (سفينة شراعية) منها للعرب ومنها من تحمل العلم الإنجليزي لتنقل التمر، وهو عماد الثروة الرئيس للبصرة في العقد الأول للقرن التاسع عشر “.
ولكن بعد افتتاح قناة السويس عام 1896 ابتدأ تصدير التمور بانتظام إلى أمريكا حيث تبحر بواخر محملة بتمور البصرة في منتصف شهر سبتمبر كل عام بعد موسم جني المحصول. وكان متوسط ما تنقله حوالي ستين طناً ويمكن تخمين محموع كمية ما يصدر بنحو اثنا عشر طن تبلغ قيمتها مليونيين من الفرنكات أي ما يقابل 80 ألف باون ذهب إنكليزي، مما يعني أن قيمة الكارة (وحدة من أوزان التمور في البصرة تعادل 2794 كيلوغرام) تبلغ خمسة وعشرين باون ذهب.

### التجارة

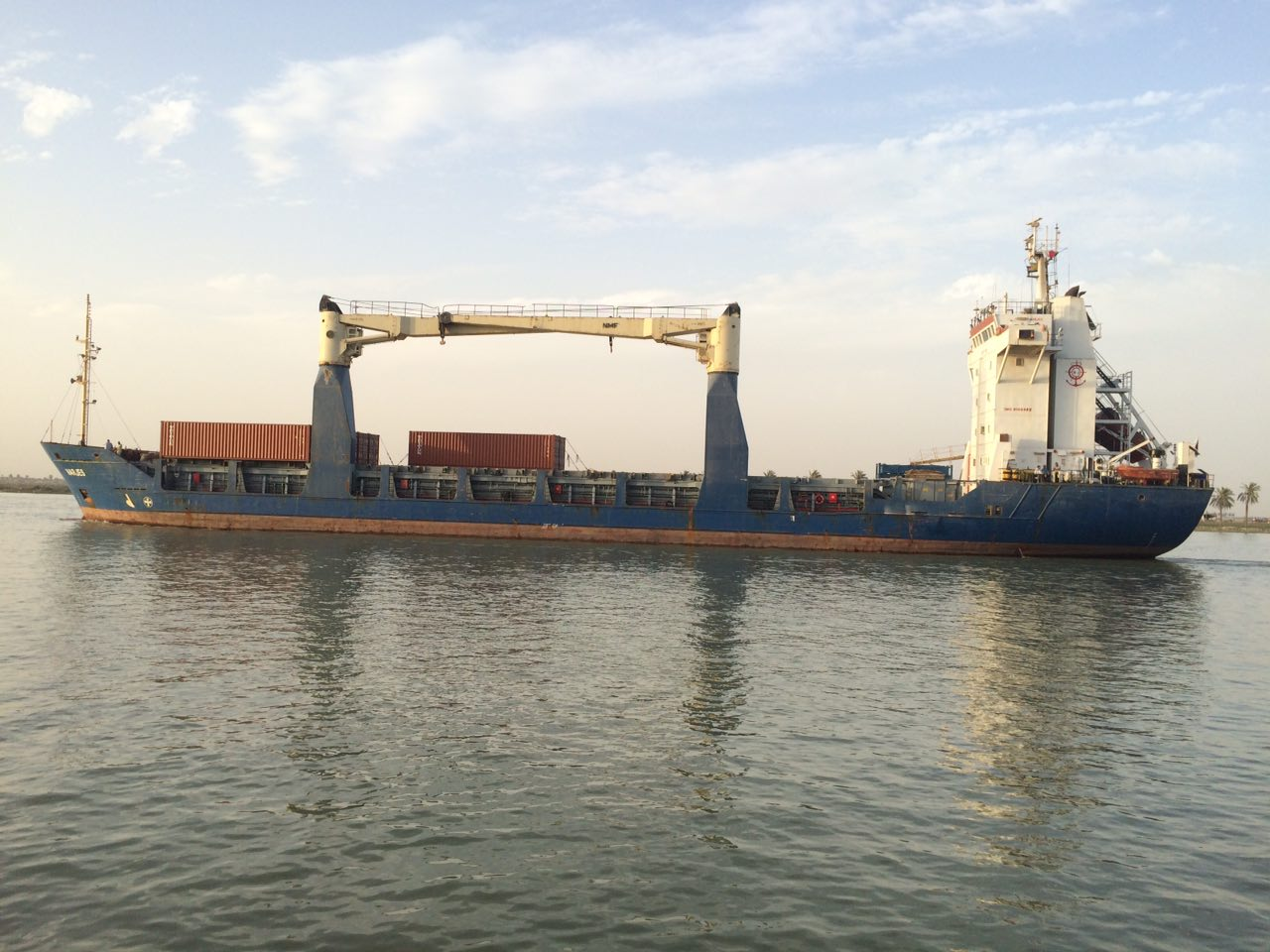
أحد السفن التجارية في شط العرب

تُعد التجارة في مدينة البصرة الوظيفة الأساسية للمدينة، فهي تعتبر الميناء الرئيسي للعراق بأكمله، وبدور المركز الإقليمي الذي يخدم محافظة البصرة ومحافظات أخرى لاسيما الجنوبية منها. ويقدر عدد المؤسسات التجارية فيها بأكثر من 15 ألف مؤسسة، تتوزع في مختلف أنحاء المدينة، وتأتي المنطقة التجارية المركزية في العشار، في المقدمة من حيث المساحة وعدد المؤسسات ونوعها ومجال نفوذها.

## الصحة
تتولّى وزارة الصحة العراقية مُهمَّة الإشراف على المُستشفيات الحكوميَّة في مدينة البصرة ومنطقتها الحضاريَّة، وتأمين الخدمات الطبيَّة للسُكَّان. كذلك هُناك عددٌ من المُستشفيات والمستوصفات الخاصَّة داخل المدينة تؤمّن قسم كبير من العناية الصحيَّة للناس، ومن أبرزها؛
1. مستشفى الطفل التخصصي: افتتح مستشفى الطفل التخصصي حسب بيان وزارة الصحة العراقية ذي العدد 312 في 10 كانون الأول 2009.[73]
2. مستشفى الصدر التعليمي.[74]
3. مستشفى البصرة العام: تعتبر من المعالم التاريخية في البصرة وهي من أقدم المستشفيات في العراق. تأسست عام 1924 وكانت تقدم خدماتها لأهالي المحافظة والعراق وبعض دول الخليج العربي.[75]
4. مستشفى أم قصر العام: تأسست مستشفى أم قصر العام سنة 1971 في ناحية أم قصر، وقد كان اسمها في ذلك الوقت مستشفى الموانئ حيث كانت تقدم الخدمات الطبية والعلاجية لموظفي الموانئ وعوائلهم كون الناحية بعيدة عن مركز المحافظة.[76]
5. مستشفى أبي الخصيب العام: افتتحت سنة 1957 في مدينة أبي الخصيب وتبلغ السعة السريرية للمستشفى 48 سريراً.[77]
6. مستشفى النسائية والأطفال : بدأ العمل في المستشفى في 31 أيار 1965 وكان اسمها مستشفى الفروسية وكانت تقع مكان قسم العمليات الطبية ومكانها قرب المستشفى حالياً، واستمرت الولادات في المستشفى لغاية فترة (1981-1982) حيث أصبحت الولادات في مستشفى الصدر التعليمي بسبب وجود إعمار في بناية المستشفى. أعيد فتح المستشفى عام 1983 في بناية أخرى، جزء منها حالياً تابع إلى المستشفى والجزء الآخر تابع إلى مركز التدريب والتطوير، وسميت حينها مستشفى الطوارئ. وبتاريخ 28 آذار 1987 تعرضت المستشفى إلى القصف أثناء الحرب وأصبحت الولادات في مستشفى الموانئ وأعيد فتح المستشفى بتاريخ 1 أيلول 1988. وفي عام 1993 أُضيف إلى المستشفى قسم الأطفال وبذلك تغير اسم المستشفى إلى (مستشفى النسائية والأطفال) وكان الاسم الشائع مستشفى ابن غزوان. السعة السريرية للمستشفى هي 414 سريراً.[78]
7. مستشفى الشفاء العام: تأسس في عام 1972 وبإمكانيات متواضعة عبارة عن ردهة وطوارئ وصيدلية وكان يقدم خدماته لمنتسبي القوة البحرية تحت اسم مستشفى ابن ماجد البحري. سعته السريرية 186 سريراً.[79]
8. مستشفى الفيحاء العام: افتتحت عام 1962 وكان مستشفى عسكرياً اسمه (مستشفى البصرة العسكري) وكان تابعاً لوزارة الدفاع بسعة 200 سرير. وبعد احتلال العراق عام 2003 أصبح مستشفى مدنياً باسم مستشفى الفيحاء العام تابعاً لوزارة الصحة واضيفت إليه أقسام جديدة فأصبح بسعة 400 سريراً.[80]
9. مستشفى الموانئ العام: بدء بإنشائه عام 1959 في فترة حكم عبد الكريم قاسم وكان خاصاً لمنتسبي مصلحة الموانئ العراقية. وقد انتهي من إنشائه عام 1964 وكان المستشفى يسع مائة سرير. وتم تطوير المستشفى إلى أن وصلت سعته حالياً إلى 400 سرير. توجد شعبة الطوارئ بسعة عشرين سريراً تستقبل الحالات الطارئة لرقعة جغرافية واسعة لشمال البصرة ومنطقة المعقل والجبيلة والجنينة والطويسة والحكيمية.[81]
10. مستشفى القرنة العام: تأسست عام 1950 باسم مستشفى القرنة الجمهوري.[82]
11. مستشفى المدينة العام: تأسست سنة 1979 بسعة سريرية 50 سرير. ويقع في قضاء المدينة.[83]
12. مستشفى الزبير العام: تقع في مركز قضاء الزبير بسعة سريرية 160 سرير.[84]
13. مستشفى الفاو العام: تأسست عام 1989 وبنيت على أرض مساحتها 30000 متر مربع ضمن حملة أعادة أعمار مدينة الفاو.[85]
14. مستشفى 400 سرير التركي.[86][87]

## التعليم

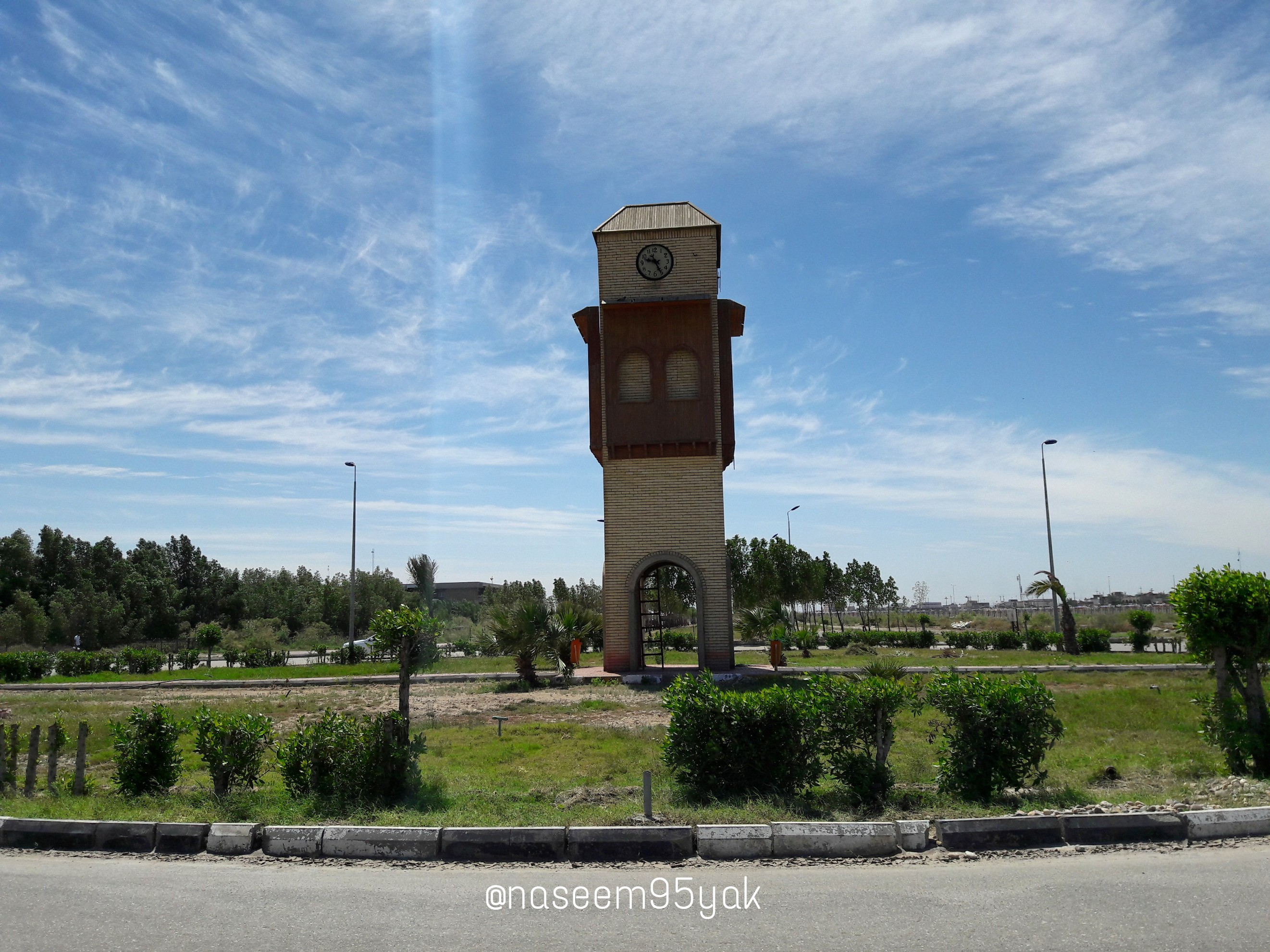
برج الساعة في جامعة البصرة

بوابة المعهد التقني في البصرة

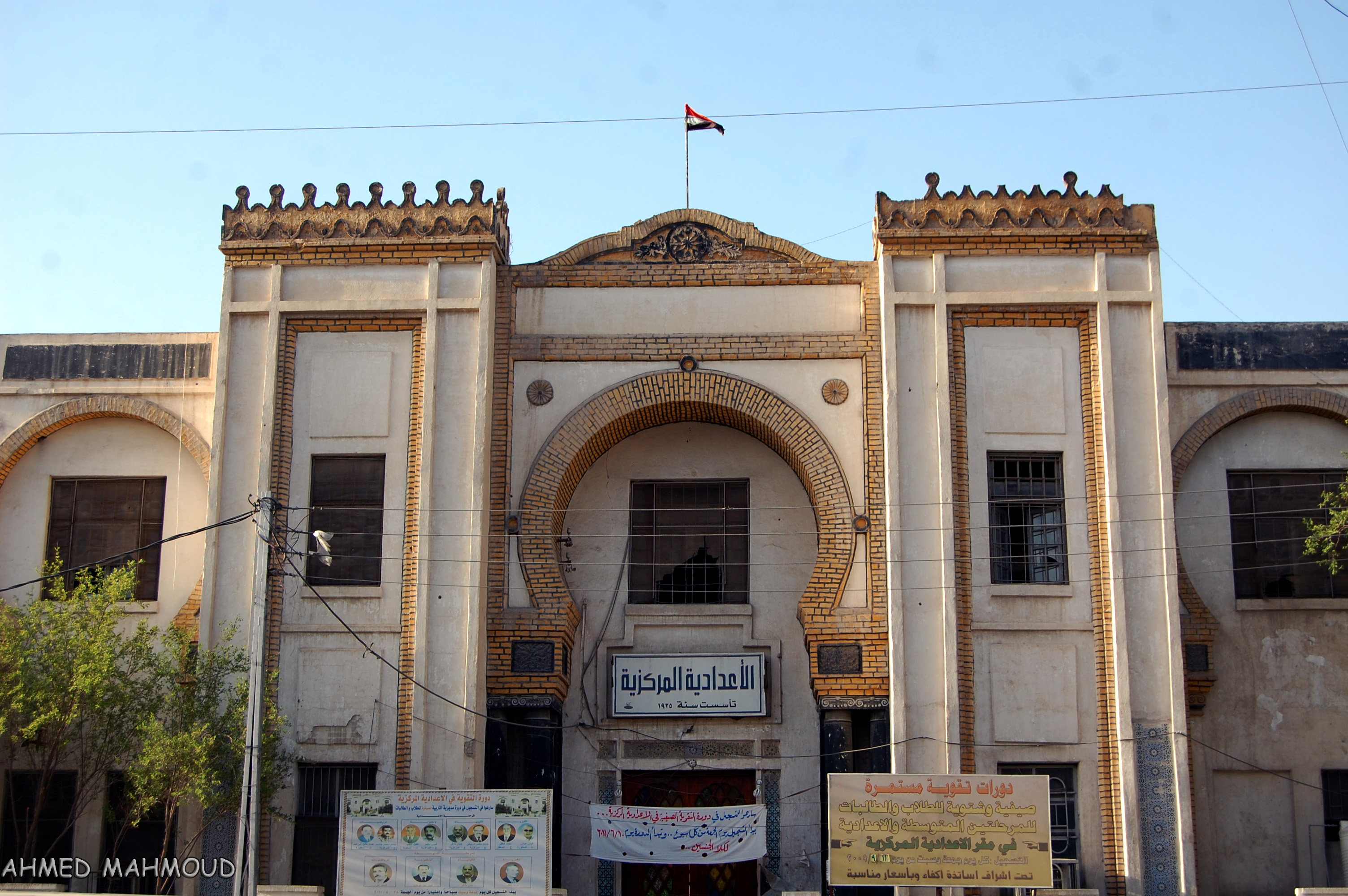
الإعدادية المركزية في مدينة البصرة

الكلية التقنية في البصرة

أشارت الإحصاءات في العام الدراسي 1998م و1999م، على صعيد المؤسسات التعليمية، إلى أن المدينة تضم نحو 34 روضة أطفال، و252 مدرسة ابتدائية، و145 مدرسة متوسطة وثانوية، و10مدارس مهنية. وفي المدينة جامعة البصرة، التي تعد ثالث أهم جامعة في العراق، تأسست في عام 1964م وتتألف من 10 كليات مختلفة.

## السياحة

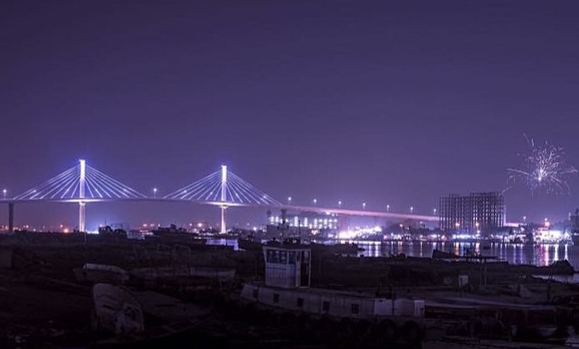
مدينة البصرة ويظهر في الصورة جسر البصرة الجديد

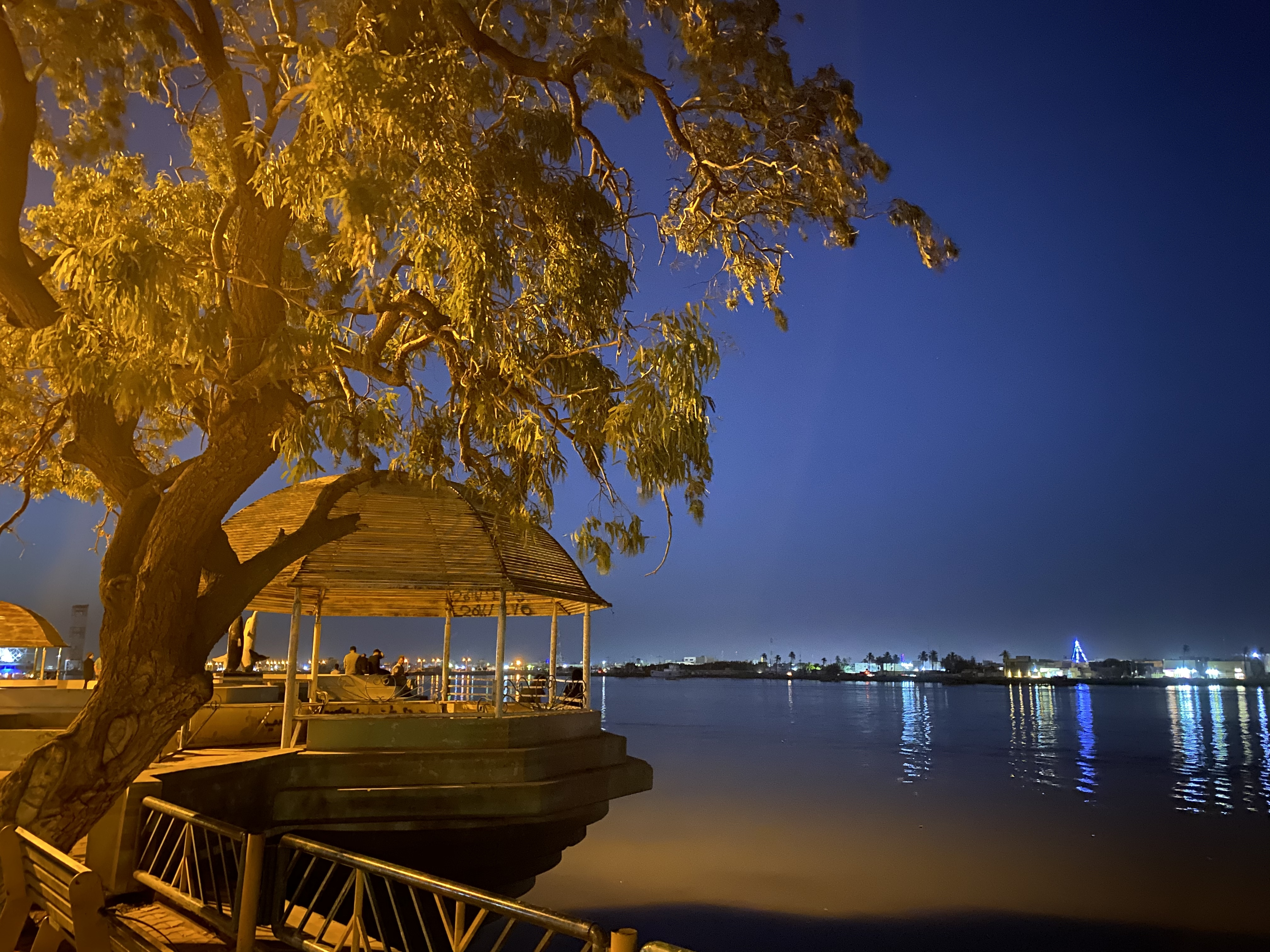
كورنيش شط العرب

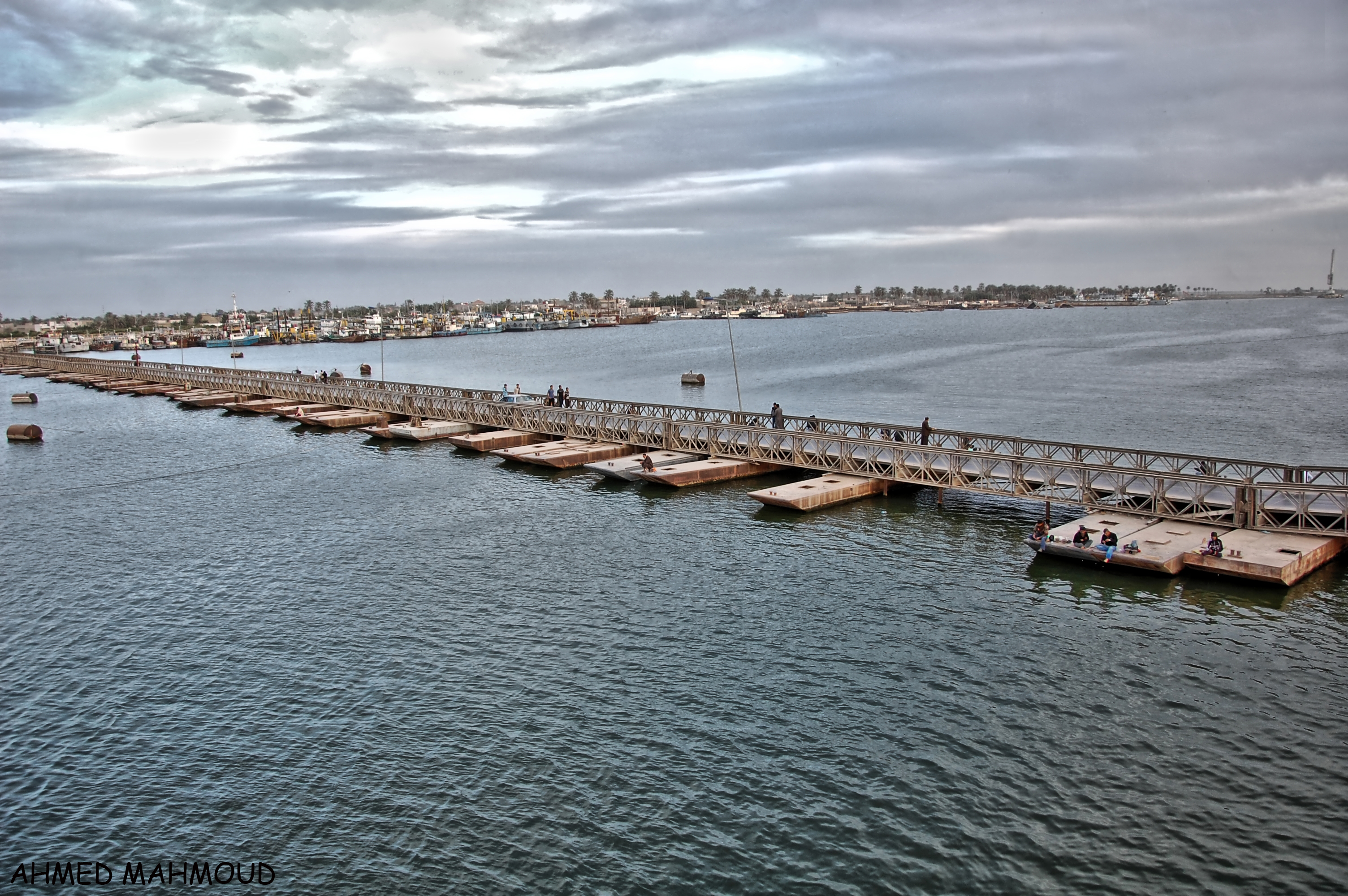
جسر التنومة القديم

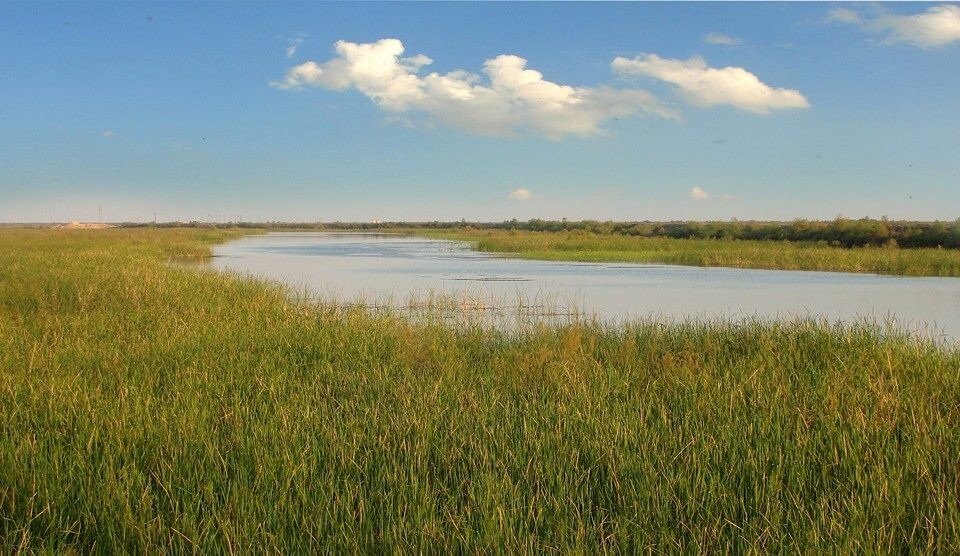
أحد أهوار البصرة

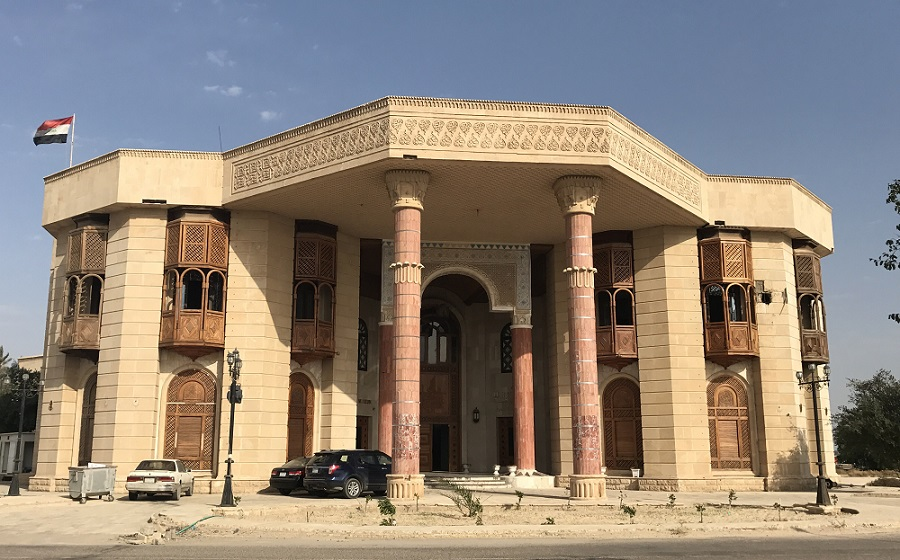
متحف البصرة الحضاري

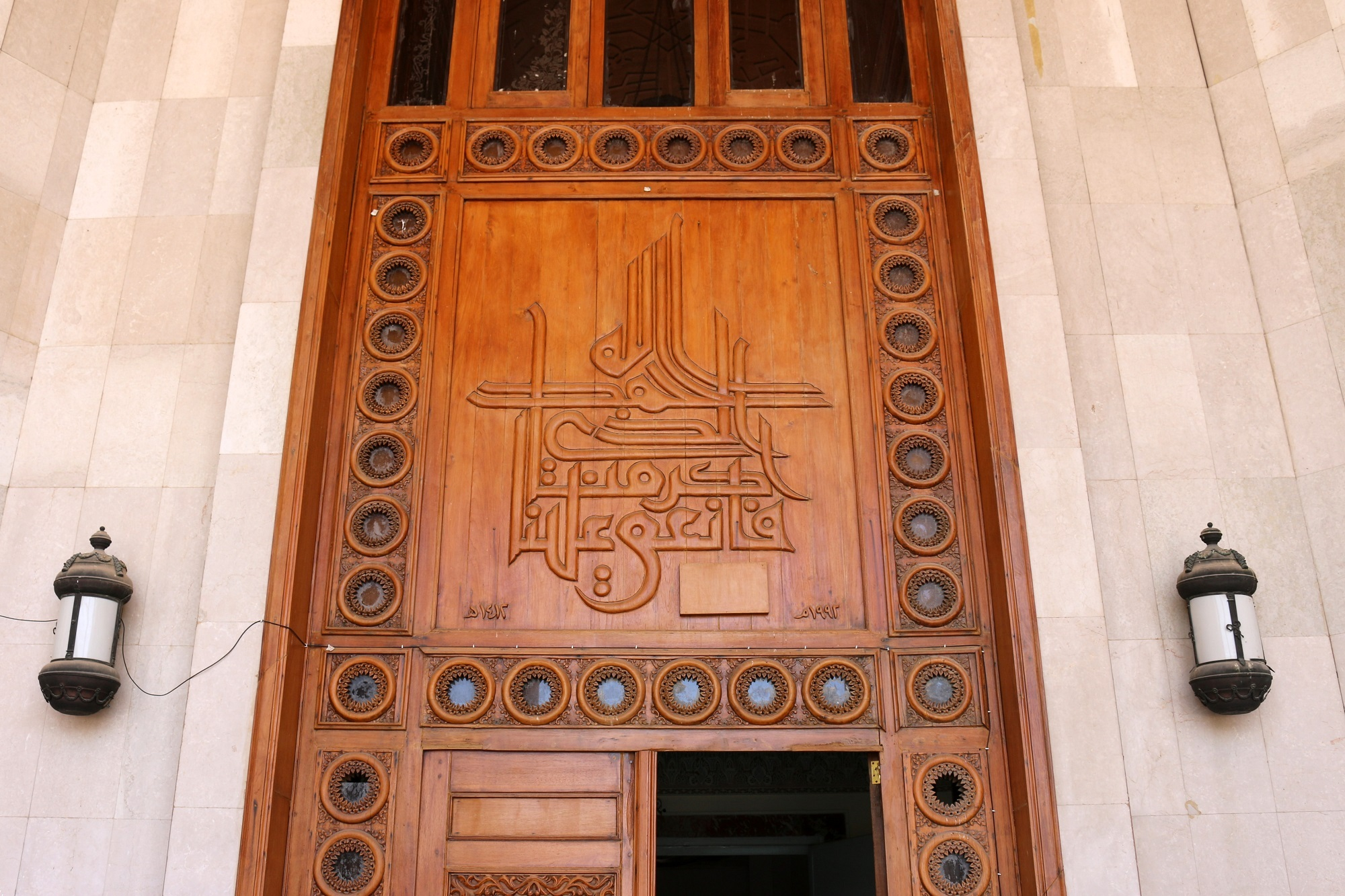
بوابة المتحف البصري

تمتاز البصرة بوجود عدة معالم سياحية وأثرية مثل المتاحف التي تعرض فيها الآثار المختلفة من جواهر وعملات وصروح وتماثيل من عصور ما قبل التاريخ حتى القرن السابع عشر الميلادي. ومن شواهدها الأبدية الآثار المعمارية التي تتمثل في بقايا شناشيل البصرة ودار الأمارة ومنارة الخطوة الأثرية وقصر طالب النقيب وتحتوي المدينة أيضا على مساجد تاريخية عديدة منها: جامع الخطوة والذي كان يسمى بالجامع الكبير، وجامع الكواز في وسط المدينة، وجامع المقام، وجامع كردلان التأريخي في قرية كردلان، وجامع السيد علي الموسوي وجامع الكرناوي وجامع العباس، وتعاني المباني التراثية في البصرة حاليا من الإهمال والتعدي عليها، خاصة بعد الغزو الأمريكي للعراق عام 2003م.

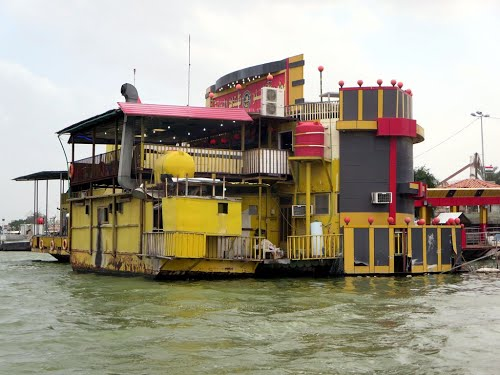
أحد الفنادق السياحية في البصرة

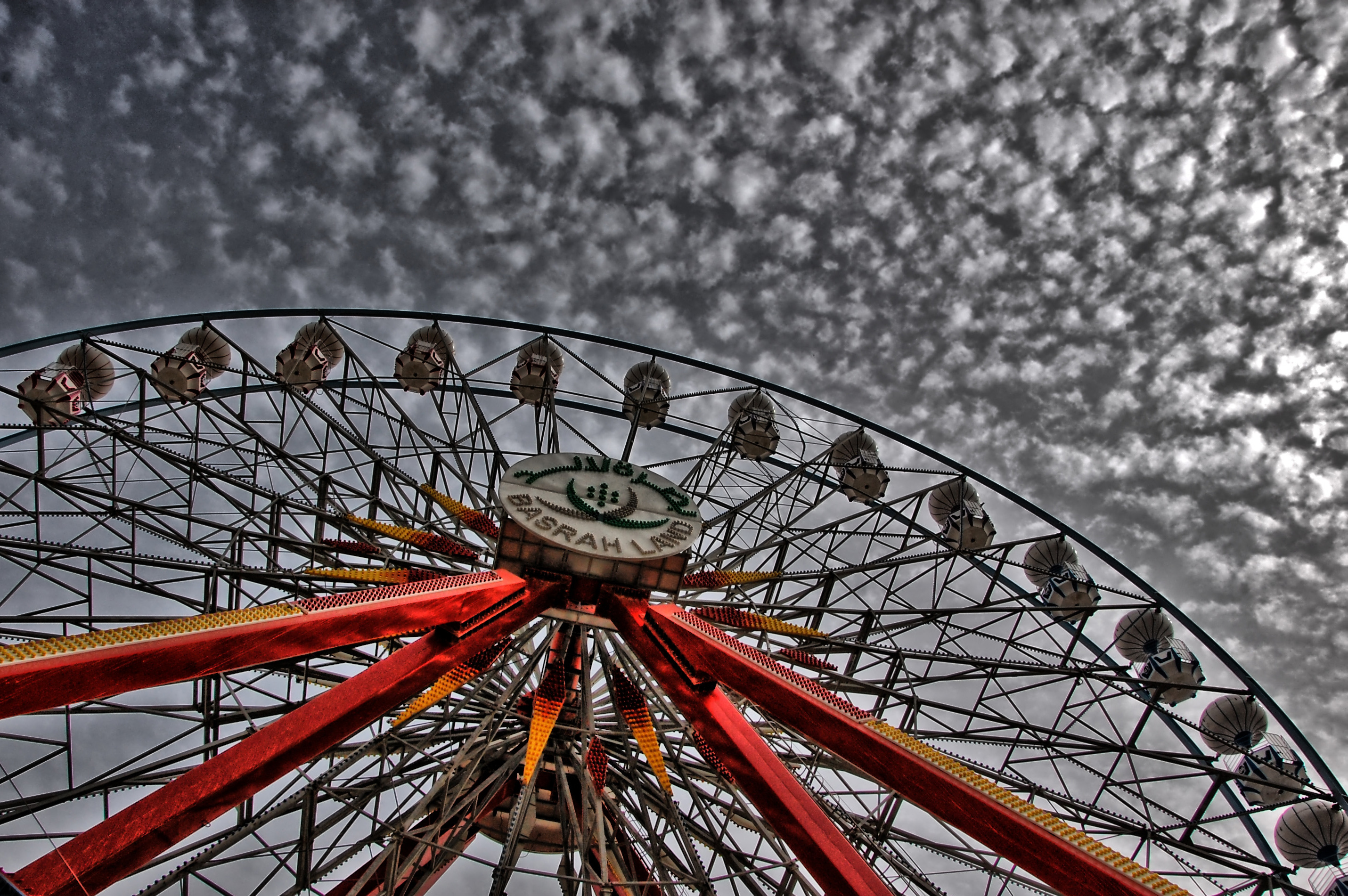
مدينة ألعاب البصرة أو "بصرة لاند"

كما تحوي المدينة عدد من المناطق الترفيهية والسياحية، مثل مدينة ألعاب البصرة، ومدينة العاب الكرمة، وجزيرة السندباد، وشارع الكورنيش، وفندق البصرة الدولي، وغيرها. هذا بالإضافة إلى عدد من المطاعم السياحية التي تقع على ضفاف شط العرب.

## الرياضة

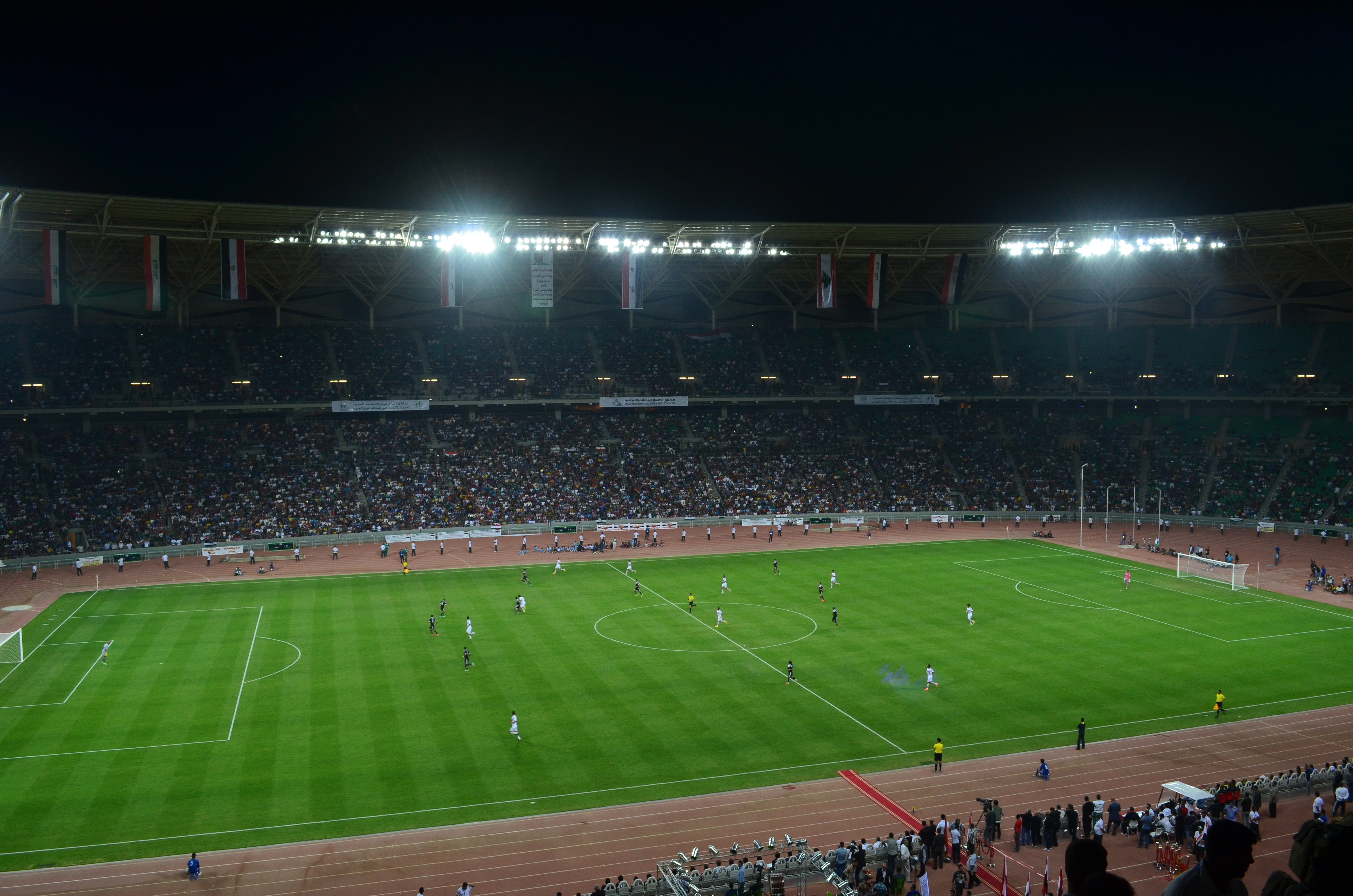
افتتاح ملعب البصرة الدولي، خلال المباراة الافتتاحية الثانية بين الزمالك (مصر) والزوراء (العراق).

كرة القدم هي الرياضة الأكثر شعبية في مدينة البصرة كما هو الحال في باقي مدن العراق، فقد تأسس أول نادٍ في المدينة عام 1932م، هو نادي الميناء الرياضي يعتبر أحد أفضل الأندية العراقية، وهو الممثل الشرعي لكرة البصرة، حيث يقدم الكثير من اللاعبين إلى المنتخبات الوطنية، وقد أنشأت الحكومة العراقية مدينة البصرة الرياضية واحدة من أهم وأكبر المدن الرياضية في العراق والشرق الأوسط وتحتوي المدينة على ملعب جذع النخلة الاولمبي الذي يتسع لأكثر من 65 الف متفرج.

## معالم البصرة
| مسجد البصرة القديم وهو أول وأهم مسجد في الإسلام خارج مكة والمدينة المنورة شيد في عهد الخليفة عمر من قبل عتبة بن غزوان والي البصرة كان في بداياته مبني من أجذاع النخيل لكنه تدمر بالحريق الكبير وأعيد بنائه من اللبن والطين من ثم تم اعادة البناء في خلافة عمر بن عبد العزيز وفي زمن الخلافة العباسية سقطت جدرانه وتدمر البناء من جراء الفيضان الكبير الذي اصاب البصرة وقلت أهميته بعد انتقال أهل البصرة من الموقع القديم إلى الموقع الجديد، ولقد شهد هذا المسجد مراحل مهمة من تأريخ الإسلام والمسلمين وتأريخ العراق، منها زيارة علي بن أبي طالب وعائشة له بعد موقعة الجمل، وخطبة زياد بن أبيه التي سميت بالخطبة البتراء، ومجزرة الحجاج[ ؟ ] التي راح ضحيتها مجموعة من معارضيه في البصرة، وثورة الزنج. وهو كذلك أول مدرسة للفقه[ ؟ ]، وعلم الحديث ثم علم الأصول والفلسفة. ولقد درس في هذا المسجد الصحابي عبد الله بن عباس المسمى بحبر الأمة، والزاهد الحسن البصري، وواصل بن عطاء. وفيه أول دعوة لاعتماد العقل كطريق لاستنباط الأحكام الشرعية. |
| جامع الكواز من الجوامع القديمة في البصرة، حيث بناه الشيخ ساري بن الشيخ حسن الضاعن العباسي بثلاثة أيام وقد بناه من القصب عام 920 هـ/1514م، وبعد ذلك تم ترميم الجامع وبني بالحجارة في عهد الشيخ ساري العبد السلام العباسي عام 930 هـ/1523م، ويقع في البصرة القديمة وتحديدا في محلة المشراق وقام ببناءه أبناء أسرة آل باشا من أعيان الأسر البصرية العريقة. |
| جامع المقام وهو أحد مساجد البصرة أسسه وبناه الحاج محمد الششتري، عام 1167 هـ/1754م، منذ عهد الدولة العثمانية، ويقع في منطقة المقام على ضفة نهر العشار، وتحيط به الشوارع من جميع جهاته. |
| فندق البصرة الدولي أو الشيراتون (سابقا) هو أكبر وافخم فندق في جنوب العراق باحتوائه على 200 غرفة وسبعة سويتات رئاسية وخمسة مطاعم وحوض سباحة خارجي ونادي رياضي وخدمات مصرفية وحدائق وقاعة مؤتمرات فخمة. أعيد افتتاحه عام 2010 بعد اعادة تأهيله بكلفة 55 مليون دولار بعد أن تم تدميره عام 2003 أثناء الاحتلال الأمريكي للعراق. ويقع الفندق على ضفاف شط العرب وعلى شارع كورنيش البصرة. |
| فندق بصرة تايمز سكوير بصرة تايمز سكوير هو مشروع يتضمن مجمع تجاري وفندق ذو خمس نجوم يحتوي على 600 غرفة وبرج سكني ومكتبي بني على مساحة تصل إلى 31000 م2 وبكلفة تقدر بحوالي 162 مليون دولار، ولقد افتتح جزئيا كمجمع تجاري في 31 ديسمبر 2015م. |
| جزيرة السندباد جزيرة السندباد هي من المناطق السياحية الرائعة في مدينة البصرة جزيرة تقع في وسط شط العرب مقابل فندق شط العرب في المعقل وترتبط بضفتي الشط عن طريق جسر السندباد. |
| فندق مناوي باشا هو أحد أشهر الفنادق السياحية في مدينة البصرة تم بناءه عام 2009م، يحتوي على 5 طوابق و136 غرفة نوم وقاعة رياضية وصالات وحدائق وتبلغ المساحة الكلية للفندق نحو 2400 م2. وتمت توسعة الفندق بكلفة تصل إلى 15 مليون دولار. |
| شناشيل البصرة الشناشيل هي أحد المعالم المعمارية في مدينة البصرة والعراق ومن أجمل الأبنية التأريخية التي لا تزال أثارها باقية حيث يرجع تاريخ هذه الأبنية إلى عشرينات القرن الماضي[ ؟ ]، وبعضها يرجع إلى الحقبة العباسية والعثمانية وبعضها قد تم أنشاؤها بدايات العصر الحديث، وقيل أن الشناشيل كلمة فارسية مكونة من مقطعين"شاه شينين" وقد بنيت بطريقة كلاسيكية فريدة من نوعها. |
| قشلة البصرة هو مبنى حكومي وأحد معالم مدينة البصرة التاريخية والأثرية تأسس من قبل الدولة العثمانية في ولاية البصرة في منطقة العشار ويحتوي المبنى على ساعة القشلة، وتسمى السراي أي مقر الحكومة في البصرة وهي مقر والي البصرة العثماني. |
| ساعة سورين هي ساعة أثرية تعتبر من معالم مدينة البصرة التاريخية والأثرية حيث يعود تاريخ بناءها إلى بداية القرن العشرين وتحديدا سنة 1906 وتراجعت أهميتها بعد الاحتلال الأنكليزي للعراق عام 1916م. |
| شجرة آدم وهي شجرة يعتقد أهل المنطقة أنها نبتت في المكان الذي هبط فيه آدم إلى الأرض وصلى فيه نبي الله إبراهيم الخليل. وذلك ليس ناشئا من المعتقدات الإسلامية، بل يرتاد هذا المكان الكثير من اليهود والنصارى الأجانب ويبدو أنه يشكل أحد الأماكن المقدسة لديهم. |

## معرض صور

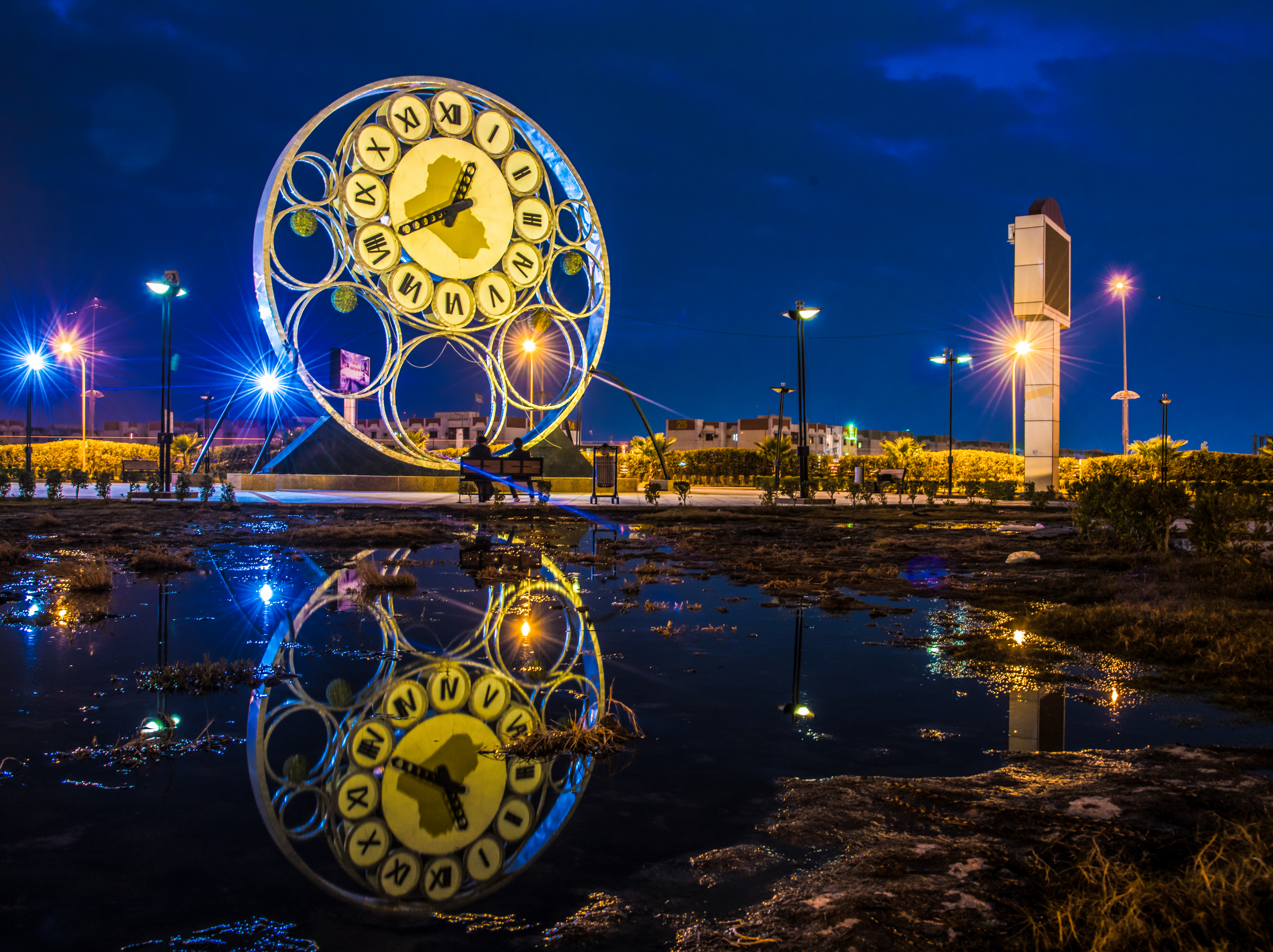
ساحة الحرية في البصرة
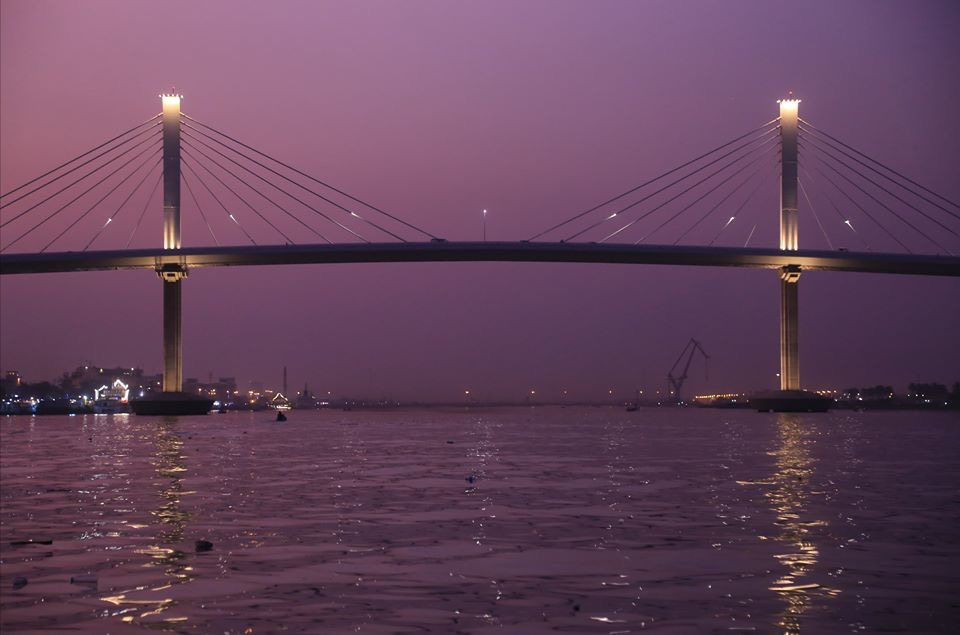
جسر البصرة الجديد
ميناء شط العرب في البصرة
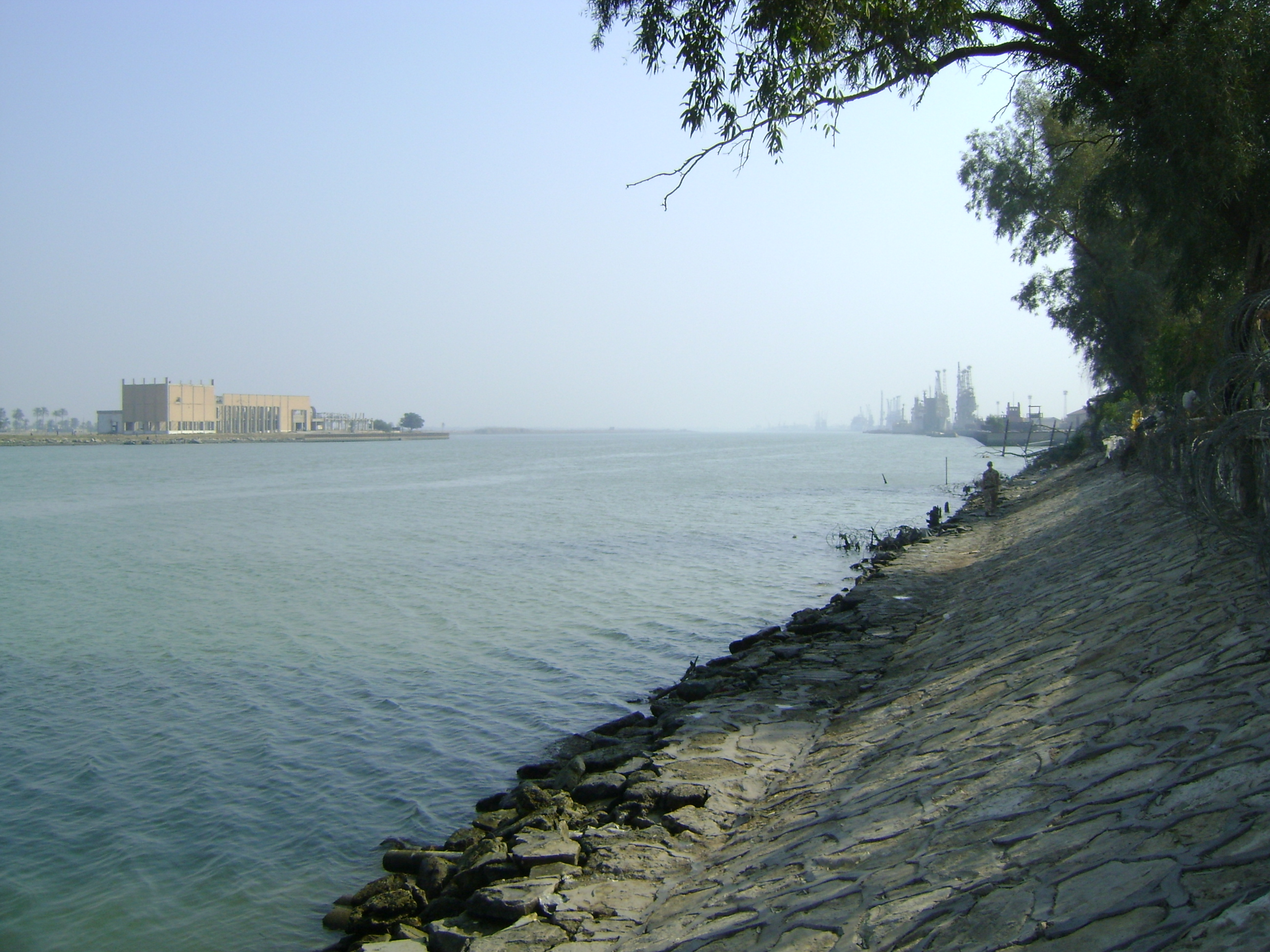
شط العرب ويظهر ميناء المعقل وجزيرة السندباد
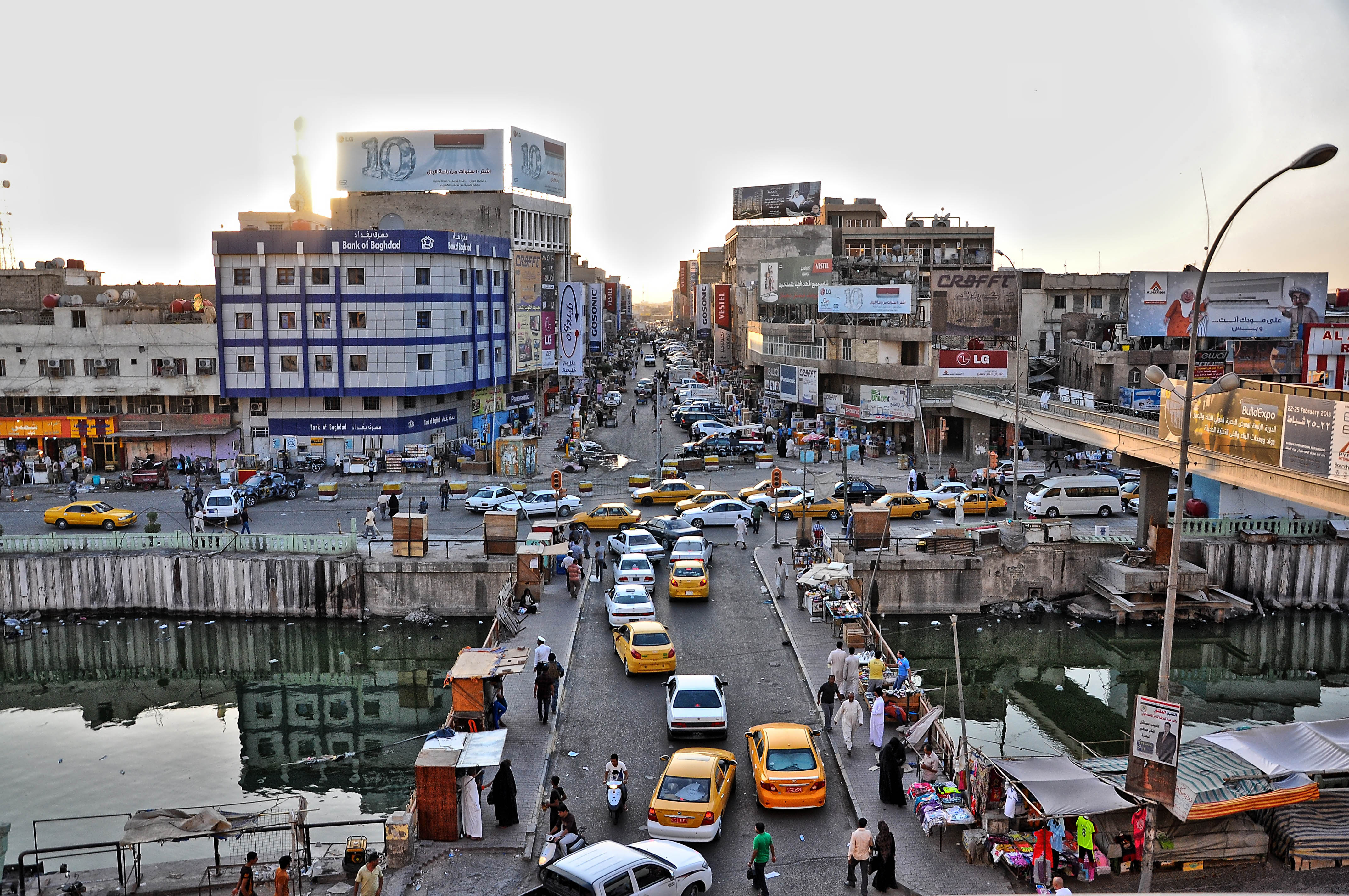
مدخل شارع الكويت في البصرة
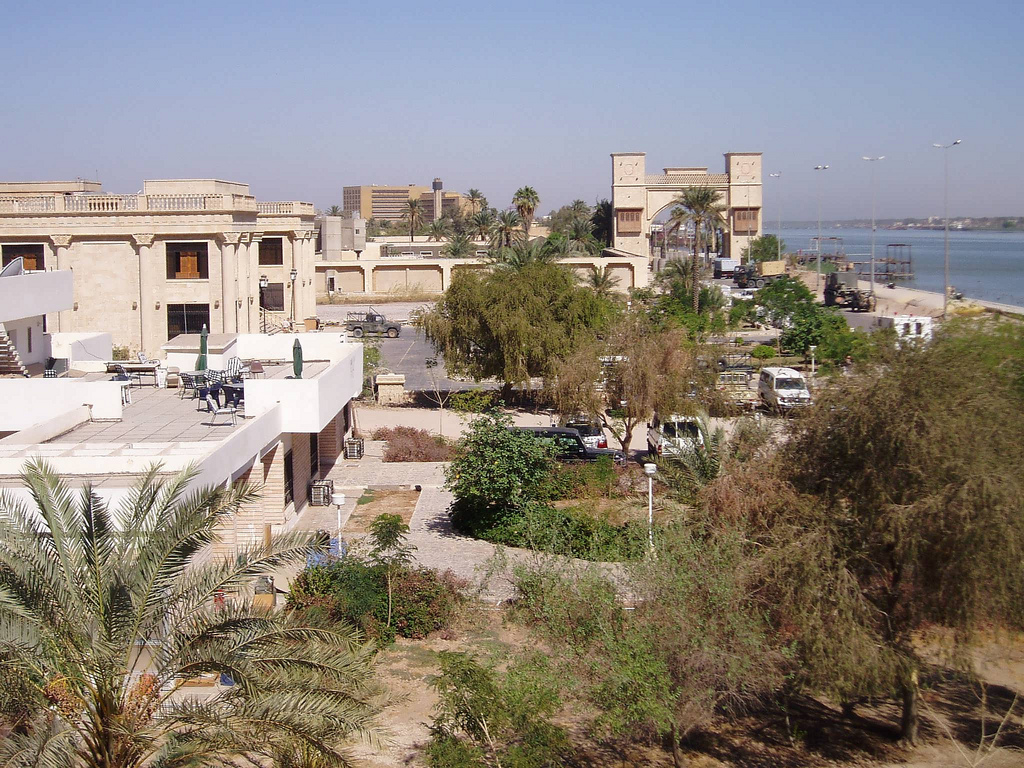
ساحل مدينة البصرة
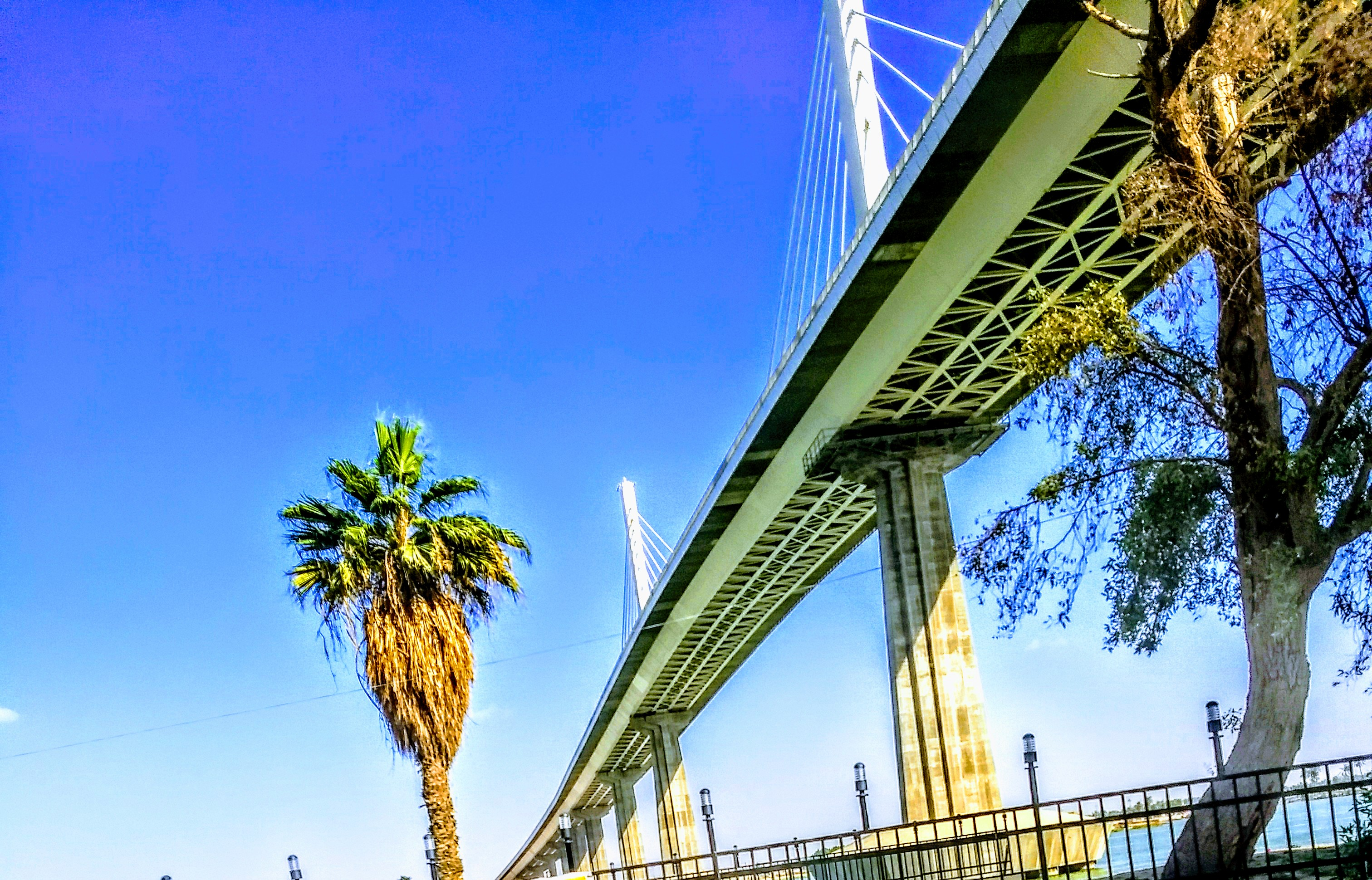
جسر الشهيد محمد باقر الصدر
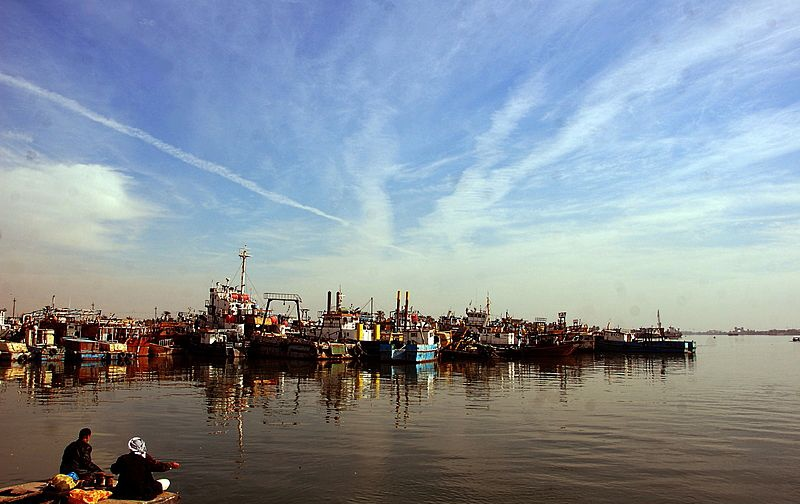
منظر لشط العرب في مدينة البصرة
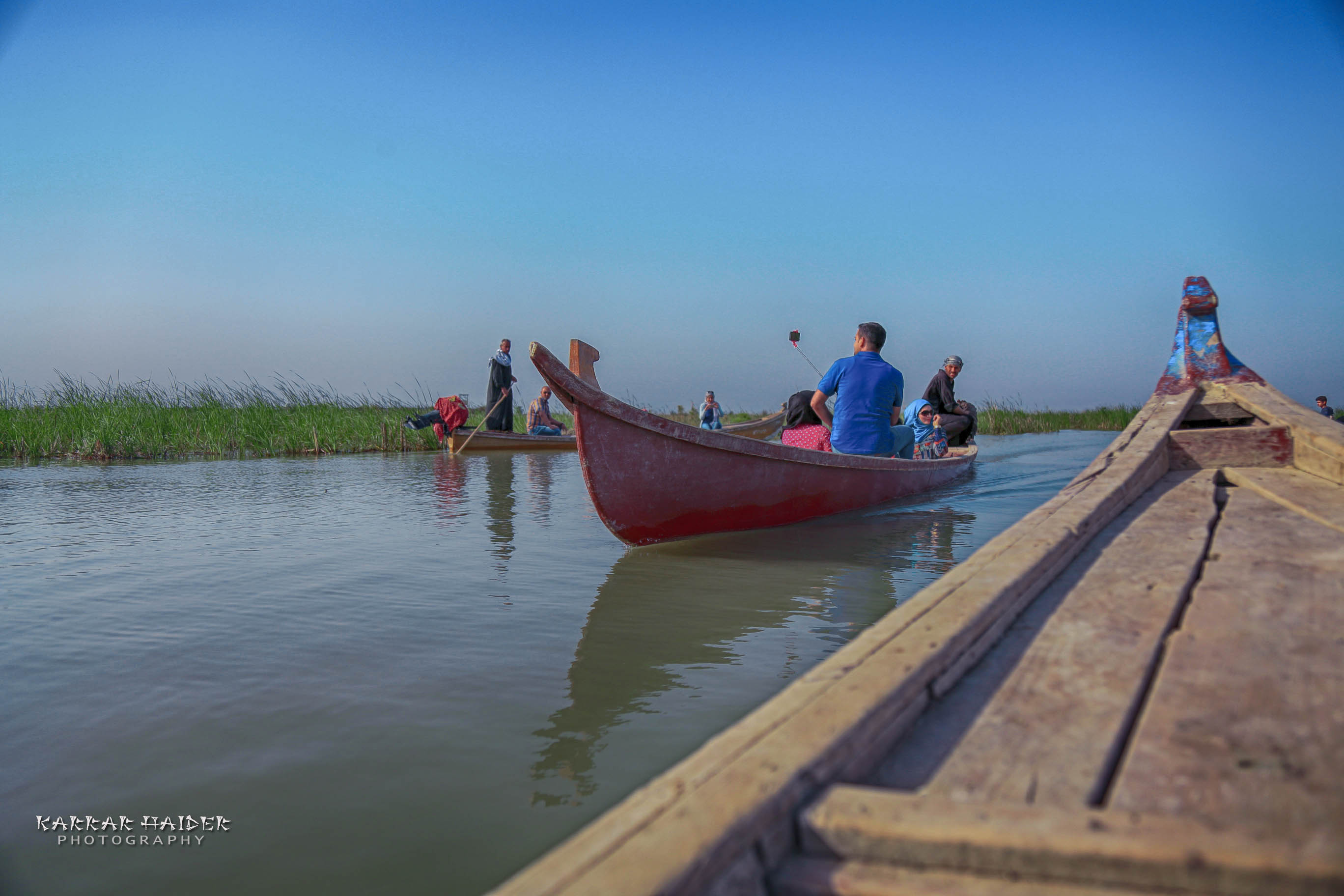
أحد أهوار البصرة
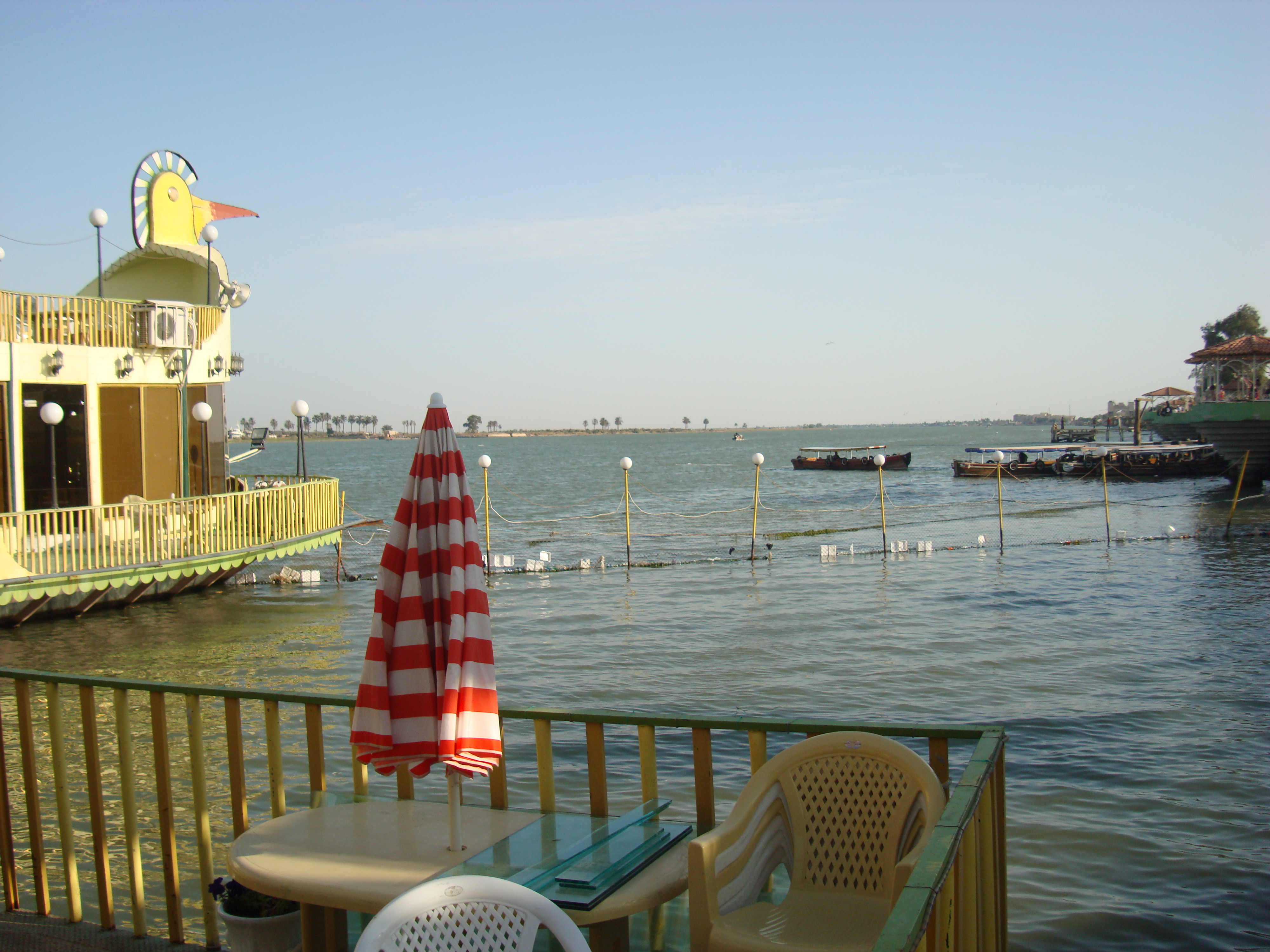
كورنيش مدينة البصرة
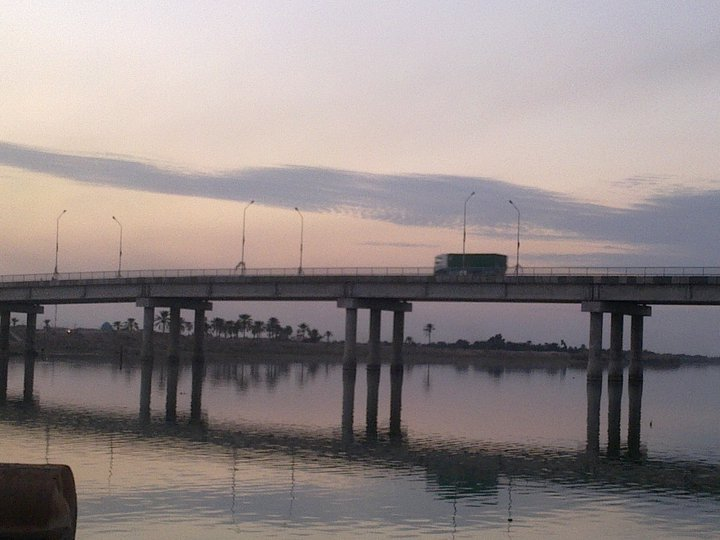
أحد الجسور على ضِفاف شط العرب
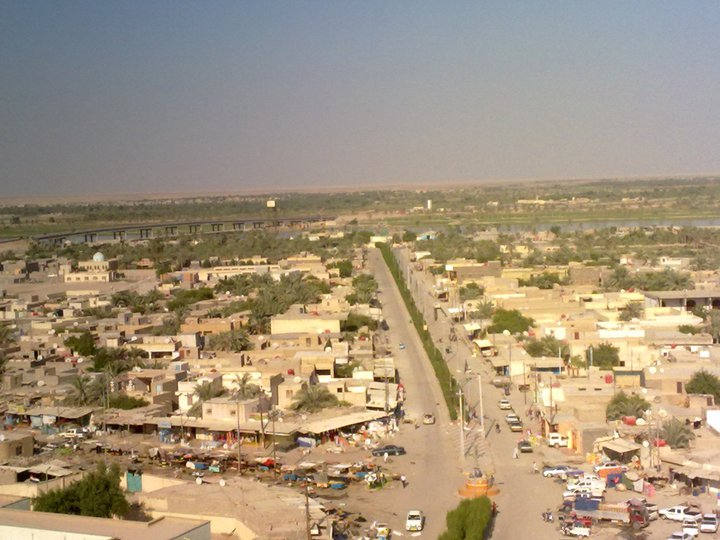
منظر من الجو لمنطقة الدير في البصرة
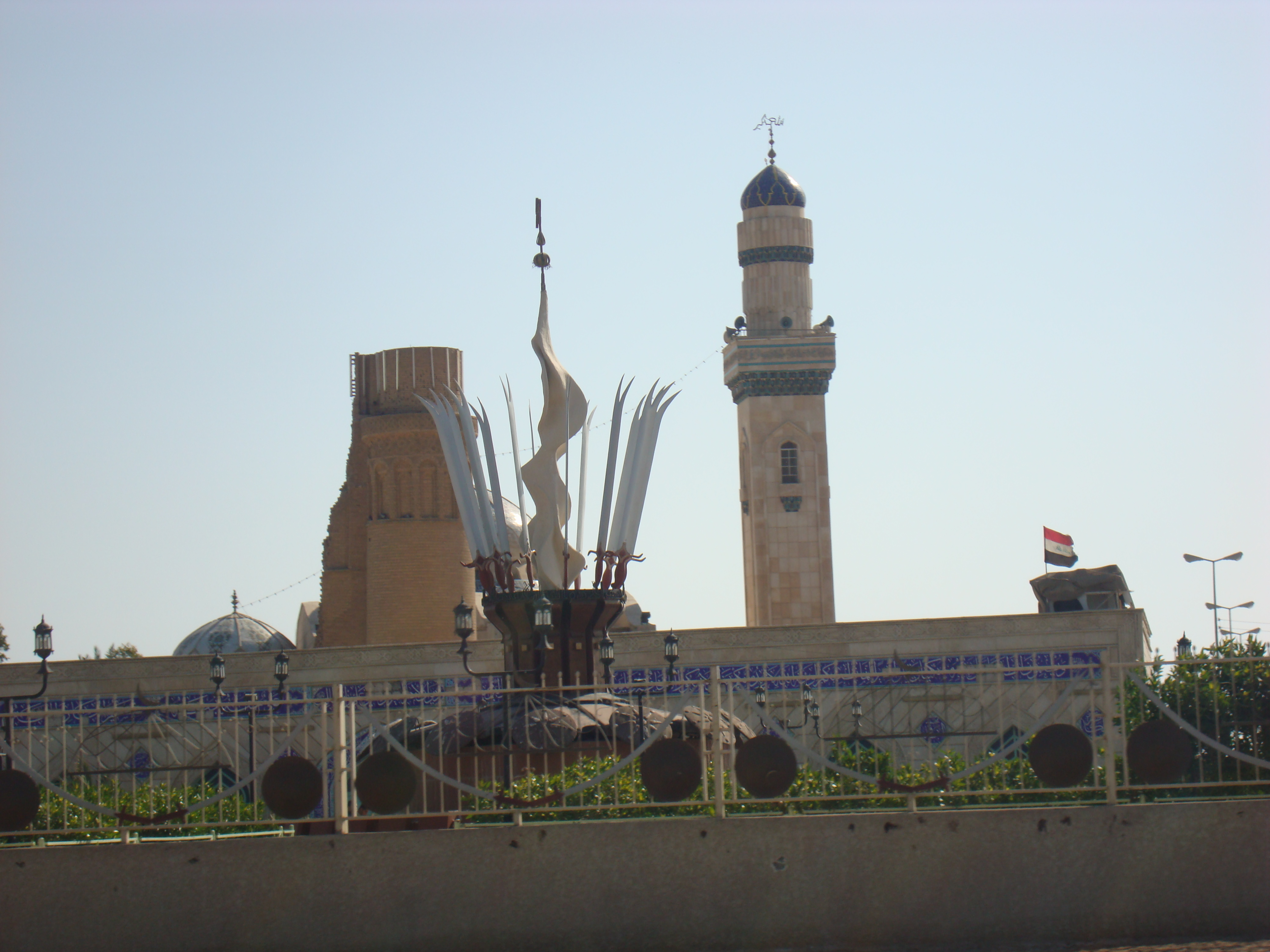
جامع الإمام علي بن ابي طالب (جامع الخطوة)
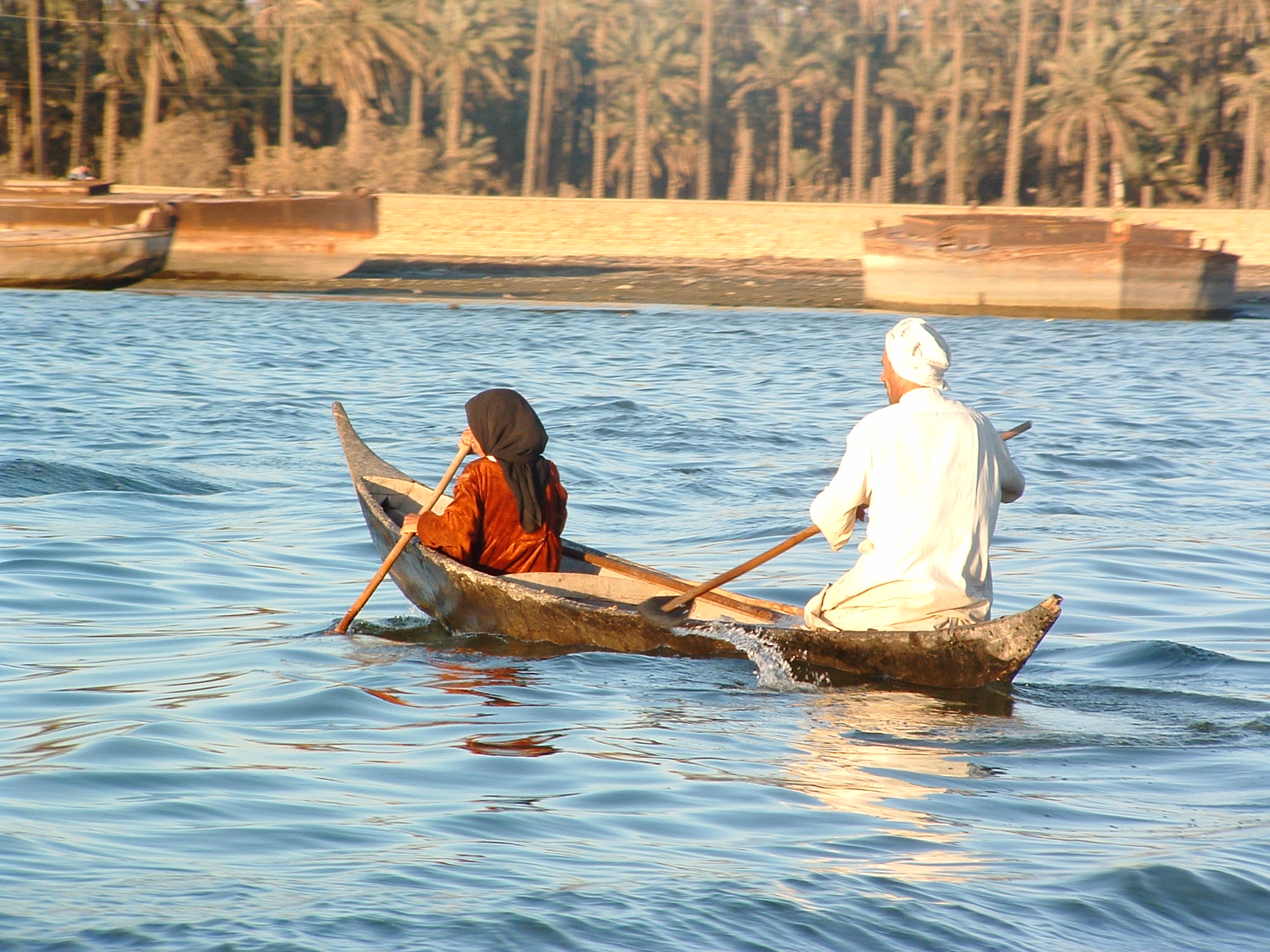
التنقل النهري في البصرة
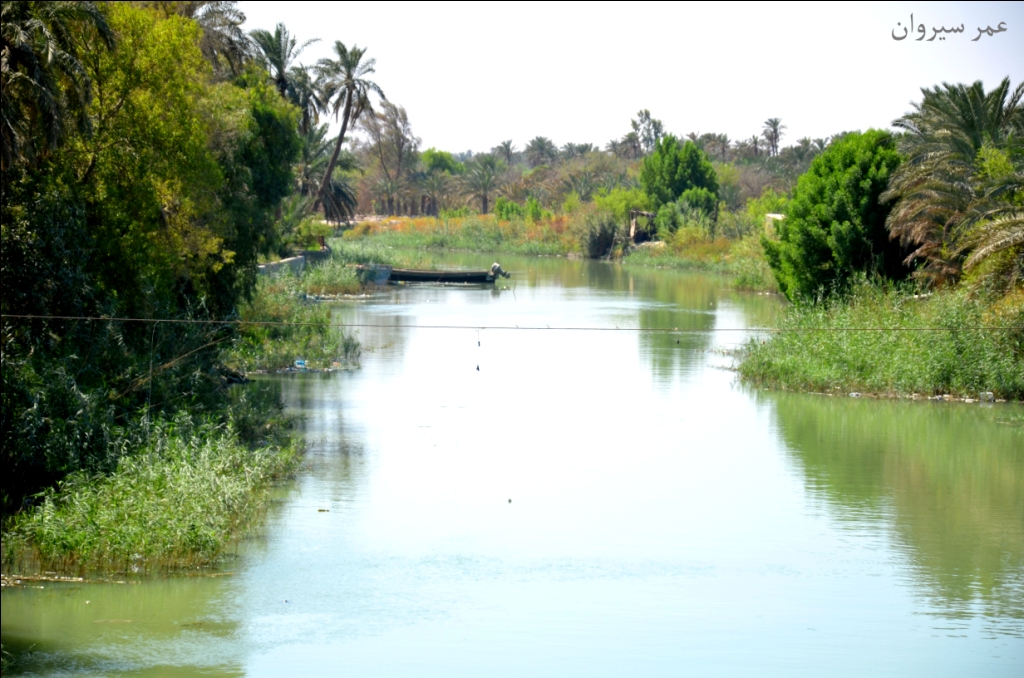
أحد بساتين النخيل في أبي الخصيب

## المدن التوأمة
- فينيسيا، إيطاليا
- جيمستاون، فرجينيا، الولايات المتحدة الأميركية
- باكو، أذربيجان
- دبي، الإمارات العربية المتحدة
- نيجني نوفغورود، روسيا
- أولسان، كوريا الجنوبية
- هيوستن، تكساس، الولايات المتحدة الأمريكية[91]
- ميونخ، ألمانيا
- مدينة الكويت.[92]
- نيسابور، إيران.
- العقبة، الأردن.
- البصرة (المغرب).

## طالع أيضًا
- معالم مدينة البصرة
- قائمة مساجد البصرة
- تاريخ البصرة